# Lagonda
Lagonda (Лагонда) — з 1899 року англійський виробник автомобілів. Штаб-квартира розташована в місті Стейнс-на-Темзі. У 1916 році компанія об'єднується з фірмою Tollemache & Griffin. 1935 року компанію купує Алан Гуд, у 1948 році — фірма David Brown and Sons, у 1972 році — фірма Company Developments, а у 1991 році — фірма Ford.

## Уільбур Адамс Ганн
Уільбур Адамс Ганн народився в травні 1860 року в родині протестантського проповідника Джеймса Вінна Ганна (шотландця за походженням) з міста Трой, що в американському штаті Огайо. Незабаром після народження Уільбура сім'я переїхала в Спрінгфілд, що знаходиться в тому ж штаті, там батько, крім проповідування слова Божого, отримував постійний дохід, маючи посаду скарбника в компанії Lagonda Manufacturing Company. Компанія ця випускала обладнання для виготовлення парових двигунів. Хлопчик вирішив піти по стопах батька і отримав технічну освіту, практикуючись в Singer Sewing Machine Company. Оскільки батько Уілбура був проповідником, то хлопчик часто проводив час і в церкві, беручи участь у співах парафіяльного хору. 1885 року він одружується на Берті Джейн Маєрс, а через три роки у них народилася дочка. Уілбур вирушає підкорювати Нью-Йорк, де йому вдалося отримати оперну освіту і стати тенором.
У 1891 році, залишивши свою дружину і дочку, він переїжджає в Англію, там йому вдається влаштуватися в оперний театр Carla Rosa Carmen Company, через рік удача повернулася до нього обличчям і він зміг виступити з Королівським хором. Попутно Ганн працював консультантом-декоратором в театрі, де на його відповідальності були всякі парові і гідравлічні механізми, що відповідали за зміну декорацій. Там само в театрі він познайомився з Констанцою Енн Грей, дружиною забезпеченого службовця в Міністерстві у справах Індії, яка відвідувала аматорський гурток при театрі. 1896 року вона овдовіла, а Ганн, що був одружений, отримав у січні 1898 року розлучення від своєї американської дружини та одружився з британкою, повінчалися вони все в тому ж січні 1898 року.

## Заснування компанії Lagonda Engineering Company (1899—1904). Виробництво мотоциклів

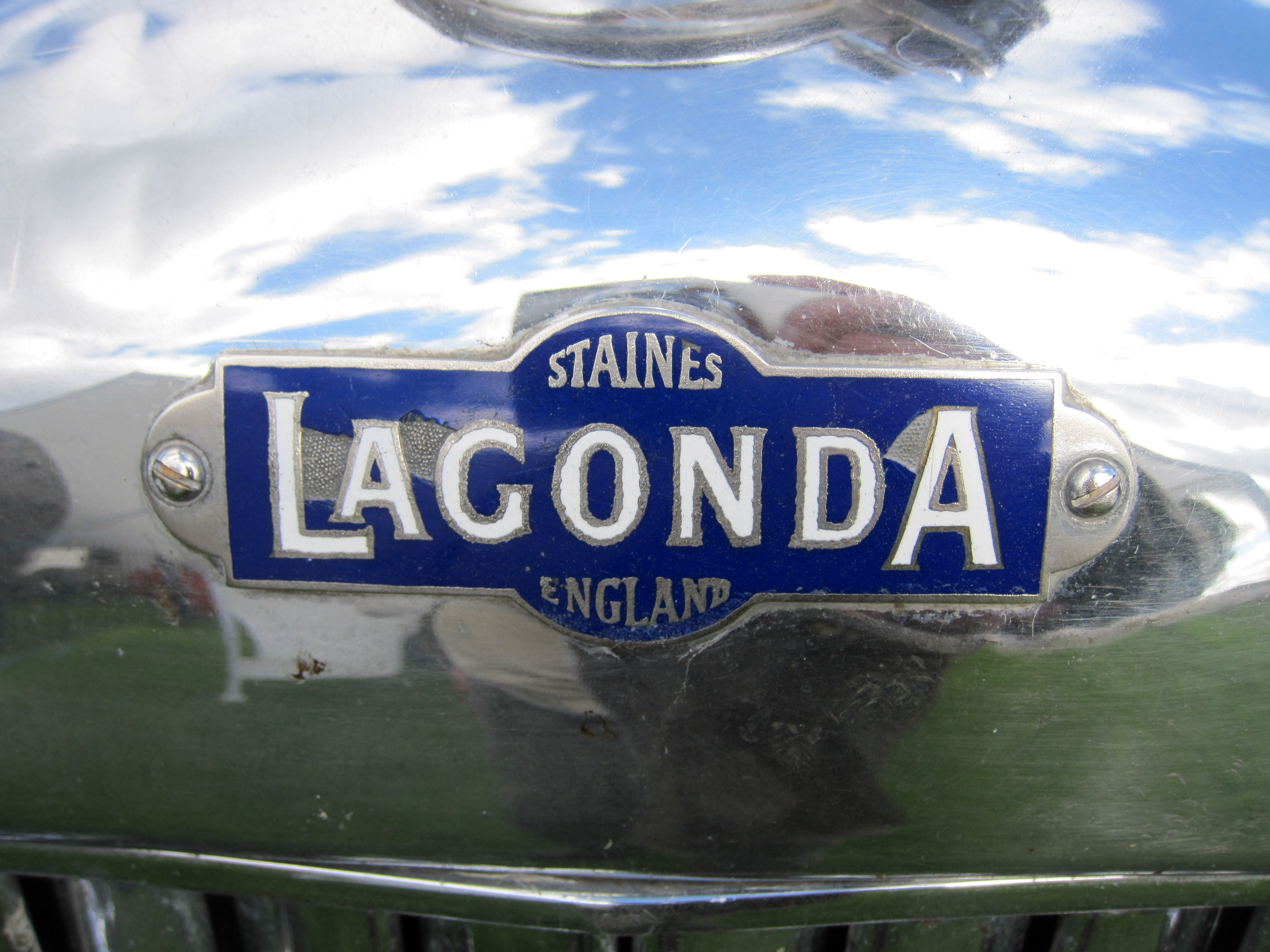
Логотип Lagonda

Тепер у Ганна було два будинки, один з них перебував на відомій вулиці Бейкер-стріт, а другий знаходився в графстві Суррей, в містечку Егем Хіт неподалік від Стейнза. Заміський будинок мав велику оранжерею, яку Ганн переобладнав у майстерню. Помічником йому став учень фабрики Staines Linoleum Works — дев'ятнадцятирічний Альфред Генрі Кранмер. Разом вони стали будувати парові двигуни для суден, один з них був проданий темзоській судноверфі, яка саме виконувала замовлення на виготовлення яхти «Giralda», що стала найшвидшою на Темзі, вигравши не одне швидкісне змагання. Там само в парнику Ганн з Кранмером побудували свій перший двигун внутрішнього згоряння, який вони приладнали до велосипеда, незабаром моторизація велосипедів стала носити більш масовий характер. Так з'явилися перші одноциліндрові мотоцикли Ганна з двигунами внутрішнього згоряння і повітряним охолодженням, на подив саморобки мали попит і співак вирішив присвятити своє життя саморушним екіпажам. 1899 року Ганн вирішує заснувати компанію, яку назвав Lagonda Engineering Company, назва «Лагонда» була запозичена у невеликої річки Бак Крик, що протікала за однойменним величезному національному парку, який розташовувався недалеко від рідного Ганну Спрінгфілда. Індіанці племені Шоні називали річку Ough Lagonda, що було спотворенням її французької назви — La Ohonda, в перекладі воно означає «Мовчазний потік». У листопаді 1902 року Ганн запатентував назву Lagonda в Англії.

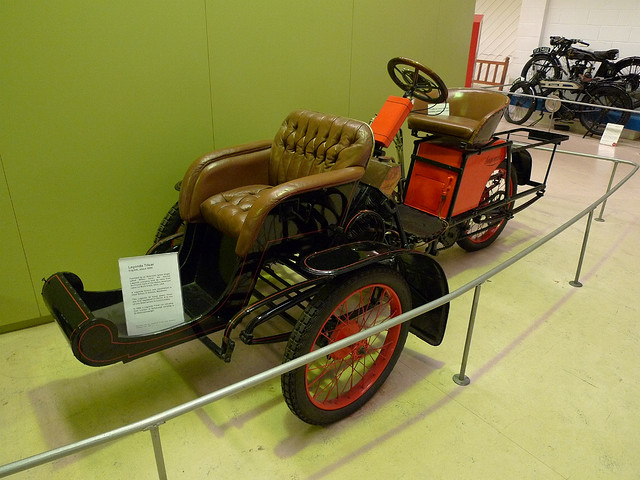
Lagonda Tri-Car 10/12HP

У 1903 році на замовлення секретаря місцевого мотоклубу Меннінга Ганн будує трицикл, але 3.5-сильний мотор від мотоцикла виявився слабким, і незабаром на прохання замовника його змінили п'ятисильним агрегатом. Ця робота виявилася нескладною, і американець (Ганн так і не змінив своє громадянство, і помер американським підданим) вирішує поставити справу на потік, розширивши для цього приміщення майстерні і збільшивши отвір воріт свого котеджу. Трицикл, що пішов у 1904 році в серію, мав уже двоциліндровий 1.2 л мотор з V-подібним розташуванням циліндрів, впускні клапани мали автоматичний привід, випускні ж мали бічне розташування. На відміну від двигунів, які встановлювалися на мотоцикли, цей 12-сильний агрегат мав водяне охолодження, колеса кріпилися намертво до рами, відсутність підвіски позначалася на комфорті водія і пасажира, розташованого спереду. Свої перші трицикли Ганн і Кранмер оснастили велосипедним кермом, проте після успішних заїздів в Брукландс, де трицикл розвинув швидкість в 84 км/год, фірмі надійшло замовлення від Королівської пошти. Але лондонські листоноші отримали автомобілі, оснащені підвіскою і румпелем замість велосипедного керма, а спереду були встановлені ящики для розвезення кореспонденції. У тому ж році фірма була перейменована в Lagonda Motor Company Ltd.

## Компанія Lagonda Motor Company (1904—1916). Початок виробництва автомобілів
Продукцію фірми не можна було віднести до масової, вона була нечисленна, але досить непогана, так Уільбур Ганн бере у 1905 році участь в змаганні, влаштованому мотоклубом Англії, — марафоні за маршрутом Лондон-Единбург. Ганн бере найпотужніший мотоцикл (п'ятисильний) зі своєї виробничої гами (яку відкривав 2.75-сильний мотоцикл), і виграє перегони, випередивши інших сімнадцять учасників цього заходу, основна маса яких виступала на техніці популярних марок Ariel і Triumph. 1906 року стали встановлювати на свої трицикли кермо замість румпеля, але до 1907 року в Британії мода на «трикари» сходить нанівець. Випустивши до того моменту всього 69 трициклів, фірма припиняє виробництво мотоциклів і трициклів. У квітні 1907 року фірма була на грані розорення, тому Ганн вирішив перейти на чотириколісну техніку. Перший автомобіль 12НР був побудований з використанням вузлів від трицикла, мотор розвивав 12 к.с. і теж був запозичений у трицикла. Проте машина виявилася слабкою і у 1908 році на наявну конструкцію встановили чотирициліндровий мотор Coventry-Simplex потужністю в 16 к.с. Але і вік моделі 14/16НР виявився недовгим, конструкція шасі була значно посилена, і на машину був встановлений ще потужніший агрегат. Прототип оснастили 3.05 л мотором фірми Coventry-Simplex, після незначних переробок, як, наприклад, посилення мостів і установка нового карбюратора, автомобіль пішов у серію як 16/18НР. Автомобіль пропонувався з одним типом кузова — торпедо, а його особливістю було те, що його приварювали до рами по її кутах, тобто це був прообраз несучої конструкції. Перші серійні машини з несучими кузовами в тридцятих роках будувалися за таким же принципом — раму або підрамник приварювали до кузова. Кузови виготовляла прилегла контора, що знаходилася по тій же вулиці, що і майстерня Ганна.
Машина виявилася досить надійною і швидкохідною, так Берт Хаммонд успішно дебютував на змаганнях, що проходили в Бруклендс, на машині з переробленим кузовом, спортивна версія була одномісною. Непогано показавши свої здібності на місцевих трасах, Ганн вирішив виставити свою продукцію і на закордонних змаганнях. У червні 1910 року Імператорське російське автомобільне товариство проводить перше ралі в царській  Росії, регламент якого був запозичений у німецьких змагань за приз Кайзера Вільгельма Другого. Шлях пролягав з Санкт-Петербурга (насправді старт віддавався з Царського Села), далі дорога йшла через: Псков, Вітебськ, Гомель, Київ, з нинішньої столиці України поверталися знову в Гомель, а звідти дорога вела через Ярославль на Москву. З Москви учасники повинні були вийти через Твер, Вишній Волочок і Новгород назад до Санкт-Петербурга. Цей захід був прозваний французами «La Coupe du Tzar», а німцями — «Kaiser-Nikolaus-Fahrt», оскільки протегував цими гонками сам Микола Другий. У них і вирішив взяти участь Уільбур Ганн, який взяв в напарники британця Берта Хаммонда. Як гоночна машина була обрана стара модель Lagonda 16/18НР|16/18НР, хоча у виробничій гамі вже була потужніша шестициліндрова модель Lagonda 30НР з таким же «несучим» кузовом типу торпедо, що й у молодшої моделі. Топова модель мала двигун власної конструкції, блоки циліндрів 4.6-літрового мотора були відлиті в три спарених блоки, до двигуна агрегатувалася триступенева коробка передач з конусним зчепленням.
Однак під час гонок британський екіпаж, який виступав під номером 38, зійшов з дистанції під Гомелем, оскільки влетів в дерево, що упало на дорогу після бурі, хоча іноземні «історики» пишуть, що Ганн виграв гонки 1910 року. Але одним з перших прийшов німець Віллі Пйоге, до того ж без штрафних очок, на стосильному автомобілі марки Mercedes. Інші автори мають на увазі той факт, що на одній з десяти ділянок екіпаж Lagonda показав найкращий результат у своєму класі і отримав за це нагороду, але це далеко не перемога в самих змаганнях. Однак марку, не дивлячись на невдачу в загальному заліку, помітили в Росії, і основна маса нечисленної продукції британської фірми йшла в довоєнну Російську імперію, залишаючись майже невідомою у себе на батьківщині.
До кінця 1913 року цей сезон стає останнім для моделей 20НР (шасі від Lagonda 16/18НР|16/18НР з новим 4-циліндровим мотором власної конструкції, на кшталт моделі 30НР, а поки що їм компанію становила доступніша модель. Ганн поділяв погляди Генрі Форда та інших популяризаторів дешевих автомобілів, тому в березні 1913 року представив свій аналог американського Ford T. Для того, щоб здешевити ціну автомобіля, Ганн викупив приміщення своїх сусідів — столярної майстерні і кузовобудівну компанію Генрі Уормінгтона, яка спершу виготовляла для його нечисленних автомобілів кузови. Не дивлячись на те, що новинка була досить доступною, вона не втратила своєї родзинки — несучого кузова, більш того — конструкція стала ще радикальнішою. Кузов не мав тепер рами, до кузова приварювали днище, до якого, в свою чергу, приварювали поперечні підсилювачі, до яких вже кріпили і двигун, і мости, і т. д., на місцях зварювання застосовували лудіння. Lagonda 11.1 мала чотирициліндровий мотор, об'ємом 1.1 л, впускні клапани розташовувалися зверху, а випускні — з боків циліндрів, корпус коробки передач і блок двигуна являли собою популярний тоді моноблок. Причому масляний піддон кріпився до рами, а не звисав з двигуна, в передній підвісці використовувався стабілізатор поперечної стійкості. Спочатку автомобіль, завдовжки 3.1 м, випускався тільки з двомісним кузовом типу кабріолет, машина важила всього 450 кг, така вага була досягнута завдяки хитрощам Альфреда Кранмера. Наприклад, машина не мала складної рульової системи, рульовий вал кріпився безпосередньо до правого важеля підвіски, тим самим виходило дуже гостре рульове відношення 1:1, тобто як на велосипеді чи мотоциклі (наскільки поверталося кермо, на такий кут поверталися і колеса). Також для полегшення автомобіля не стали мудрувати з керуванням коробки передач, а помістили її посередині, так що короткий важіль КПП розташовувався посередині кузова.
У червні 1914 року, коли вже не випускалися старші моделі, модельний ряд поповнився ще дешевшою версією. Машина отримала інші шестерінки в коробці передач, але головна відмінність була у відсутності захисту від негоди, в листопаді того ж року з'являється подовжена на 38 см чотиридверна версія з кузовом типу торпедо. Однак, не дивлячись на якість продукції, машина не мала попит, адже головною винуватицею відсутності попиту на авто стала Перша світова війна, яка на той момент мала назву «Велика війна».

## Компанія Lagonda Limited (1916—1935)

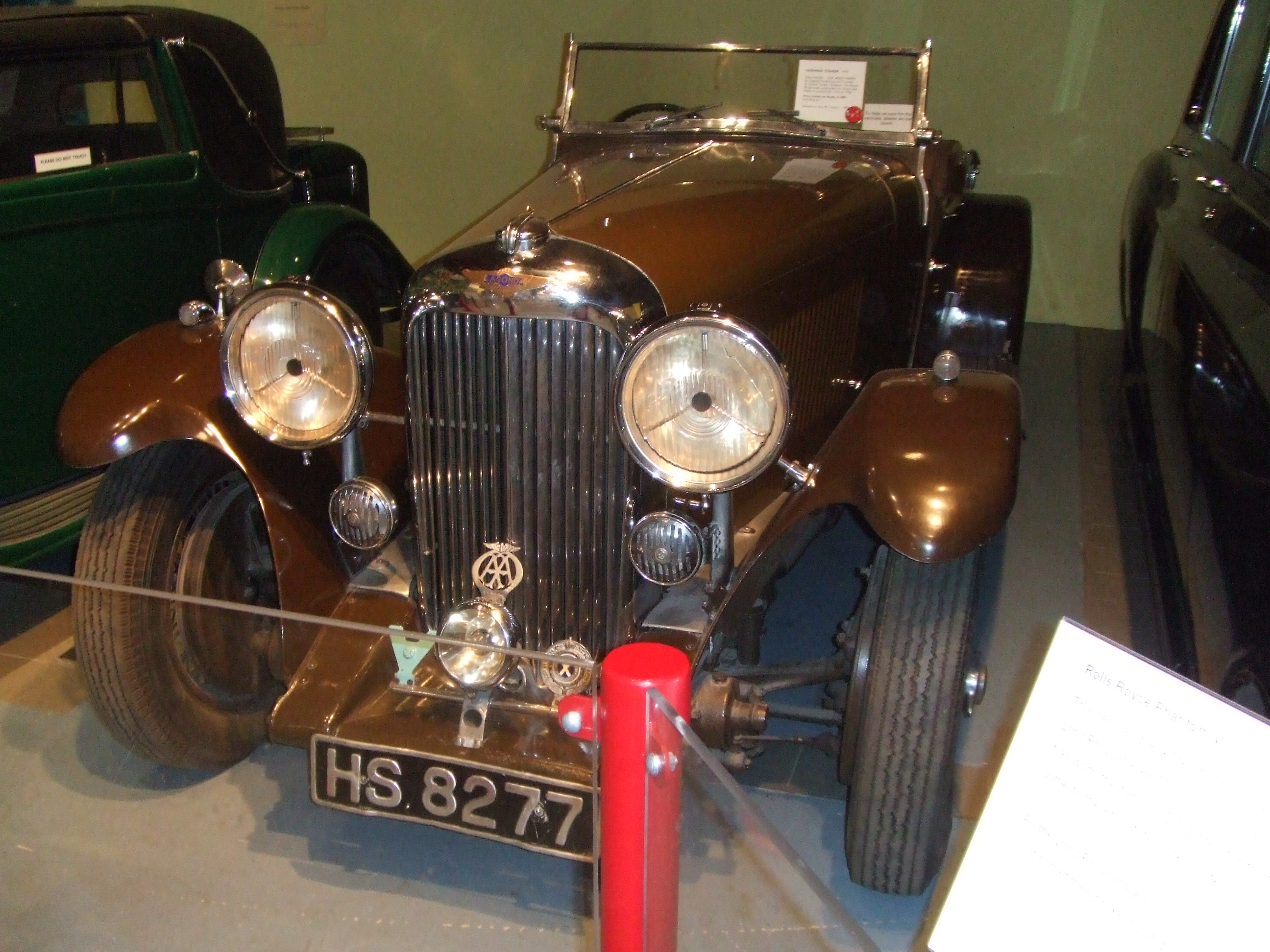
Lagonda M45 Tourer

До листопада 1916 року держава заборонила компанії виробництво автомобілів, тоді при об'єднанні з Tollemache & Griffin фірма була перейменована в Lagonda Limited, яка вирішує перейти на виробництво військової продукції, а саме — виготовлення органів дистанційного керування морської артилерії. Купуються додаткові виробничі потужності, а штат співробітників виростає до позначки в 1600 чоловік, проте рівно через два роки виробництво амуніції припиняється, фірмі знову доводиться перебудовуватись на мирну продукцію.
Заводський випробувач Бен Хаммонд, з яким Ганн колись взяв участь в змаганні на Приз Миколи Другого, береться за модернізацію довоєнної малолітражки. У липні 1919 року фірма відновлює виробництво легкових автомобілів моделей серії 11.1, масляна ванна тепер кріпилася до двигуна, рульове управління отримало рульову колонку, що зробило управління менш гострим, передня підвіска отримала «тягу Панара». Зовні зміни торкнулися дизайну радіатора, якщо раніше він був бочкоподібним (або, як британці кажуть, — з мордою бика), то тепер у дводверних варіантів він став плоским, як у більшості інших марок, проте чотиридверна модель зберегла старий дизайн радіатора. На кшталт Генрі Форда, Уілбур Ганн пропонував свою продукцію одного кольору — зеленого, що став уже традиційним кольором для спортивних британських автомобілів. Серед принад легкого життя були такі базові електричні опції, як: стартер, фари і динамо, проте післявоєнна версія виявилася аж на 200 кг важчою від попередниці, і тепер не могла запропонувати довоєнної динаміки і економічності. Lagonda і після війни вирішила просувати свою продукцію за допомогою спортивних змагань. Так відставний сейлз-менеджер компанії Оутс, який під час війни дослужився до звання майора, на автомобілі з переробленим кузовом під одну людину посів перше місце в класі легких автомобілів на змаганнях в Бруклендс. Оутс завойовував нагороди для компанії і до війни.
До 1920 року стає ясно, що 1.1-літрового мотора було явно не досить, повним ходом йде підготовка до установки 1.4 л 24-сильного мотора, і Оутс навіть випробовував одну з машин на трасі Бруклендс. Уілбур Ганн працював під час війни без відпочинку, часом залишаючись на своєму робочому місці без сну цілу ніч. Його організм, підірваний перевтомою, не міг уже протистояти недузі у вигляді раку лімфатичних вузлів, і наприкінці вересня 1920 року помирає, не доживши всього кілька тижнів до прем'єри моделі 11.9.
Біля керма компанії стає не Альфред Кранмер, а Колін Пербурі, Кранмер залишається на посаді технічного директора до 1923 року, поки не стає керівником фірми, в якій пропрацював з самого початку її створення, тобто чверть століття. Нова модель продовжила спортивні традиції фірми, і в 1921 році майор Оутс бере участь в 200-мильних заїздах в Бруклендс, де він приходить до фінішу під нещасливим номером 13, однак це не завадило поставити йому рекорд швидкості серед автомобілів, які виступали в класі до 1.5 л, показавши середню швидкість в 127 км/год.

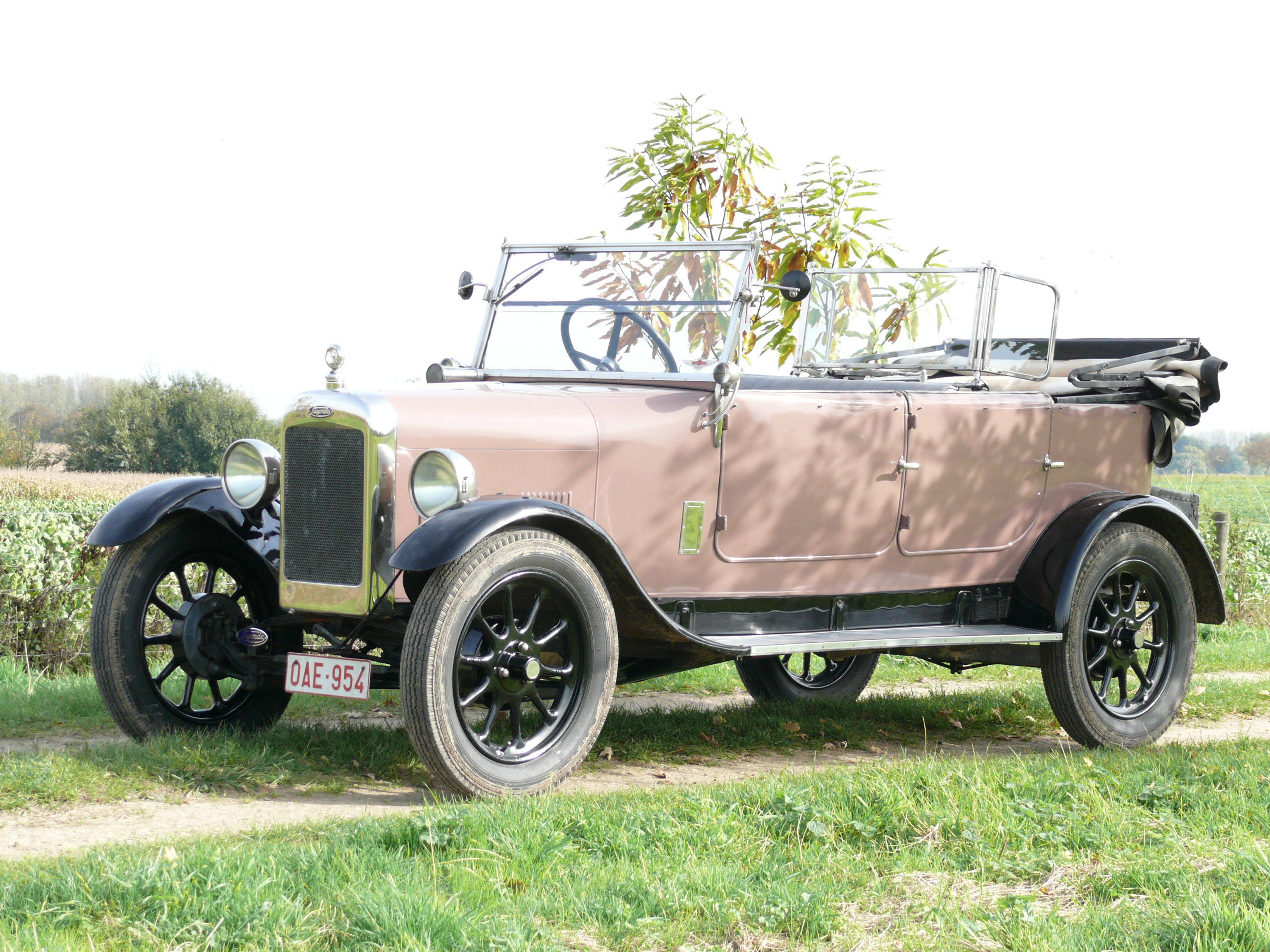
Lagonda 12/24HP Tourer з гальмами на передній осі

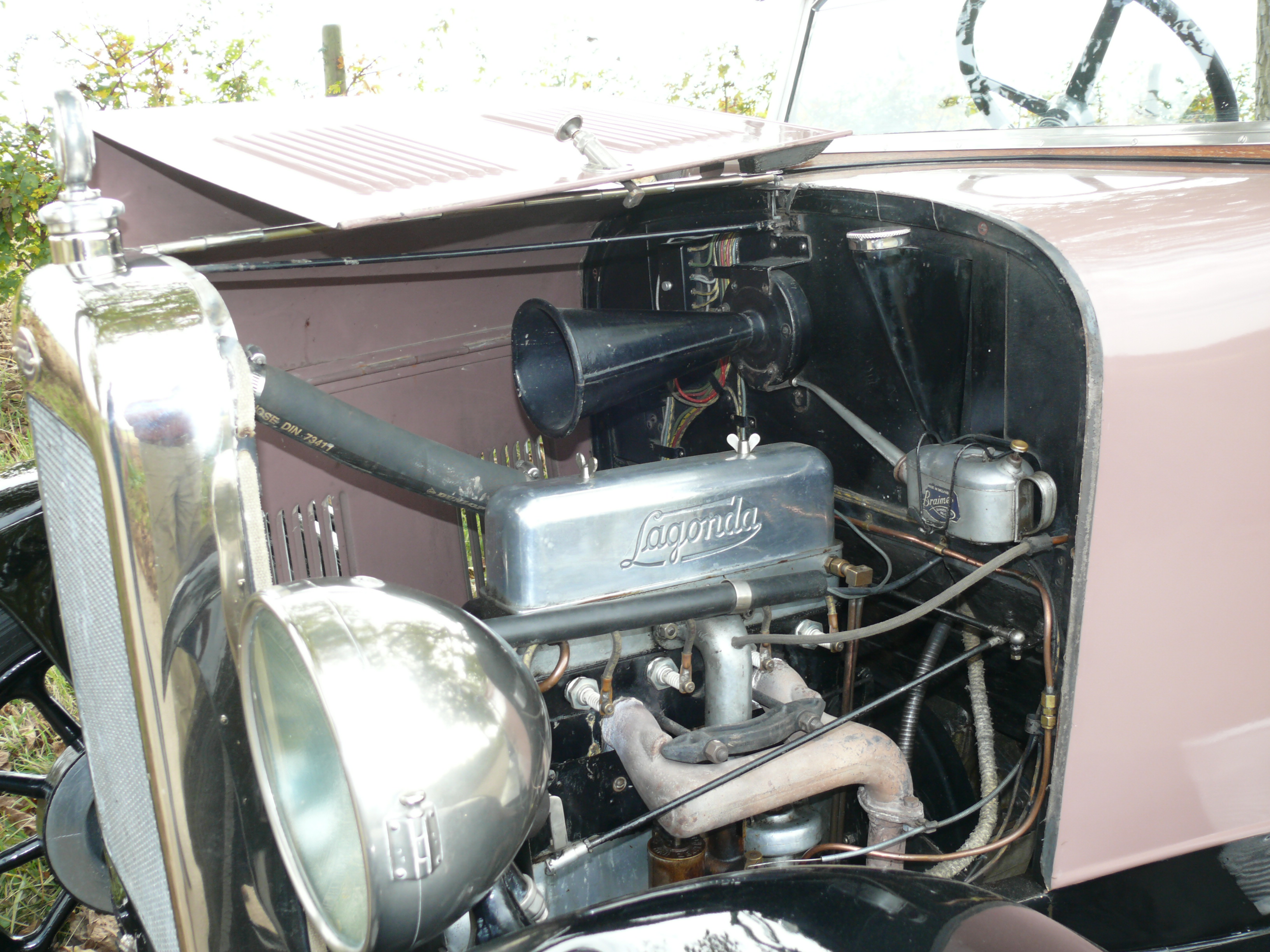
Двигун Lagonda 12/24HP

У 1923 році модель вчергове оновлюється і отримує нову назву — 12НР, через рік машина отримує новий округлий радіатор, дизайн якого протримається на моделях марки до початку Другої світової, поліпшену систему змащення і новий індекс — 12/24НР. 1925 року машина нарешті обзавелася гальмами всіх коліс, тоді ж на автомобілях цієї марки з'явилися радіатори округленої форми, які стали фірмовим елементом продукції до кінця 30-х років.

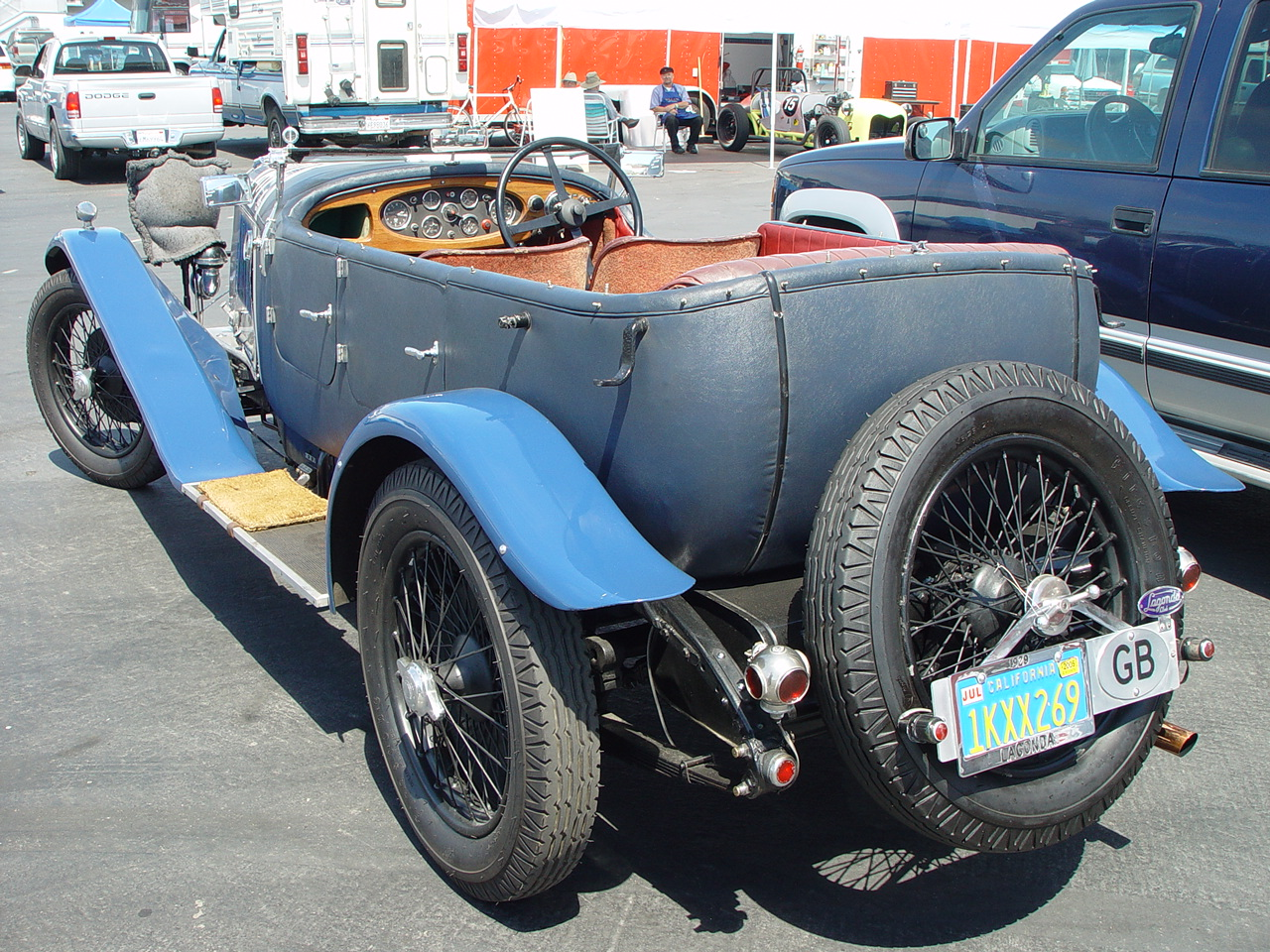
Lagonda 14/60HP Tourer

У жовтні 1925 року була представлена нова, більша модель 14/60HP, яка мала традиційну конструкцію, тобто окрему раму і окремий кузов, що з'єднувалися між собою болтами, а не зварюванням. Мотор і коробка також були тепер розділені, сам двигун, розроблений Артуром Девідсоном, який перейшов з Lea-Francis, об'ємом в два літри і потужністю в 60 к.с., був власної розробки і мав ряд родзинок, наприклад: два верхніх розподілвали, напівсферичну камеру згоряння і подвійну систему запалювання від магнето. Кузовів пропонувалося два: турер і седан, обидва вийшли досить важкими, і автомобілі цієї моделі не досягали позначки в 100 км/год. При цьому, не дивлячись на свою вагу, машини дуже непогано справлялися, маючи легке рульове управління, яке, до того ж, мало маленький радіус розвороту.

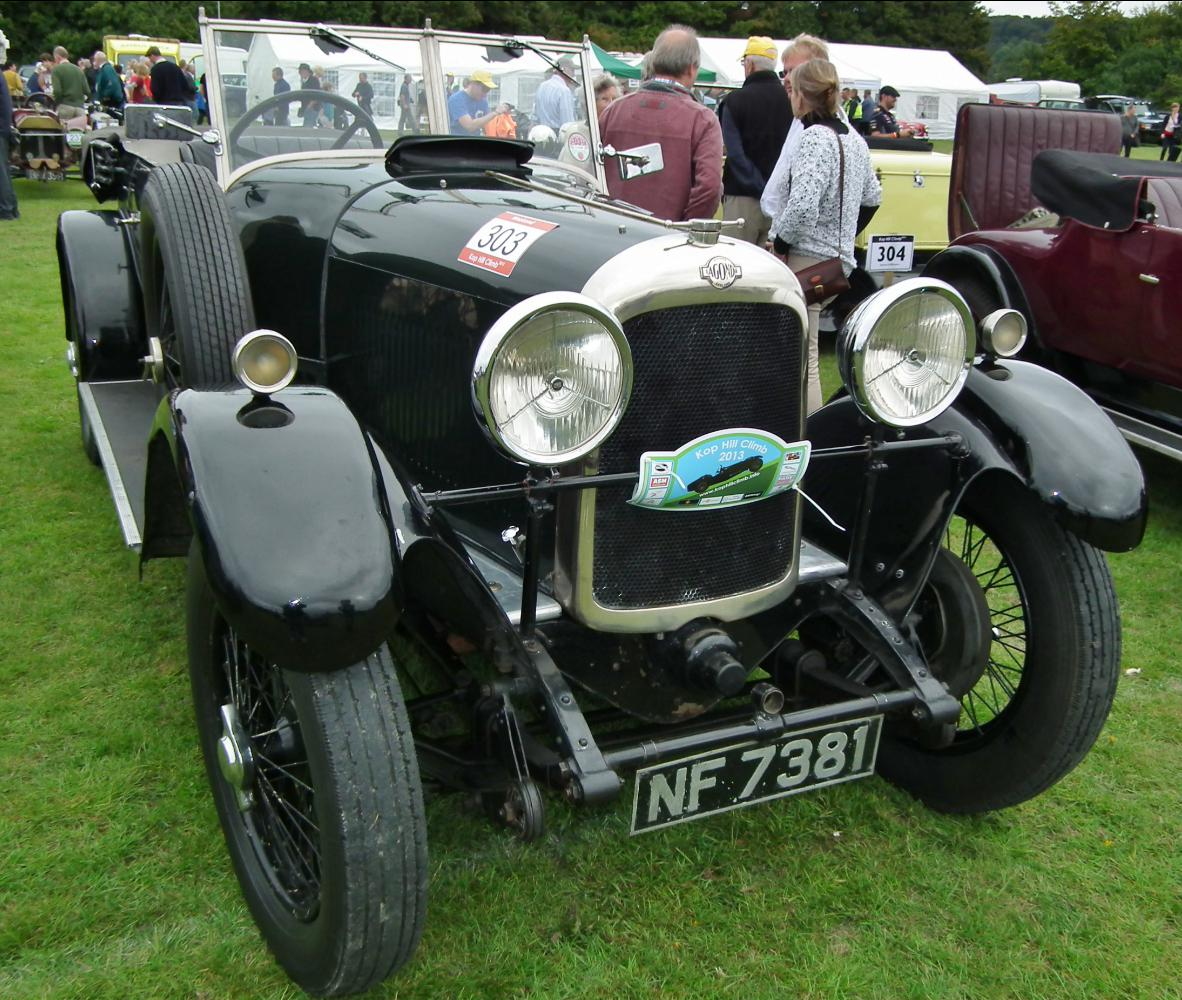
Lagonda 16/65HP Tourer

У 1926 році вперше за останні 13 років з'являється шестициліндрова модель, верхньоклапанний двигун мав об'єм у 2.4 л і був конструктивним близнюком чотирициліндрового двигуна Девідсона. Однак модель 16/65НР недовго оснащувалася мотором цього об'єму, керуючий директор фірми, бригадний генерал Меткалф, був незадоволений попитом на автомобілі з цим двигуном, і вже на наступний рік об'єм збільшився до 2.7 л, так що 2.4 л варіант виявився досить рідкісним. Що стосується моделі 12/45НР, то цей рік став останнім для машини, що вела свій родовід з 1912 року. Ця серія стала наймасовішою у фірми, випущено близько 6000 автомобілів, починаючи з моделі 11.1.

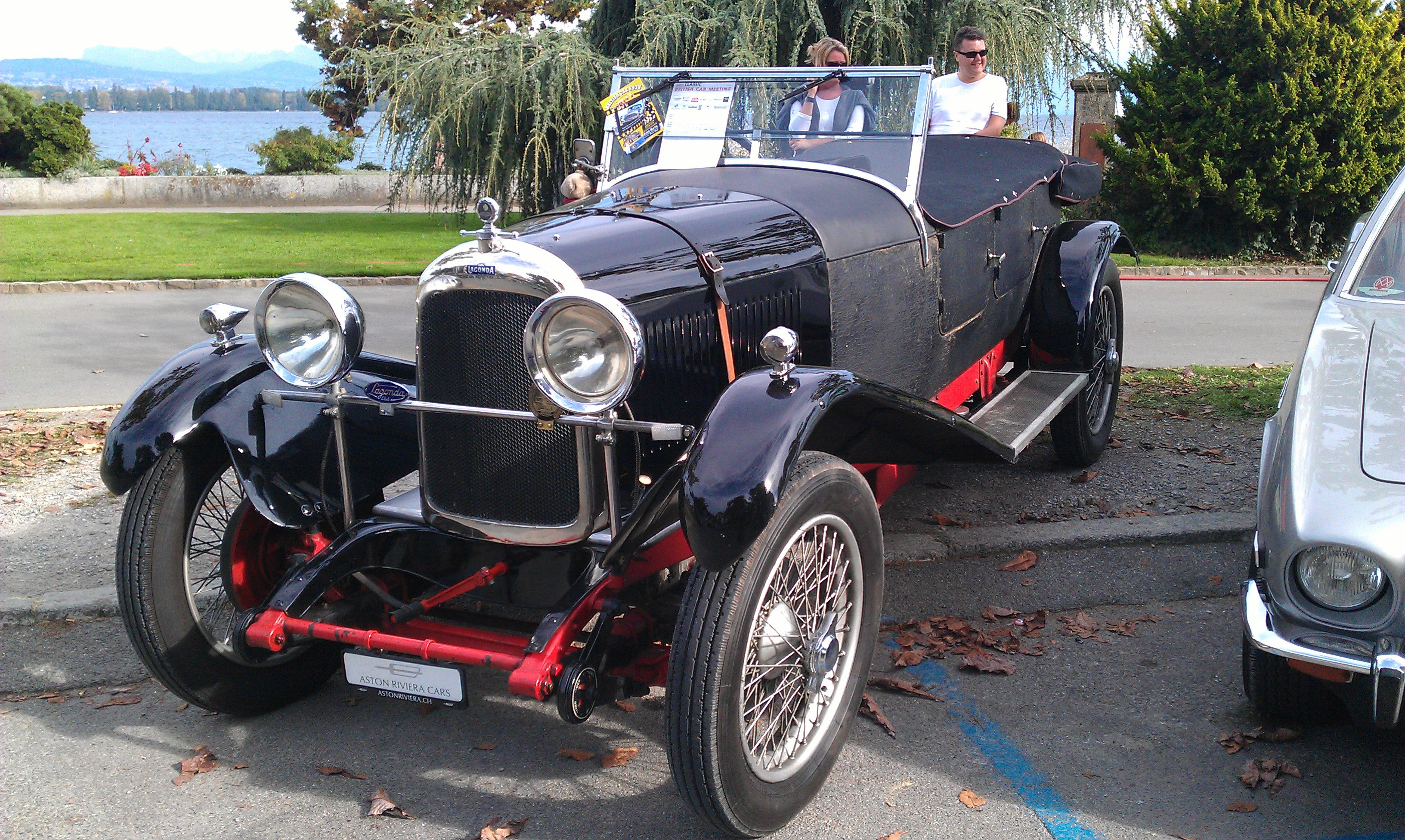
Lagonda 2-Litre Tourer на високих шасі. Кузов машини був оббитий штучною шкірою

У 1927 році на базі моделі 14/60НР була побудована модель 2-Litre Speed, тепер полегшена машина змогла розігнати свого власника майже до 128 км/год, ця модель пропонувалася у двох варіантах передньої підвіски: низькою і високою. Перший був нижчим завдяки іншому розташуванню гальмівних барабанів, які розмістили через передню вісь, а у високій версії вони кріпилися до нижніх кріплень передньої підвіски. Однак більш цікаві відмінності ховалися під капотом, конструктори вирішили для версії з низьким мостом перенести генератор вперед, але не це було найскладнішим, а той нюанс, що була замінена проміжна шестерня в двигуні, в результаті розподілвали оберталися в іншу сторону при тому, що вони залишилися незмінними.
У 1928 році екіпажі барона Андре Д'Еландже і Дугласа Хоукса, капітана Кліва Геллопа і майора Хейса, а також сера Самюельсона і Френка Кінга взяли участь в Ле-Мані. Машина останнього екіпажу залишила трасу на 13 колі перегонів, після того, як зламалася коробка передач, екіпаж капітана і майора відправився відпочивати ще через 10 кіл, і тільки франко-британському екіпажу вдалося фінішувати. Однак і у них не все було солодко, рама була відверто хисткою — вся потріскалася, до того ж відмовили передні гальма, але, тим не менш, машина прийшла 11 до фінішу в загальному заліку. Але в підсумку екіпаж Д'Еландже-Хоукса виявився на другому місці в своєму класі (до 2 літрів), поступившись лідерством 6-циліндровій Itala 65S 2000 під керуванням Робера Бенуа і Крістіана Доверня.

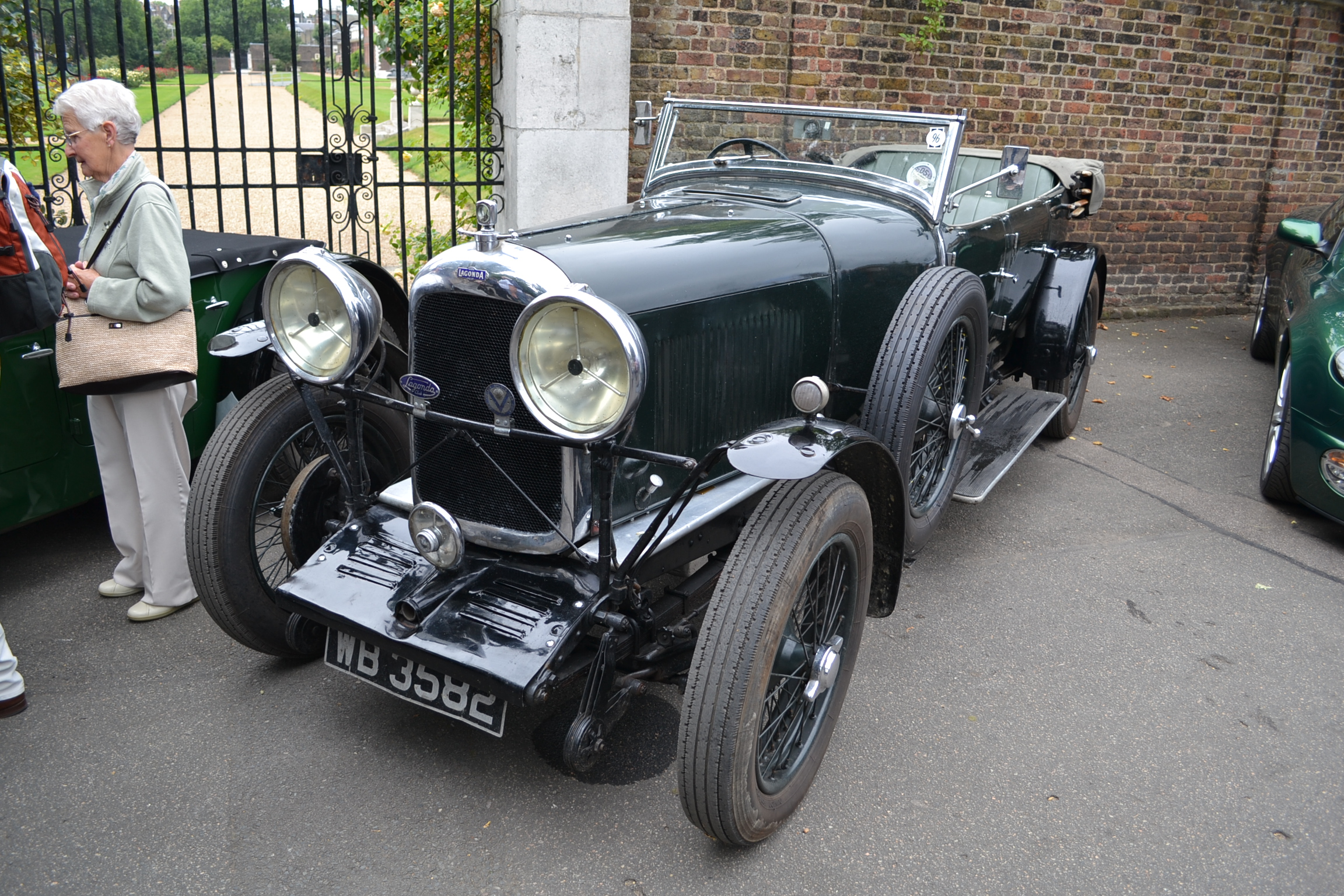
Lagonda 3-Litre Tourer

В цьому ж році з'являється топова модель — 3-Litre, це був той же 16/65НР, мотор якого розточили до 2.93 л, стилістично новинка повторювала модель 2-Litre, з тією лише різницею, що мала довший капот. Тоді ж з'являється спортивна версія 3-літрової машини — Sport, яка, маючи легший кузов, розганялася до 130 км/год. 1929 року фірма не стала виставляти заводську команду на Ле-Ман, її місце зайняла компанія Fox and Nicholl Ltd із графства Суррей. Артур Фокс і Боб Ніколь мали свою кузовну компанію, і з 1927 року займалися продажем і тюнінгом автомобілів марки Lagonda. Їм вдалося умовити завод взяти частину витрат на себе, і до сезону 1929 року було побудовано чотири спортивних автомобіля Lagonda 2-Litre Sport, які не відзначились ні на Гран-прі в Ірландії, ні на Турист Трофі, проведеному Королівським автоклубом. У Ле-Мані екіпаж Тіма Роуз-Річардза і Брайна Льюїза лорда Ессендона й зовсім провалився, у мотора пробило прокладку головки і машина, закипівши, вибула з перегонів на 29 колі.

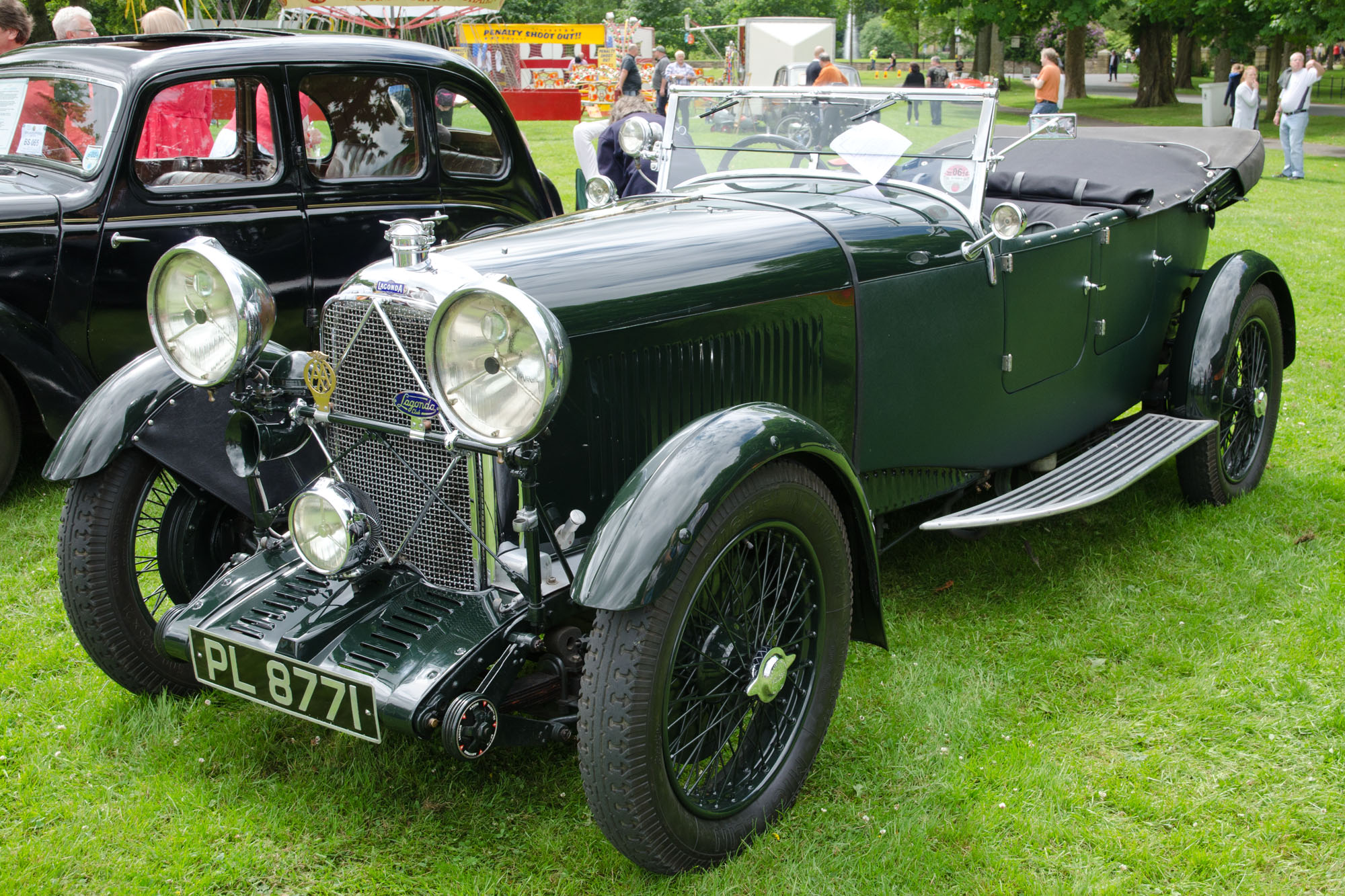
Lagonda 2-Litre Speed Tourer з компресорним двигуном

У 1930 році з'являється компресорна версія моделі 2-Litre Special. Це були шасі 3-Litre Sport, на які встановили дволітровий двигун з нагнітачем Cozette. Крім механічного наддуву, який підіймав потужність з 67 к.с. до 90, цей мотор отримав новий збалансований колінвал. Коробка і задній міст також були запозичені від 3-літрової моделі, пропонувалася ця версія з кузовами типу турер або з кузовом седан («салун») від ательє Weymann. Родзинкою цієї фірми були кузови, оббиті тканиною. Завдяки всім цим доопрацюванням максимальна швидкість виростала до 145 км/год.

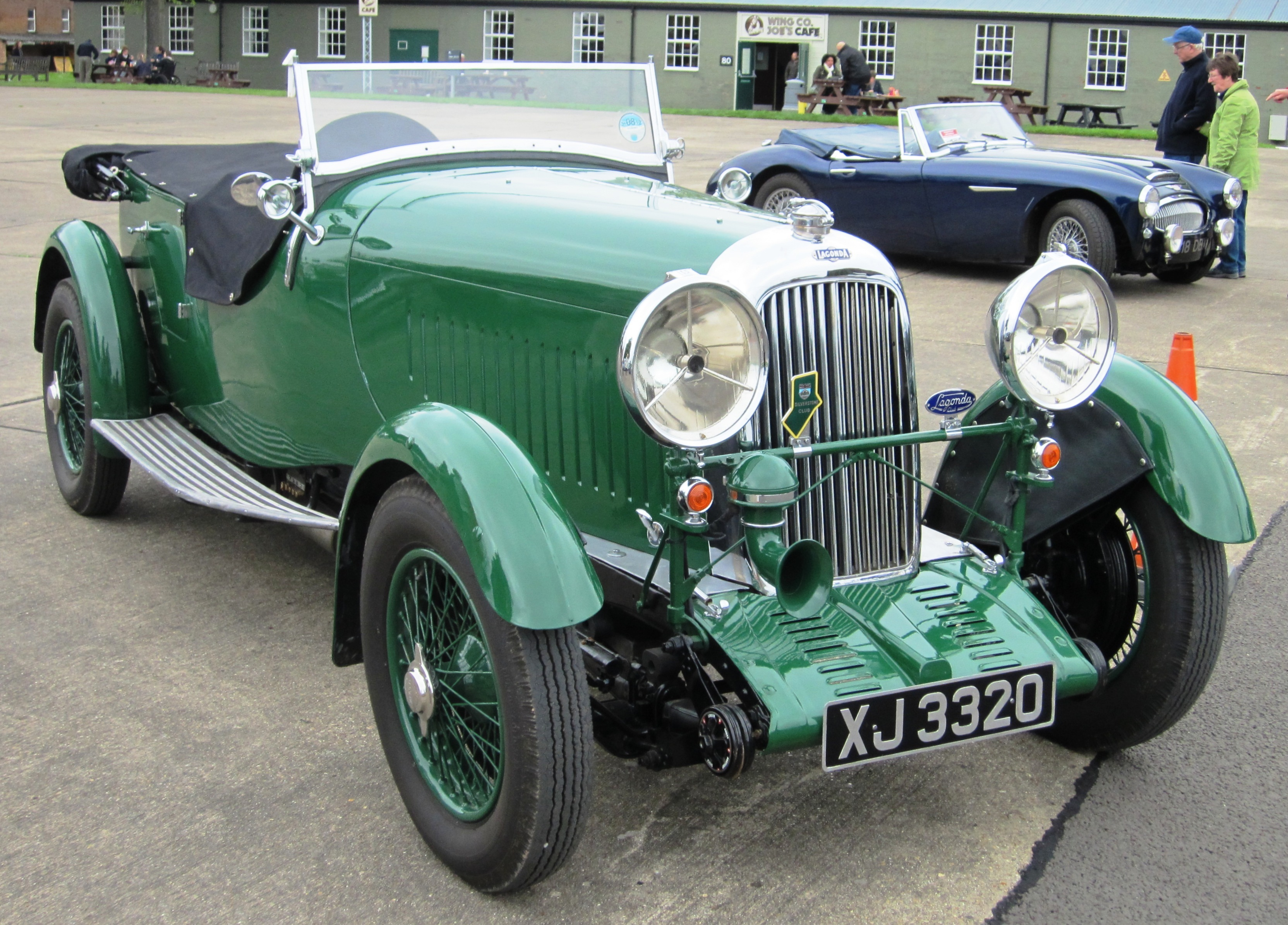
Lagonda 3-Litre 21HP Tourer

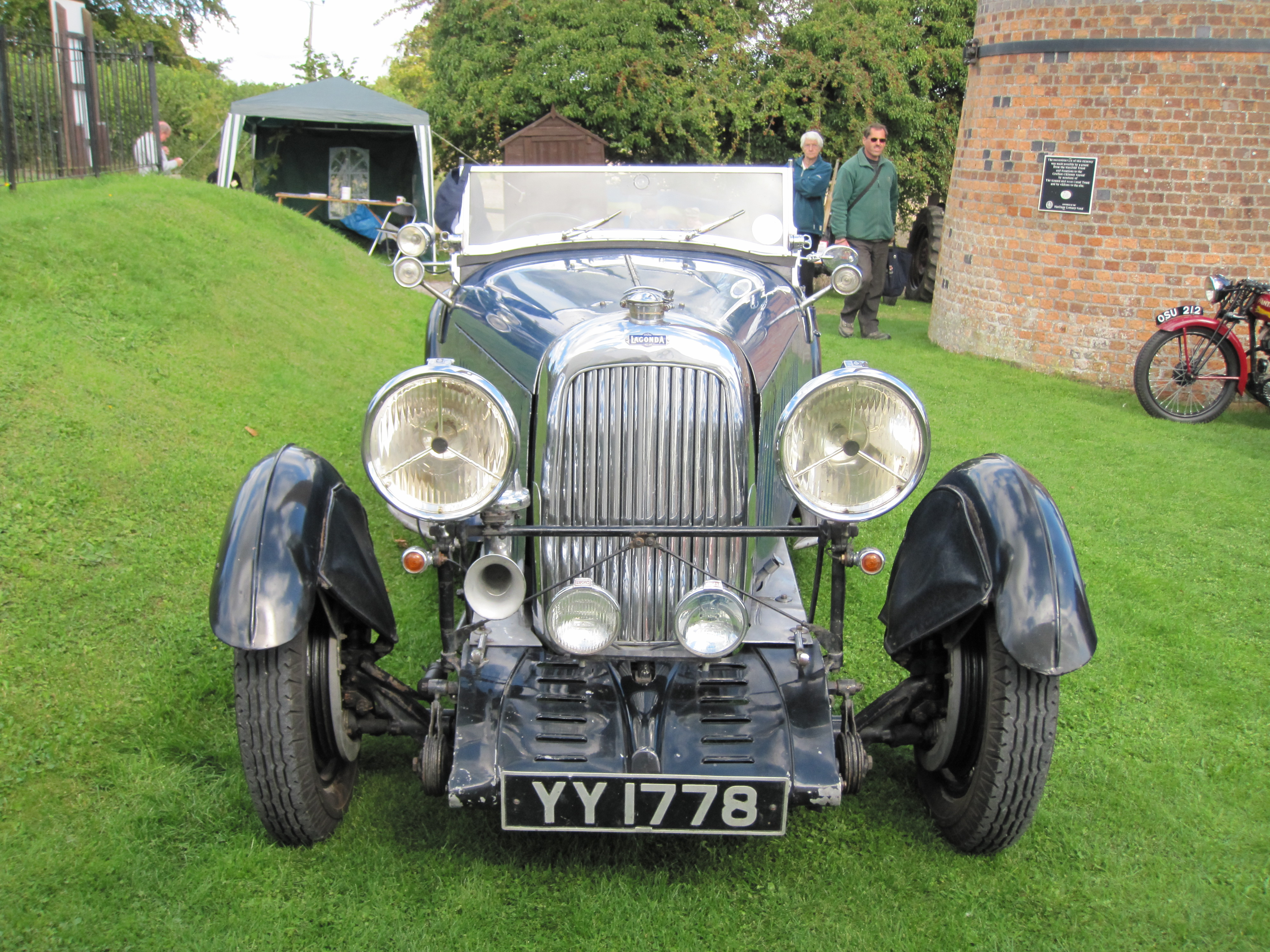
Lagonda 2-Litre Continental Tourer можна було відрізнити від інших моделей по похилій решітці радіатора

У 1932 році модель 3-Litre, яка тепер оснащувалася 3.2 л мотором, потужністю 78 к.с., обзаводиться версією «Selector Special». На британську машину встановлювали німецьку трансмісію фірми Maybach. Завдяки редуктору з двома головними передачами і чотирма швидкостями в коробці передач, виходило вісім швидкостей вперед і дві назад. Передні передачі оперувалися за допомогою вакууму з рульової колонки, а управління передавальним відношенням редуктора і задній хід включалися за допомогою звичайного важеля КПП, встановленого на підлозі. Версія з німецькою трансмісією відрізнялася потужнішою рамою з додатковими підсилювачами і поперечиною, оскільки конструкція виявилася занадто важкою для базових шасі (але машина була дорогою, всього було побудовано не більше 30 примірників з німецькою механікою). Модель 2-Litre обзаводиться спеціальною версією — Continental, з квітня по липень було побудовано всього 23 автомобілі з низькою рамою і з колесами 18", на яку був одягнений суцільнометалевий відкритий кузов типу турер.

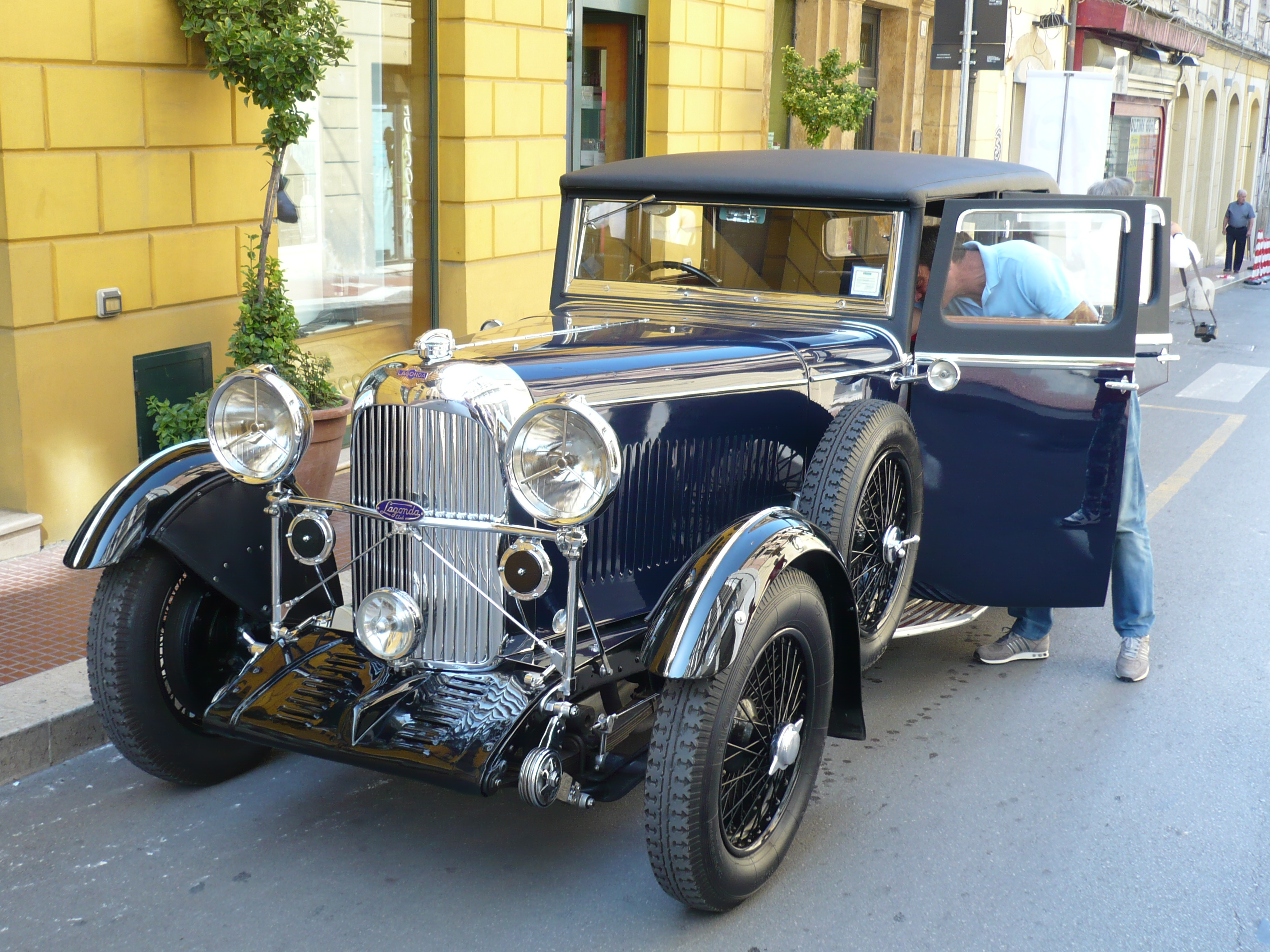
Lagonda 16/80HP Saloon Weymann

У цьому ж 1932 році з'явилася і відома емблема марки — назва, вписана в крила. 1933 року з'являється нова модель 16/80НР з дволітровим 61-сильним мотором, тільки цього разу це була не власна розробка, а конструкція фірми Crossley. Кожен двигун, що надійшов з Манчестера, розбирався в Стейнзі, проходив дефектування і збирався заново. Від двигунів, які ставилися на автомобілі Crossley Silver, Lagonda відрізнялися здвоєними карбюраторами фірми SU. Новий шестициліндровий двигун встановили на шасі колишньої моделі 2-Litre версії Continental. Спочатку 16/80НР оснащувалася механічною трансмісією, але вже через рік обзавелася, на замовлення, і преселективною електромагнітною коробкою фірми E.N.V., яка стала стандартною ще в 1933 році (вперше у Великій Британії) на моделях 3-Litre, що не оснащувалися трансмісією Maybach.

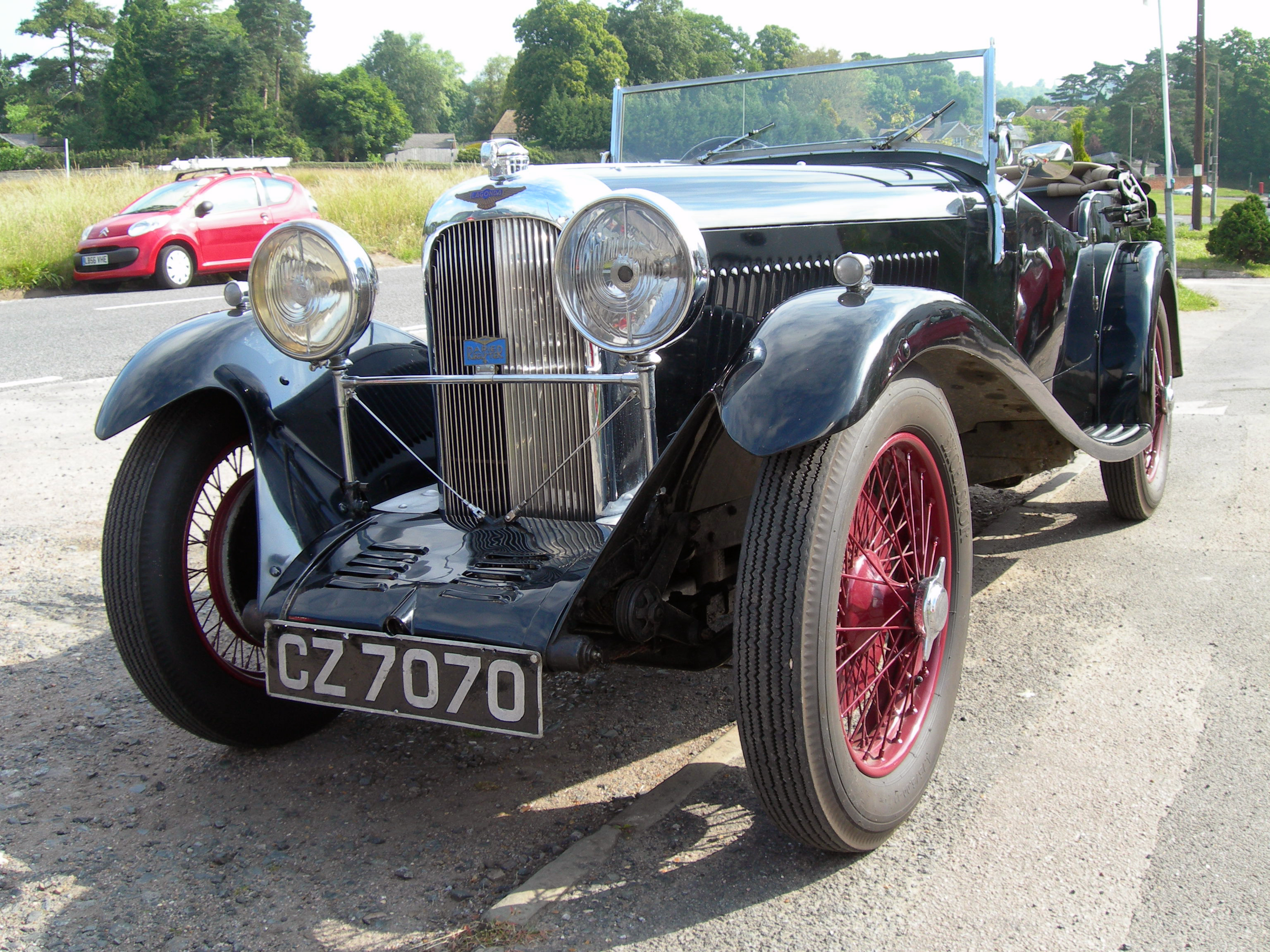
Lagonda 10НР Rapier Drophead Coupe

У жовтні 1933 року на автошоу в Олімпії (Лондонський автосалон) була показана і нова 1.1 л машина — 10НР Rapier, мотор цієї машини не був покупним, а був розроблений заводським інженером Томасом «Тімом» Ешкрофтом. Ешкрофт спочатку спроєктував цей двовальний мотор алюмінієвим, але у компанії не було грошей, щоб масово виробляти двигун з алюмінієвих сплавів, і в серію пішов двигун, відлитий з чавуну. А оскільки креслення ніхто не став виправляти, то на виході вийшов довговічний і надійний мотор, що розвивав 46 к.с.. Легкі шасі лонжеронного типу, що мали поперечні трубчасті підсилювачі, які кріпилися один до одного за допомогою болтів, були спроєктовані Чарльзом Кінгом, також заводським фахівцем. Двигун приводив в дію задні тягові колеса за допомогою преселективної трансмісії фірми E.N.V., яка була рідкістю на машинах такого малого класу, в результаті на виході вийшла легка маневрена машина, здатна розвивати 113 кілометрів на годину. При цьому вона дуже непогано гальмувала, 33-сантиметровий барабанний гальмівний механізм фірми «Гірлінг», встановлений на Rapier, на думку журналістів журналу «Мотоспорт», був найкращим з тих, що можна було зустріти на тодішніх автомобілях (тести за 30-ті роки).

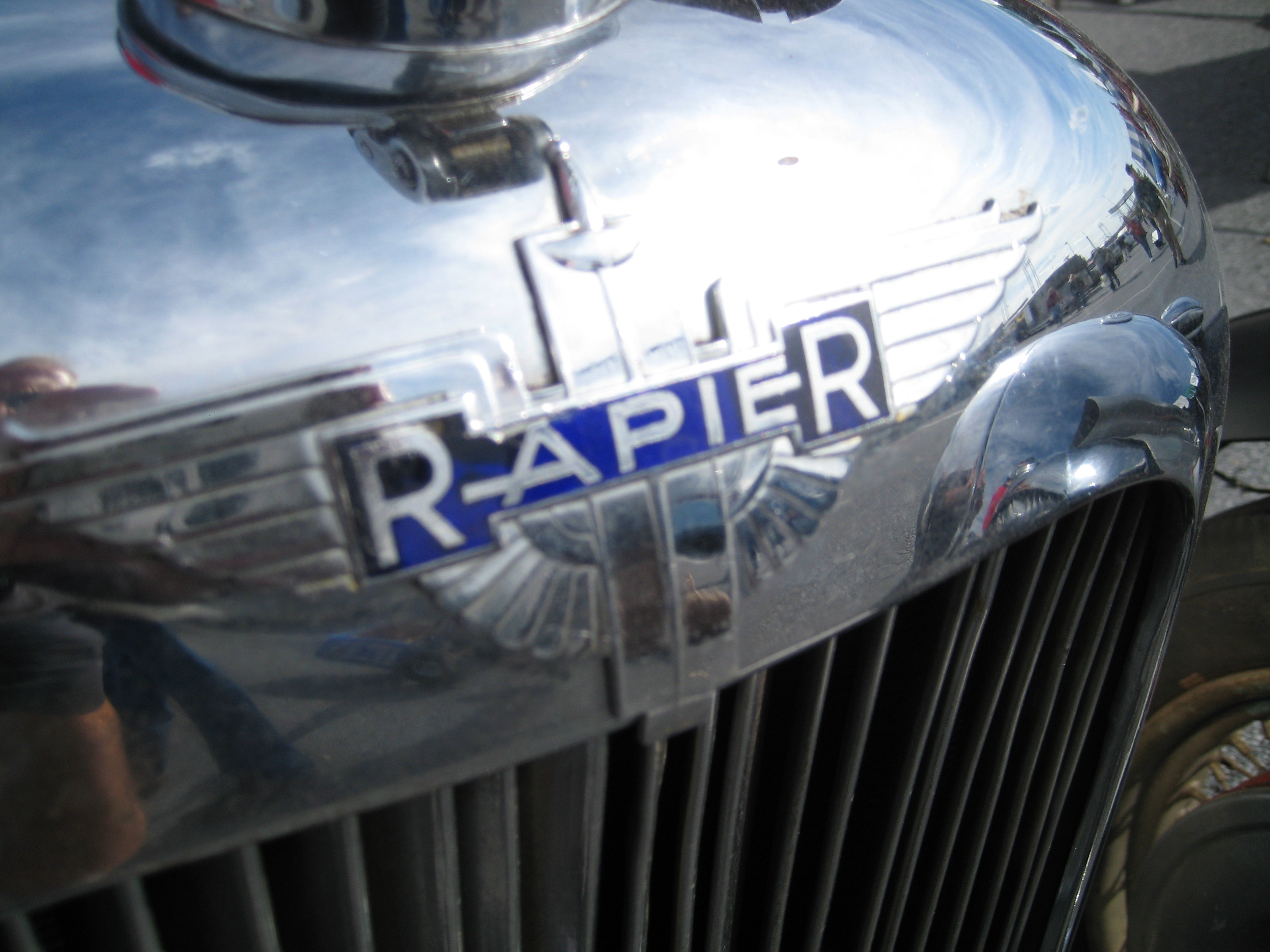
Логотип Lagonda 10HP Rapier

Однак в продаж машина надійшла тільки в березні 1934 року, додавши трохи в габаритах (шасі подовжили на 20 см). Кузовів, що виготовлялися спочатку фірмою E.D. Abbott Ltd, пропонувалося чотири: турер, закрите купе, відкритий кабріолет, який, за традицією, називався Drop Head Coupe, і седан, який виявився в результаті самим рідкісним варіантом (було побудовано тільки два таких авто). Пізніше свої версії кузовів стали пропонувати і такі дрібні кузовщики, як: Maltby's Motor Works, Corinthian, All Weather Motor Bodies і Whittingham and Mitchel. 1935 року лорд Фредді де Кліффорд взяв участь в Ле-Мані на машині моделі Rapier, яка була перероблена його компанією Dobsons and de Clifford Ltd. Об'єм мотора був зменшений з 1104 см3 до 1084, що дозволяло брати участь автомобілю в класі до 1.1 л, відкритий спортивний кузов виготовила фірма John Charles & Co, яка побудувала кузов і для одного з перших прототипів, який демонструвався восени 1933 року в Олімпії (фірма виготовляла дуже красивий закритий кузов для MG PA Airlane Coupe). Екіпаж лорда і його штурмана Чарльза Брекенбері прийшов до фінішу 16 в загальному заліку. Мотор працював майже весь цей час тільки на трьох циліндрах, конкуренція в 1934 році виявилася настільки серйозною, що екіпаж лорда і його штурмана виявився тільки восьмим у своєму класі, вони поступилися навіть жіночому екіпажу, який виступав на Riley Nine Ulster Imp. Не менше прославив цю модель і британський гонщик Рой Еклс. Він купив машину влітку 1935 року, об'єм мотора був також зменшений до 1086 см3, але при цьому на нього встановили компресор. Еклс виграв не одну гонку місцевого значення, так в його скарбничці були перемоги в змаганнях, що влаштував Королівський автомобільний клуб, причому не один рік поспіль, а також призові місця в інших гонках. На одномісній машині ганяла і його дружина — Марджорі Еклс, після передчасної смерті чоловіка в 1938 році вона ще рік брала участь в гонках, після чого машина була поставлена на зберігання в одного з дилерів марки. Однак після Другої світової машина змінила власника і знову стала псувати нерви конкурентам на трасах типу Бруклендс.
Тоді ж з'являється ще одна машина — M45, повна протилежність малолітражки. Під величезним капотом у неї ховався 4.5-літровий шестициліндровий двигун Meadows, який можна було побачити у підкапотному просторі у автомобілів марки Invicta. Цей мотор, який вів свою історію з 1925 року, мав потужність в 104 к.с. і подвійну систему запалювання від магнето. Важкий і солідний автомобіль, оснащений цим двигуном, міг розігнатися до 160 км/год. Як шасі для цієї машини використовувалася рама від 3-літрової моделі Selector Special, яка оснащувалася трансмісією Maybach, гальмівна система топової моделі отримала гідравлічний привід з підсилювачем Девандре, коробка передач на цих машинах була не від Lagonda, яка не підходила за передавальним відношенням до цього мотора, а також поставлялася фірмою Meadows (хоча фірма випустила першу партію автомобілів з коробками від 3-літрової моделі, які потім замінили на коробку Meadows T8).

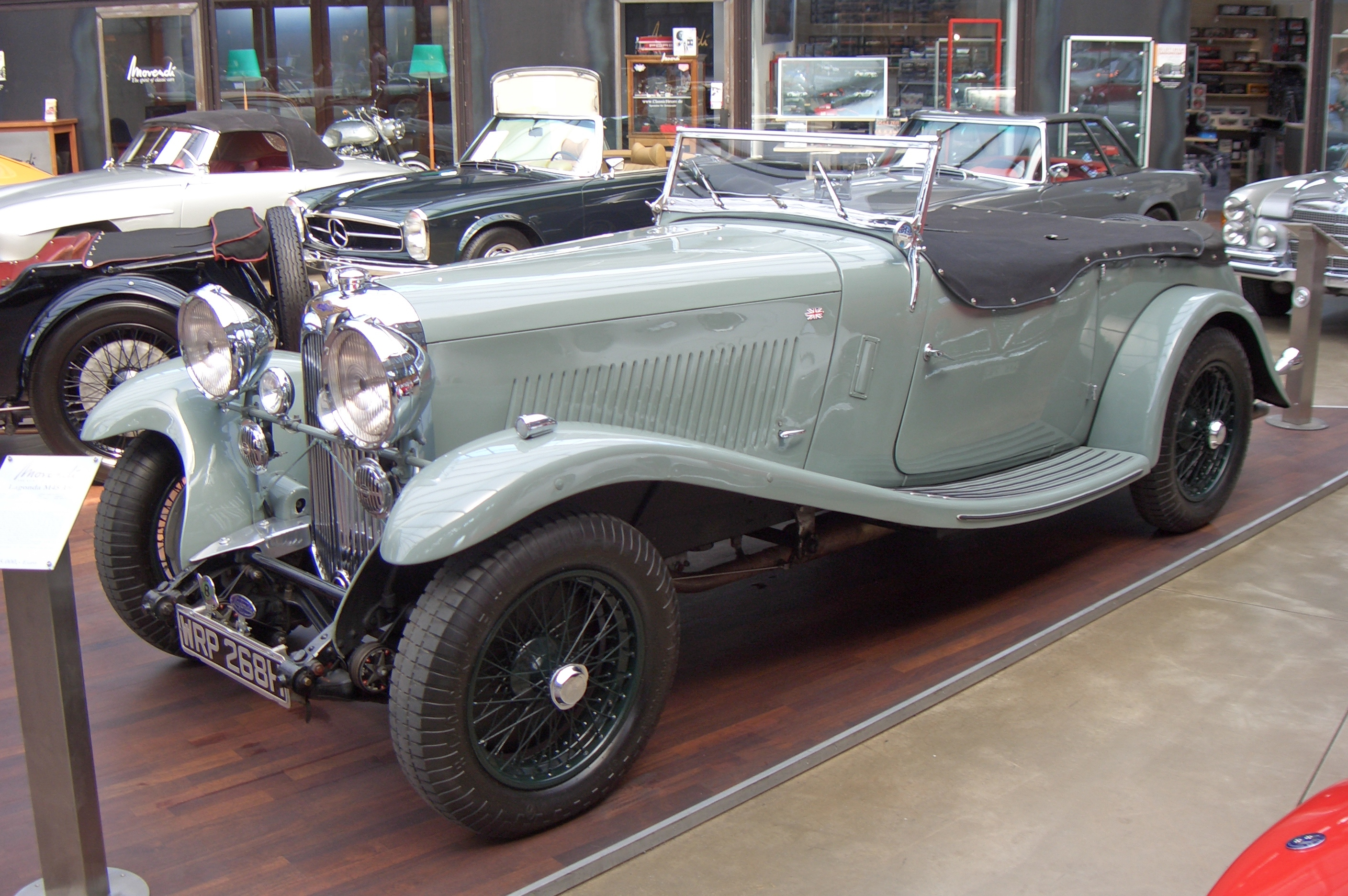
Lagonda M45 Rapide Sport Tourer

Однак і ця машина не була апофеозом модельного ряду фірми на той момент, існувала ще й версія M45 Rapide з тим же 4.5 л мотором, що розвивав вже 130 к.с., і встановленим на посилене і вкорочене на 15 см шасі (база 3.12 м). Ця версія могла спокійно тримати темп близько 175 км/год. Рульове управління спортивної версії було дуже гострим, від упору до упору було всього півтора оборота керма, на трасі це було перевагою, але в місті доводилося обережно крутити кермо. Гальма «Гірлінг» з гідравлічним приводом були аналогічні тим, що стояли на моделі 10HP Rapier, але через вагу машини їх ефективність була трохи нижчою, зі швидкості в 65 км/год машина зупинялася до повної зупинки за 15 метрів, в той час як молодша модель зупинялася за 14 метрів. Жорсткість гідравлічних амортизаторів автомобіля регулювалася з салону, причому регулюванню підлягали як передні, так і задні амортизатори. Точно такі ж шасі отримує ще одна нова модель — 3½-Litre, під капотом якої прописався розточений з 3 до 3.7 літрів мотор, потужністю 88 к.с..
У грудні 1933 року лорд Фредді де Кліффорд вирушає на відпочинок в Афіни разом зі своїми друзями Саймонсом і Джеком Рідлі. Від французького Дьєпа до італійського Бріндізі (знаходиться це місто на підборах Апеннінського півострова) вони дісталися за 30 годин. Це означало, що середня швидкість їх була близько 36 миль на годину, оскільки до курортного містечка було 1638 миль, тим самим панове довели, що машина могла рухатися швидше залізничного експресу (різниця склала 14 годин на користь автомобіля). З Бріндізі в Афіни лорд і товариші потрапили вже поромних сполученням. 1934 року машина бере участь в Ле-Мані, головним претендентом на перемогу був Duesenberg під управлінням спадкоємцем румунського престолу. Однак жорстка боротьба, нав'язана лордом де Кліффордом на маленькому Lagonda 10HP Rapier De Clifford Special з 1080-кубовим мотором, вивела шедевр американського автомобілебудування з ладу на 38 колі, але і Lagonda сама прийшла тільки 16 в загальному заліку.

## Компанія LG Motors (Staines) (1935—1948)

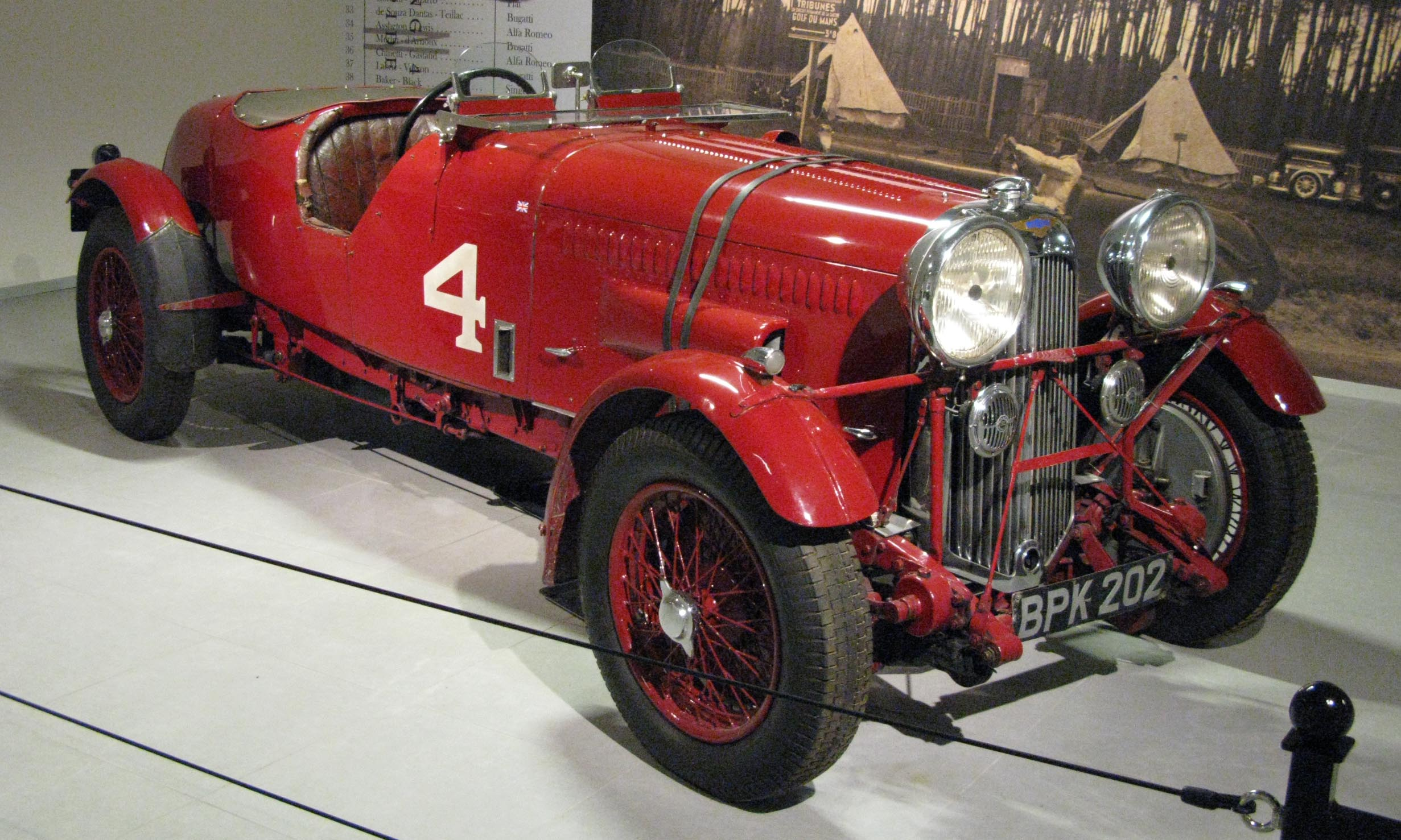
Автомобіль-переможець Ле-Ману 1935 року — Lagonda M45 Rapide

У 1935 році фірма Fox & Nicholl Ltd повертається на траси Ле-Мана, цього разу як гоночні апарати виступали Lagonda M45 Rapide, управляти якими довірили Джонні Хіндмаршу і Луї Фронте, а також Дадлі Бенджафілду і серу Рональду Гантеру. Повернення цієї команду в Ле-Ман виявилося тріумфальним, екіпаж Хіндмарша і Фронте приходить першим не тільки в своєму класі, але і в загальному заліку. Вперше водії автомобілів марки Lagonda отримують кубок за перемогу в 24-годинних перегонах на витривалість. Другий екіпаж сильно відстав від лідерів, прийшовши до фінішу всього тринадцятим, але це не завадило британцям піднятися на третю сходинку п'єдесталу в своєму класі автомобілів (від 3 до 5 літрів). Однак перемога в червневому змаганні майже залишилася непоміченою. Ще в 1934 році помирає голова і директор компанії в одній особі — генерал Меткалф, на його місце стає сер Едгар Холбертон. Однак, він не зміг утримати фірму на плаву, і влітку 1935 року компанія змушена була оголосити себе банкрутом. Тут з'являється Алан Гуд, який і викуповує компанію, перейменовуючи її в LG Motors (Staines) Ltd (в назві відображено перші літери назви бренду і прізвища нового господаря). Гуду вдалося перебити пропозицію компанії Rolls-Royce, яка хотіла своїми щупальцями захопити багато автомобільних брендів, що опинилися в скрутному становищі і грали в тій же категорії, що й вона сама.

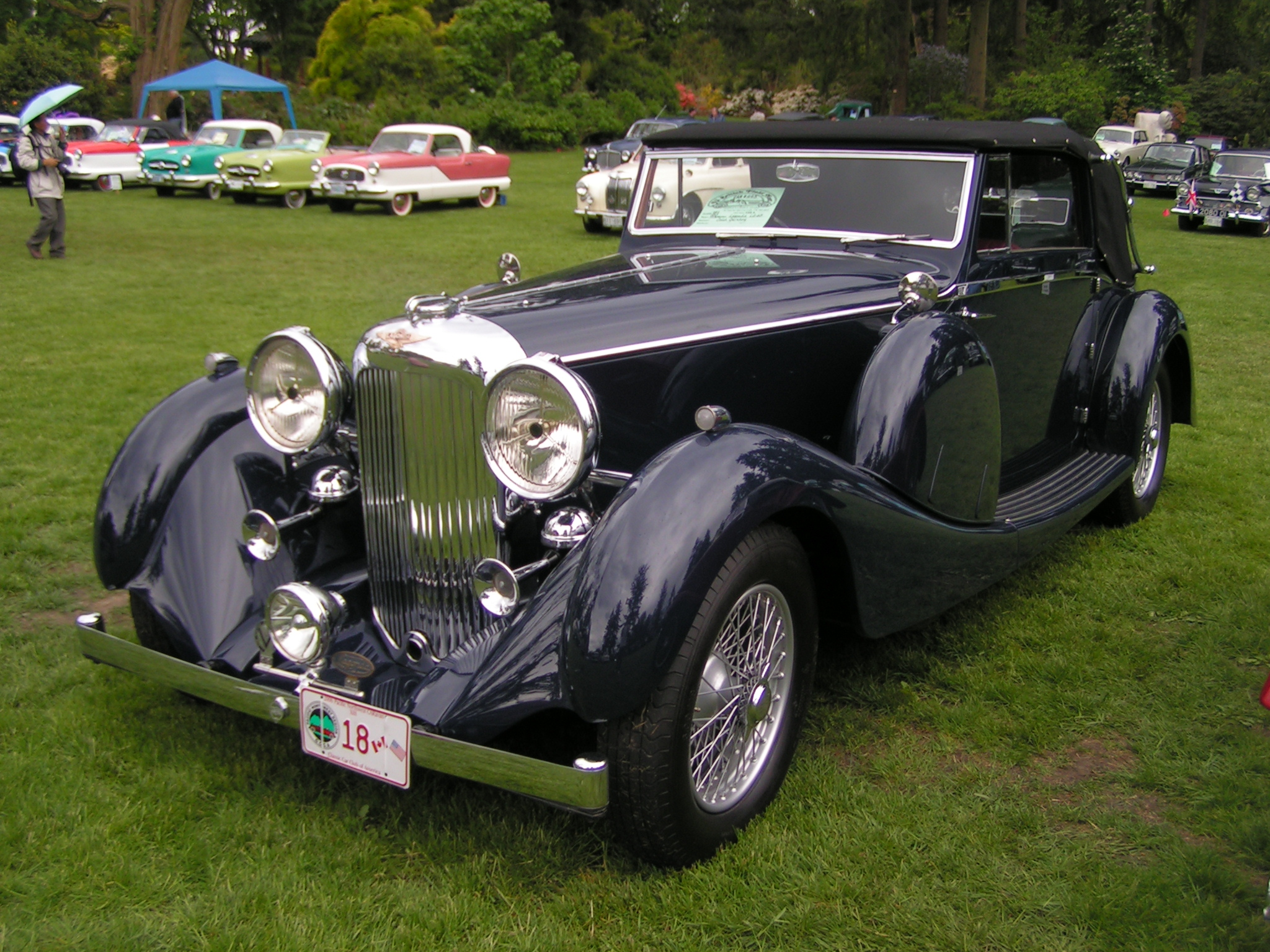
Lagonda LG45 Drophead Coupe

Насамперед Гуд переманює з фірми Bentley її засновника — Волтера Бентлі, який тепер став просто технічним консультантом в компанії, яка належала відтепер фірмі Rolls-Royce. Бентлі розлучається зі своїм дітищем і переходить в компанію, де йому обіцяли велику свободу для його творчої натури. Бентлі переробляє модель М45, яка тепер називалася LG45, оновлена машина отримує комфортніші довгі пружини і гідравлічні амортизатори Luvax, а також гідравлічні гальма «Гірлінг», які були доступні до цього тільки на спортивних варіантах. Зовні машини відрізнялися дизайном крил, які на новій версії стали нижчими. Волтер Оуен Бентлі пропонував чотири варіанти налаштувань мотора для цієї моделі, яка з вересня 1935 року стала єдиною у виробничій гамі фірми.
Після покупки фірми Гудом всі інші моделі, в тому числі і Rapier, припинили своє існування. Але молодшій моделі пощастило — все обладнання, права і двигуни, контракт на виробництво яких для цієї моделі був укладений з фірмою Coventry Climax, були продані утвореній в Лондоні фірмі Rapier Cars Ltd. Біля керма цієї компанії були ніхто інші, як колишні працівники фірми Lagonda: конструктор Томас Ешкрофт, який не зміг дозволити, щоб його дітище кануло в літа; колишній директор з продажу — Білл Оутс, а також інвестор — Невіл Брокельбанк. Rapier Cars Ltd випустила свій перший автомобіль в листопаді 1935 року, всього до кінця 1938 року було вироблено 41 автомобіль, оснащений кузовами продукції фірми Ranalah Coachworks. Фірма проіснувала до 1946 року, так і не виготовивши жодного автомобіля з 1938 року.
Бентлі створив чотири варіанти налаштувань для LG45, які називалися Sanction. Так Sanction 1 був базовим двигуном, знайомим ще по М45; Sanction 2 отримав запалення від двох магнето Scintilla Vertex і роздвоєну вихлопну систему, яка йшла по різні боки шасі; Sanction 3 мала іншу головку, відрізняли цей мотор карбюратори, які кріпилися безпосередньо до блоку двигуна; Sanction 4 був близький по налаштуваннях до третього варіанту, але мав коробку передач із синхронізацією другої, третьої і четвертої швидкості (у простіших коробок синхронізатор був тільки на двох останніх передачах). Відмова від преселективної коробки передач дозволила встановити важіль КПП посеред підлоги, що полегшувало б виробництво версії з лівим кермом, однак немає ніяких даних, що такі версії взагалі хтось замовив.

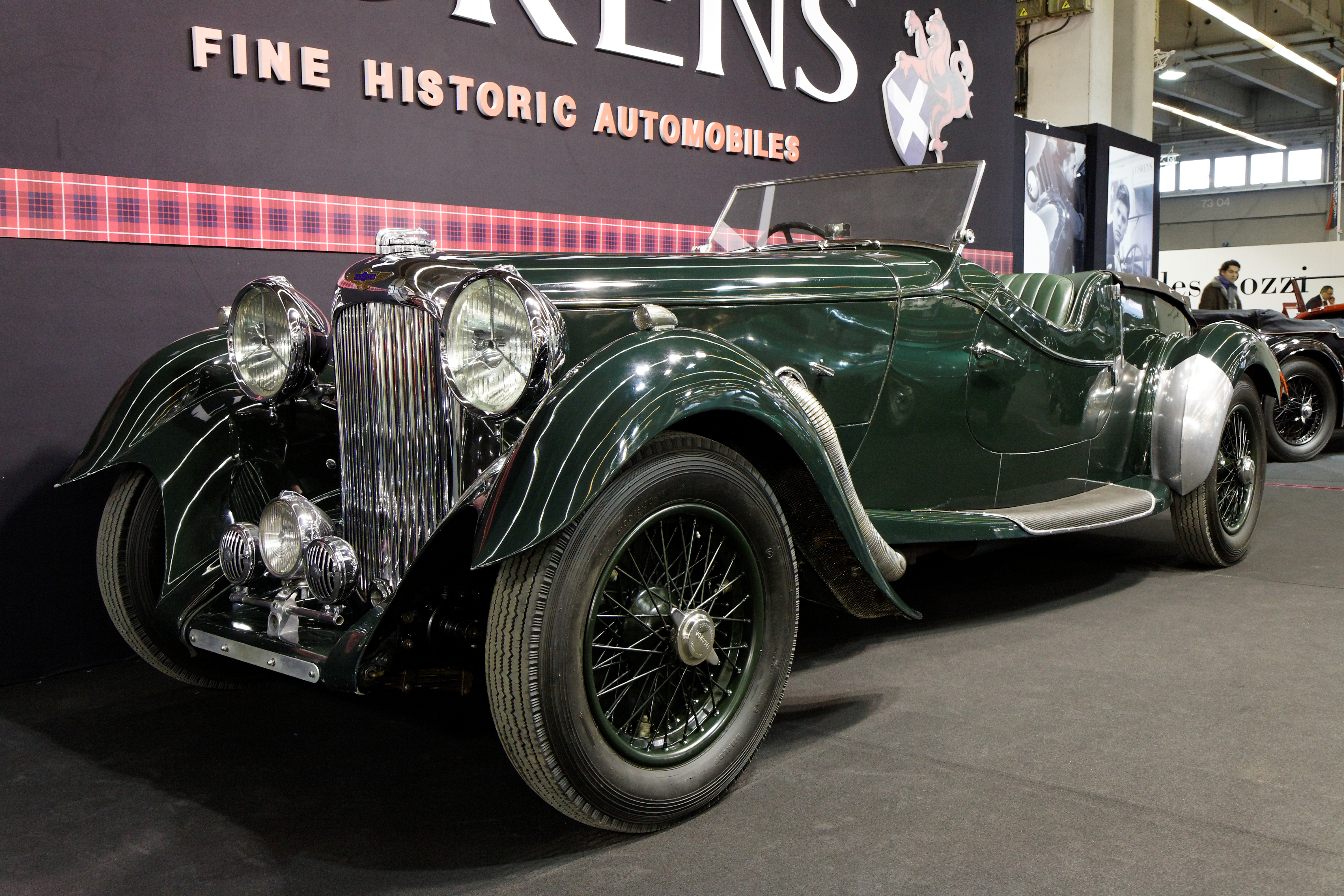
Lagonda LG45 30HP Tourer стандартного дизайну

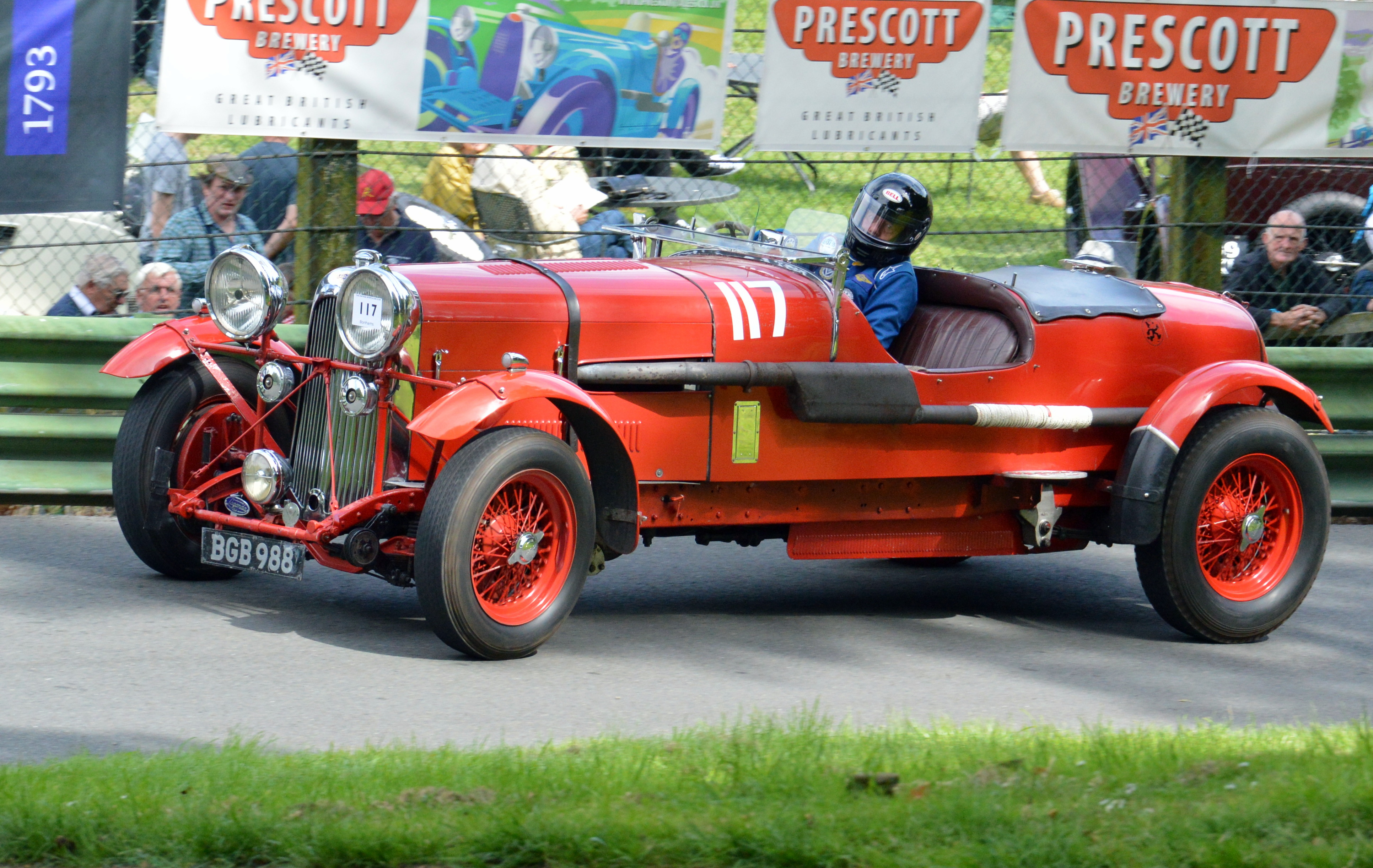
Lagonda LG45 Rapide Sports-Racing Fox & Nicholl

Однак, як і у попередника, існувала і спортивна версія LG45. Дизайн спортивного LG45 30HP Rapid був створений двадцятишестирічним Френком Філі, який мав натхнення від Mercedes-Benz 540K, оскільки ця версія, що випускалася тільки в одному варіанті кузова (4-місний турер), мала довгий капот, з ліврей якого виходили труби випускної системи. Волтер Бентлі був противником цього дизайну, оскільки сильно не любив німецьку техніку, вважаючи їх одвічними конкурентами, які постійно псували йому кров на спортивних трасах. Але оскільки він був зайнятий іншим проєктом, то вирішив не витрачати свої сили на протести. Нова машина була підготовлена для участі в Ле-Мані, однак переможці минулої гонки (в 1936 році через страйк гонка не проводилася) в цей раз вибули з гонки вже на 30 колі марафону, оскільки у мотора прогоріли клапани.

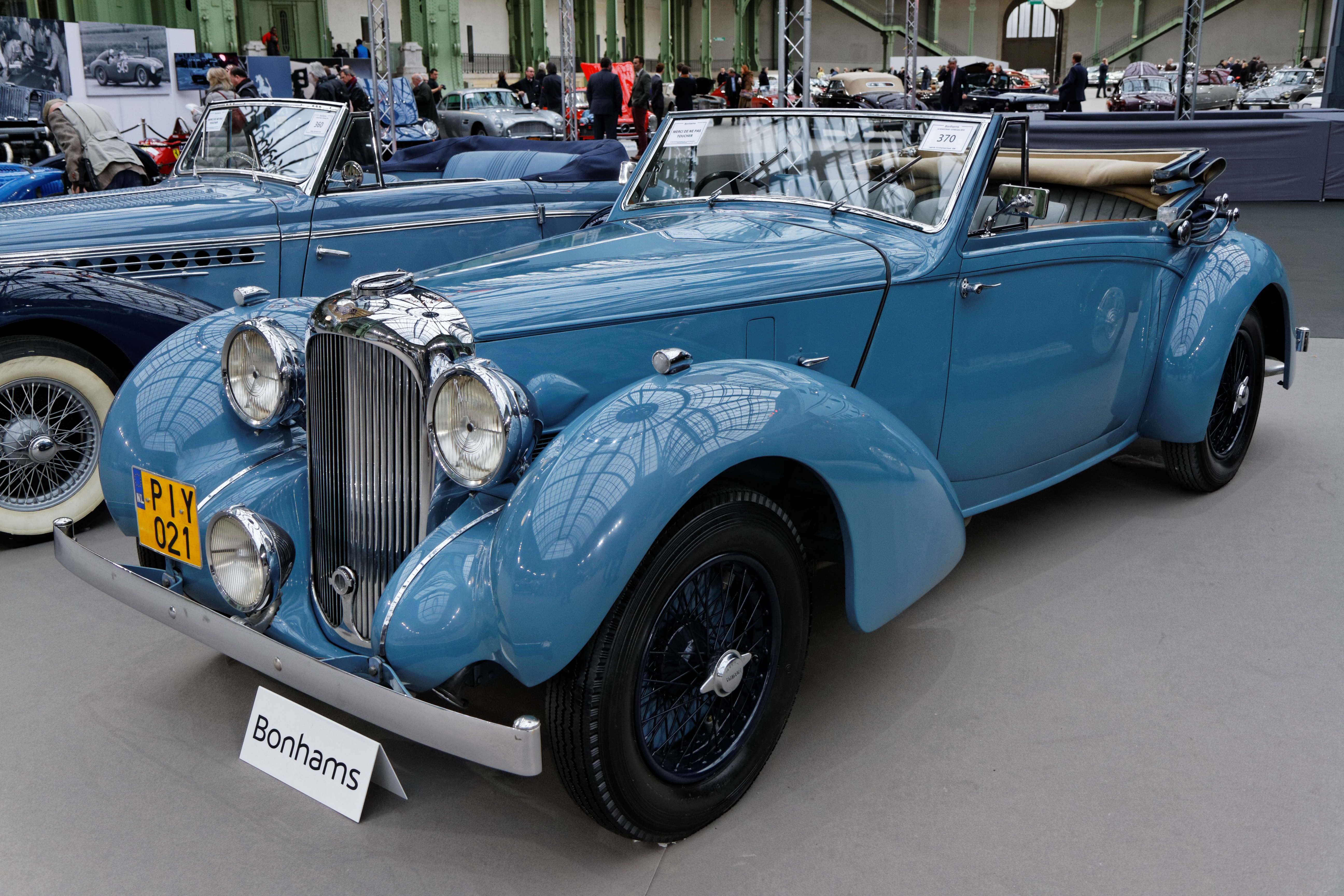
Lagonda V12 40НР Sedanca Coupe by James Young. Машина дожила до наших днів

Тим часом творця на прізвище Бентлі не задовольняв той факт, що під капотами машин марки Lagonda билися серця не його конструкції, які, до того ж, вже застаріли морально, і восени 1937 року з'являється модель V12. Як стає зрозуміло з назви, під капотом у цієї машини був шедевр майстра — мотор з V-подібним розташуванням циліндрів. Маючи об'єм всього 4.5 л, він видавав 157 к.с., розганяючи важку машину до 170 км/год. У розробці двигуна У. О. Бентлі асистували його помічники, яких він переманив з Rolls-Royce — Стюарт Тресійан і Чарльз Сьюелл. Трохи пізніше з'явилася і версія, яка мала не два карбюратори, а чотири, в результаті V12 Rapide видавав всі 180 к.с., дозволяючи розганятись машинам зі спортивним кузовом до 190 кілометрів на годину. Шасі машини оснащувалися регульованими задніми амортизаторами, жорсткість їх можна було регулювати важелем, що знаходився праворуч на рульовій колонці.

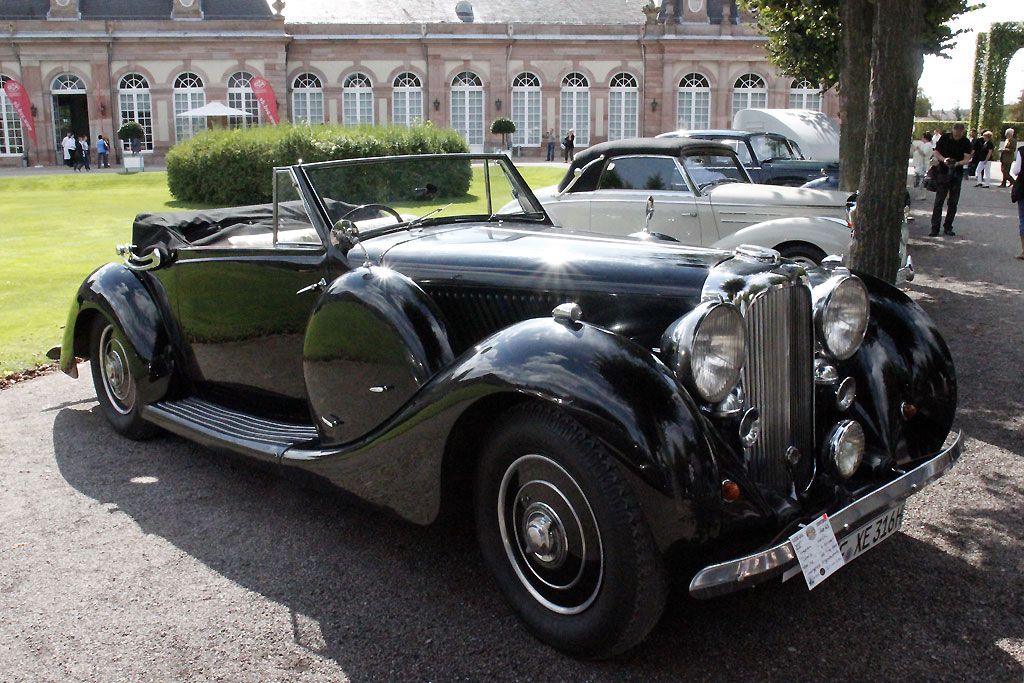
Lagonda LG6 30HP Drophead Coupe

Не забув Бентлі і про шестициліндрову машину, яка тепер називалася LG6. Вже відому стару рядну шестірку 4.5 л (з якої зняли 150 к.с.) встановили на вкорочене шасі з X-подібним підсилювачем від моделі V12, від якої також дісталася незалежна передня підвіска на торсіонах і гідравлічні гальма фірми «Локхід». Машини мали тільки різні редуктори заднього моста: у V12 редуктор був гіпоїдним, а у шестициліндрової моделі — конічним.

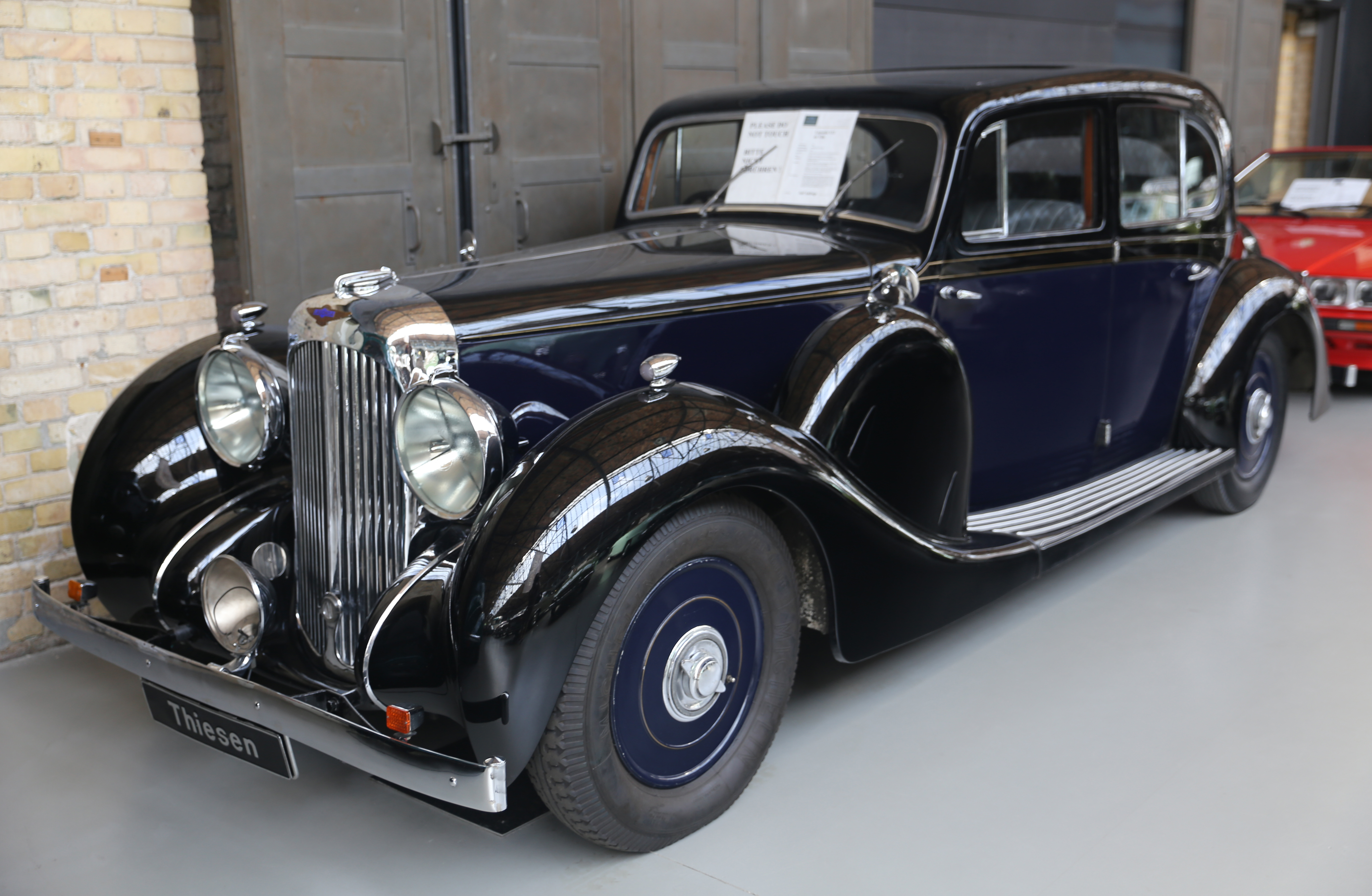
Lagonda V12 40НР Saloon De Ville. Точно такий же кузов можна було замовити і на шестициліндрову модель

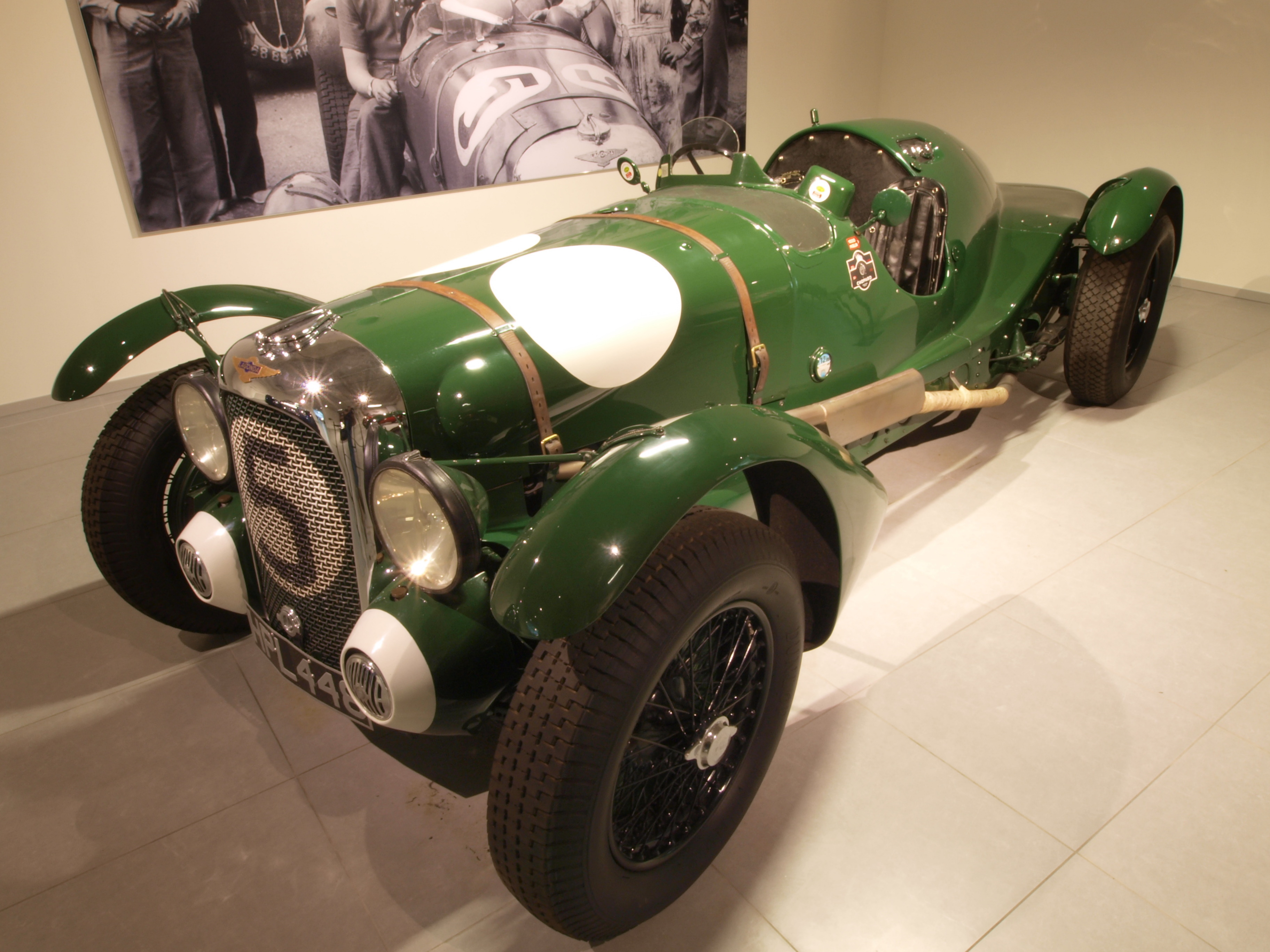
Lagonda V12 Rapide Le Mans. На цій машині Добсон і Брекенбері зайняли призове місце в останньому довоєнному Ле-Мані

У жовтні 1938 року Ерл Хоуі тестує модель V12, одягнену в кузов седан, на трасі в Бруклендс, за годину він долає 163 км. У час, виділений на установку пройденої відстані, входив і той час, який йшов на заміну покришок та іншого дрібного ремонту. Хоуі довелося міняти одне з коліс, яке не витримало навантажень і лопнуло. В іншому машина прекрасно себе показала, і завод вирішив самостійно підготувати дві машини для найскладнішої і престижної гонки в Європі. На Ле-Ман 1939 року вирушили дві машини, мотор яких тепер розвивав 206 к.с. (завдяки чотирьом карбюраторам). Екіпаж Остіна Добсона і Чарльза Брекенбері посів третє місце, а лорди Селсдон і Уолеран прийшли четвертими в загальному заліку, що, відповідно, давало їм друге і третє місце в класі до 5 літрів. Британці пропустили вперед у своєму класі тільки французів, які виступали на Bugatti T57C Tank.

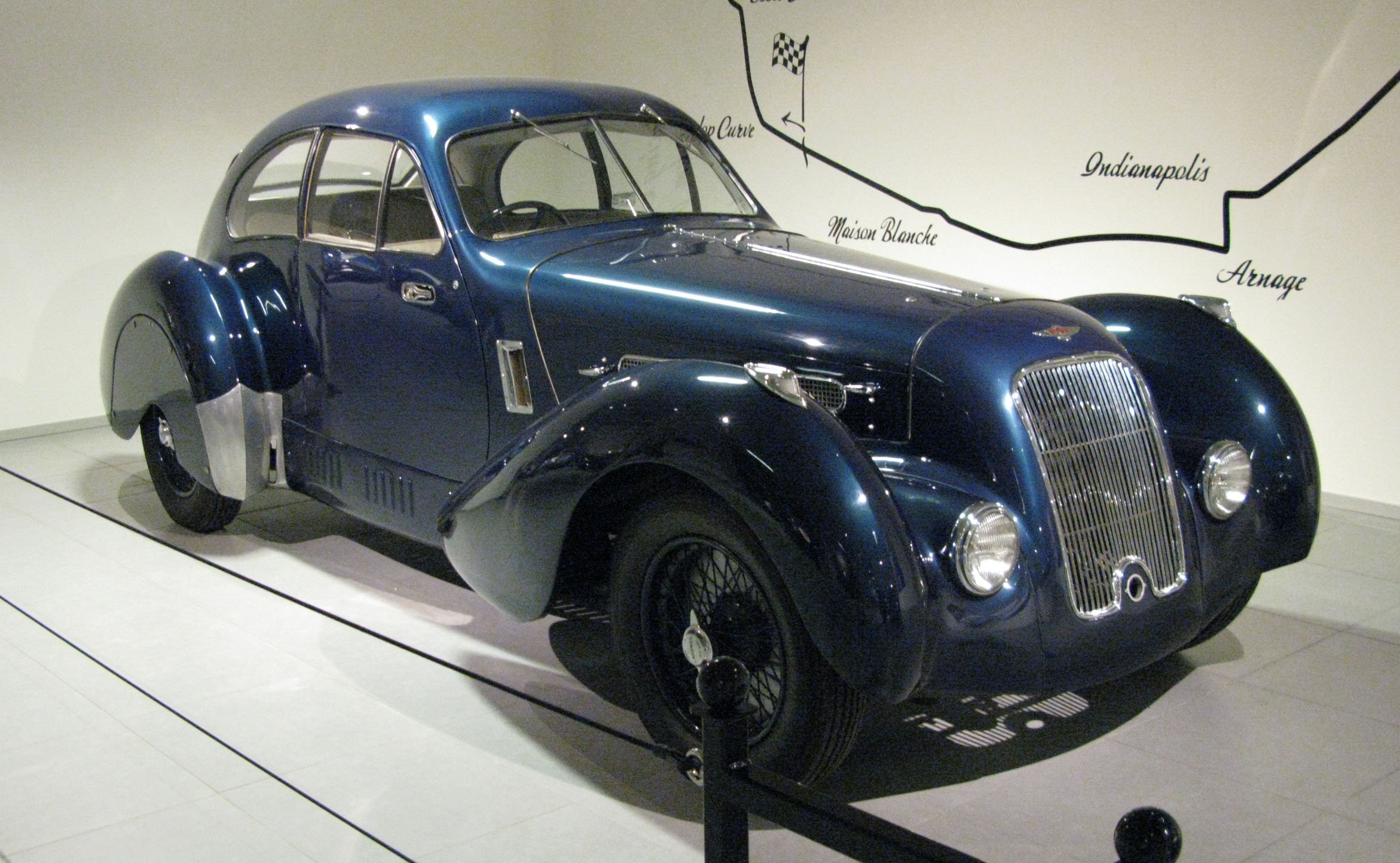
Lagonda V12 40HP Fixedhead Coupé з кузовом від Lancefield Coachworks Limited. Ця машина, мотор якої видавав 220 к.с., повинна була взяти участь в Ле-Мані 1940 року

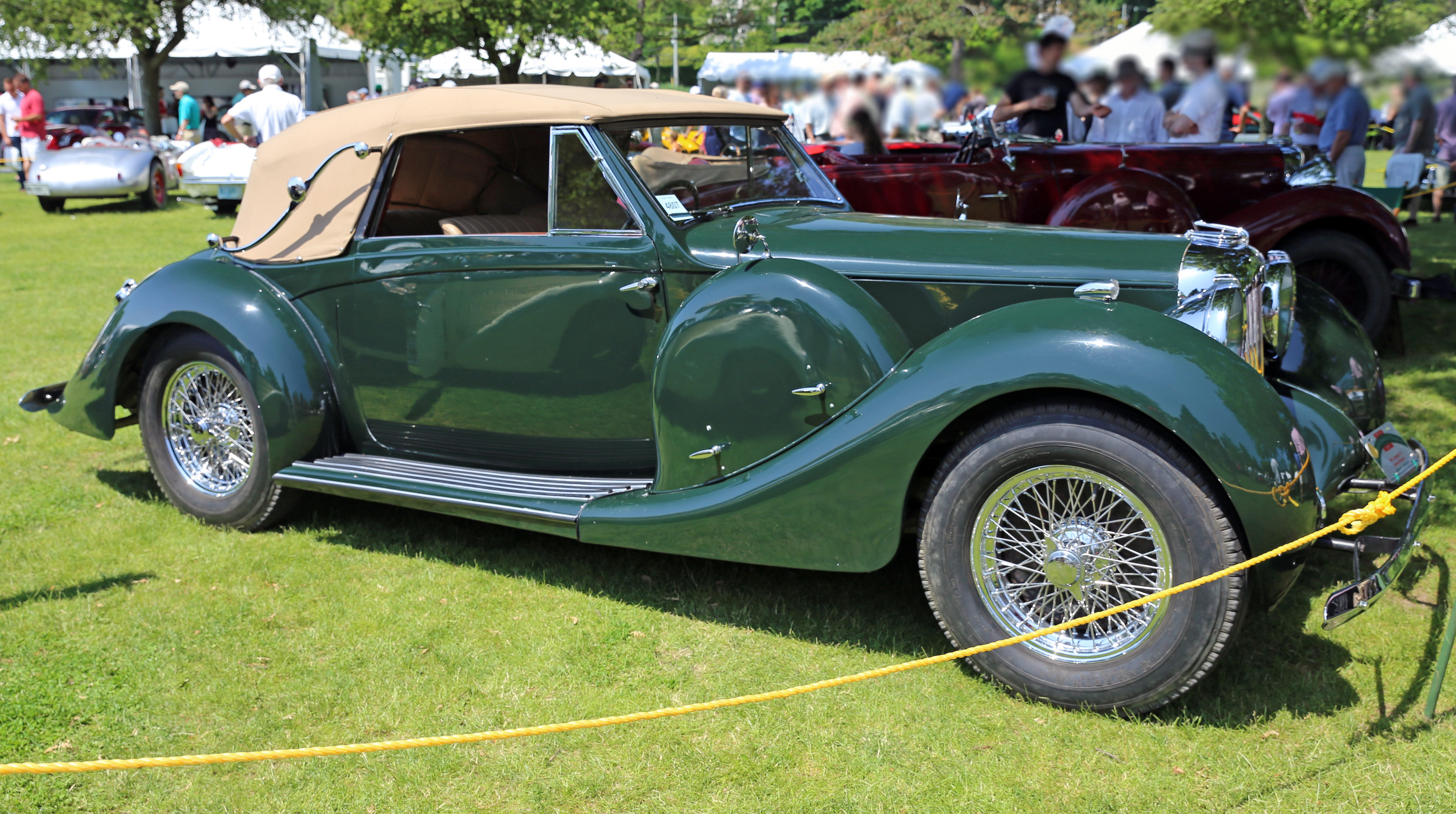
Lagonda V12

Але їсти плоди перемоги і очікувати чергу із забезпечених панів за 12-циліндровою моделлю не довелося, оскільки восени припинилися продажі автомобілів цієї марки в Європі, однак останні машини вийшли за ворота підприємства в 1940 році, але всі вони відправились в США, оскільки в Європі, де розгорілася Друга світова війна, покупців на свою продукцію було вже нереально знайти. Хоча дорожчу модель вдалося реалізувати на 100 примірників більше, ніж доступнішу LG6 (185 проти 82 автомобілів відповідно).
З початком Другої світової війни фірма переключилася на виробництво артилерійських снарядів. Наприкінці 1945 року фірма будує кілька прототипів з рядною двовальною шісткою, об'ємом 2.6 л, над якою Бентлі працював з 1944 року. Взагалі робота йшла над трьома варіантами моторів: на чотири-, шести- і восьмициліндровій тязі. Але в підсумку, усвідомлюючи, що трьох зайців не догнати, було вирішено зупинитися на одному варіанті — шестициліндровому моторі для автомобіля середнього класу. Алан Гуд планував запустити машину в серію у вересні 1946 року під назвою Lagonda Bentley, і навіть випустив рекламу в газеті, де озвучив назву новинки. Але фірма Rolls-Royce попросила прибрати прізвище Бентлі з назви, оскільки право на використання імені У. О. Бентлі як бренду належить тільки Rolls-Royce і нікому більше. Алан Гуд в неввічливій формі відмовив Хайву, після чого керівництво Rolls-Royce подає в суд на Lagonda. На початку грудня 1946 року, після тижневих слухань, суд заборонив використання прізвища Бентлі на інших автомобілях, і, більш того, зобов'язав компанію Гуда виплатити 10 000 фунтів як компенсацію. Це була велика сума, за свої машини Lagonda планувала отримувати близько 800 фунтів, і це були одні з найдорожчих британських післявоєнних автомобілів.

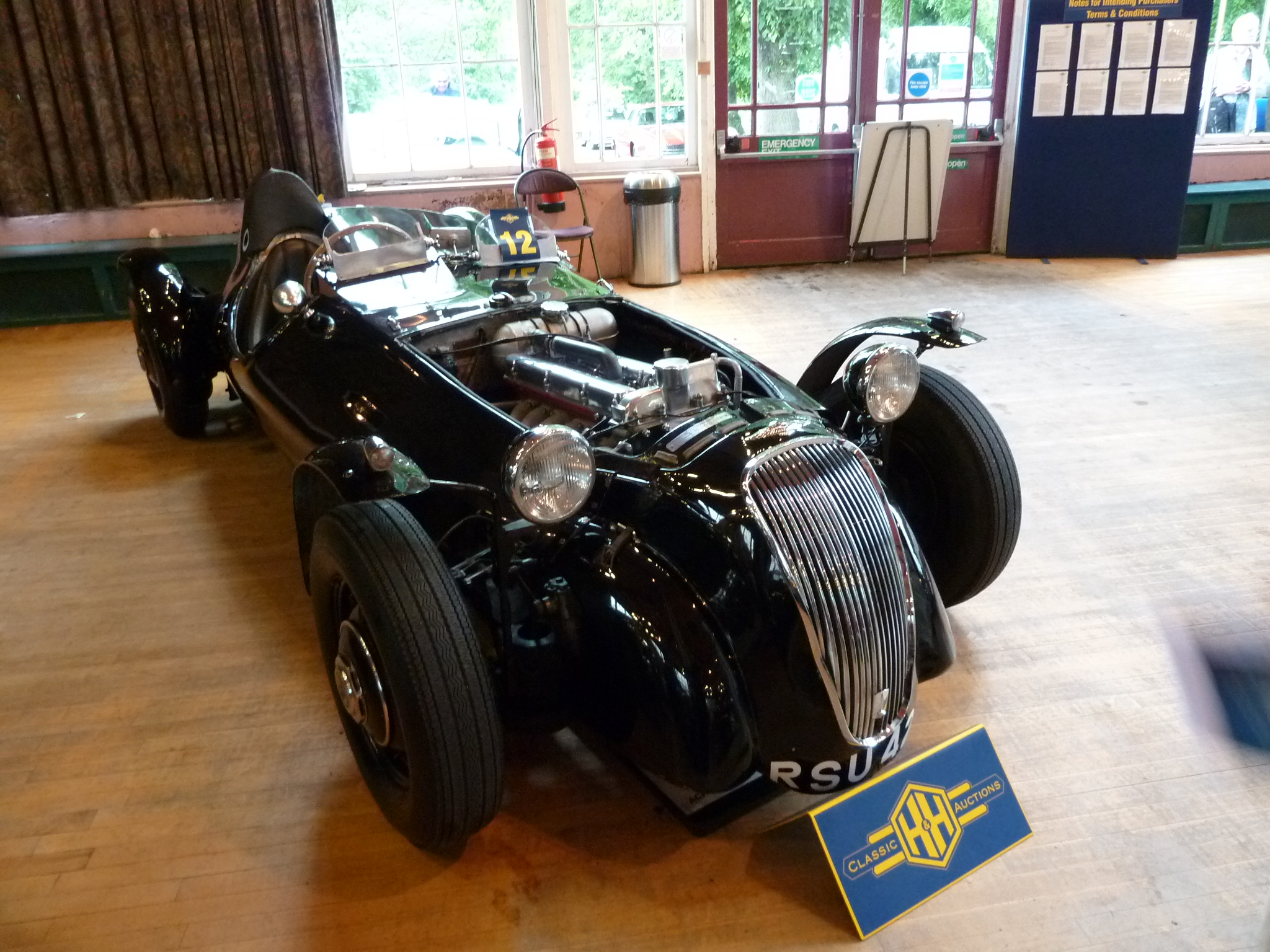
Lagonda-Bentley EX1. Є припущення, що спочатку на шасі був кузов типу седан, проте пізньою весною під час тестів у Варвіку машина була розбита. 1949 року шасі найпершого прототипу було укорочене і модифіковане, а на нього одягнений спортивний кузов з алюмінію. Приблизно тоді ж машина дісталася Хірсту, який помер в 1950 році, і машина залишилася стояти весь цей час в сараї його брата, де вона і була знайдена в 1981 році

Хоча компанія з Крью могли особливо і не турбуватися, оскільки під час нестачі сировини у маленької компанії Lagonda просто не було вільних коштів для запуску автомобілів в серію. А поки з решти запасів виконували замовлення на довоєнні моделі V12 і LG6, що зрідка надходили, але з січня по квітень 1946 року було виготовлено три прототипи нової конструкції. Кузови для них надійшли від бельгійської фірми Vanden Plas, оскільки в Англії неможливо було знайти постачальника для кузовів, а англійське відділення Vanden Plas, з яким особисто домовився Волтер Бентлі, з 1946 року перейшло під крило Austin Motor Company, тому договір втратив силу. Другий прототип став особистою машиною Бентлі. Якщо два останніх прототипи мали зовнішній вигляд, аналогічний серійній продукції, то найперший прототип, який і мав назву Lagonda-Bentley на решітці радіатора, був побудований у вигляді спортивної машини. LBS ЕХ1 будувався для конкуренції в Ле-Мані з Aston Martin DB2, проте болід не був готовий і машина залишилася поза справами. Дана машина була загублена, але в 1981 році Ян Харріс вирушив за покупкою сіна до Яна Хірста, і поки чекав навантаження соломи, він бродив по фермі і побачив під уламками зруйнованої комори якусь машину. На якій був встановлений двигун, дуже схожий на мотор Aston Martin DB2, який він потихеньку реставрував в міру можливостей. Харріс викупив мотлох за 50 фунтів з наміром використовувати автомобіль як донор, і тільки вдома побачив дивну табличку покупки. Почавши розбиратися, з чим він мав справу, з'ясувалося, що це єдиний Lagonda-Bentley, який був взагалі побудований. Після реставрації господар отримав зовсім інші гроші за свою знахідку.

## Lagonda у власності компанії David Brown and Sons. Компанія Aston Martin Lagonda

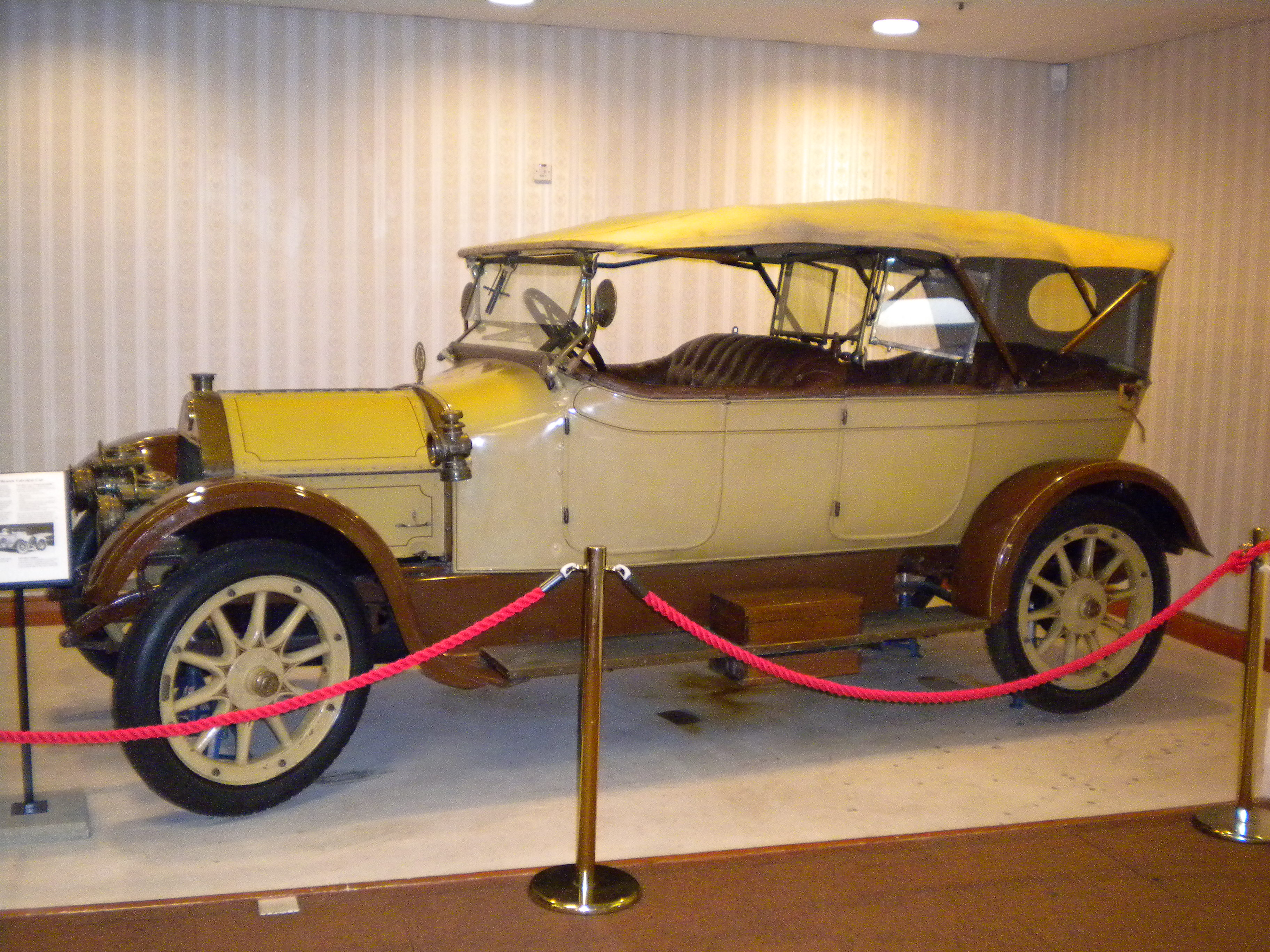
Valveless 19.9HP 1914 року з кузовом торпедо. Перша спроба випускати автомобілі компанією David Brown & Sons

Штраф сильно підкосив і без того хитке фінансове становище фірми, і у вересні 1947 року афішується угода — Девід Браун в особі компанії David Brown and Sons Ltd викуповує фірму Lagonda, угода, сумою в £52,500, відбулася в січні 1948 року. Д.Браун не був засновником однойменної компанії. Насправді у витоків фірми стояв зовсім інший Девід Браун, який заснував своє підприємство в 19-річному віці в 1860 році. Його бізнес полягав у перепродажу деревини, в 1873 році David Brown and Sons стала виготовляти трансмісійні системи. Поступово сфера діяльності охопила верстатобудівний бізнес, а в 1908 році навіть почали виготовляти автомобілі з двотактними двигунами, сконструйовані Ральфом Лукасом. Двигуни ці не мали клапанів, а тому в фірмі не стали мудрувати і назвали свою автомобільну продукцію «Valveless», що так і перекладається — «безклапанний». Виробництво їх тривало до початку Першої світової. Після війни фірма більше не поверталася до цієї сфери бізнесу, поки в 1947 році Браун, компанія якого вже випускала сільгосптехніку, не викупив фірму Aston Martin за £20,500 (Aston Martin обійшовся магнату набагато дешевше), і не створив у 1948 році компанію Aston Martin Lagonda.

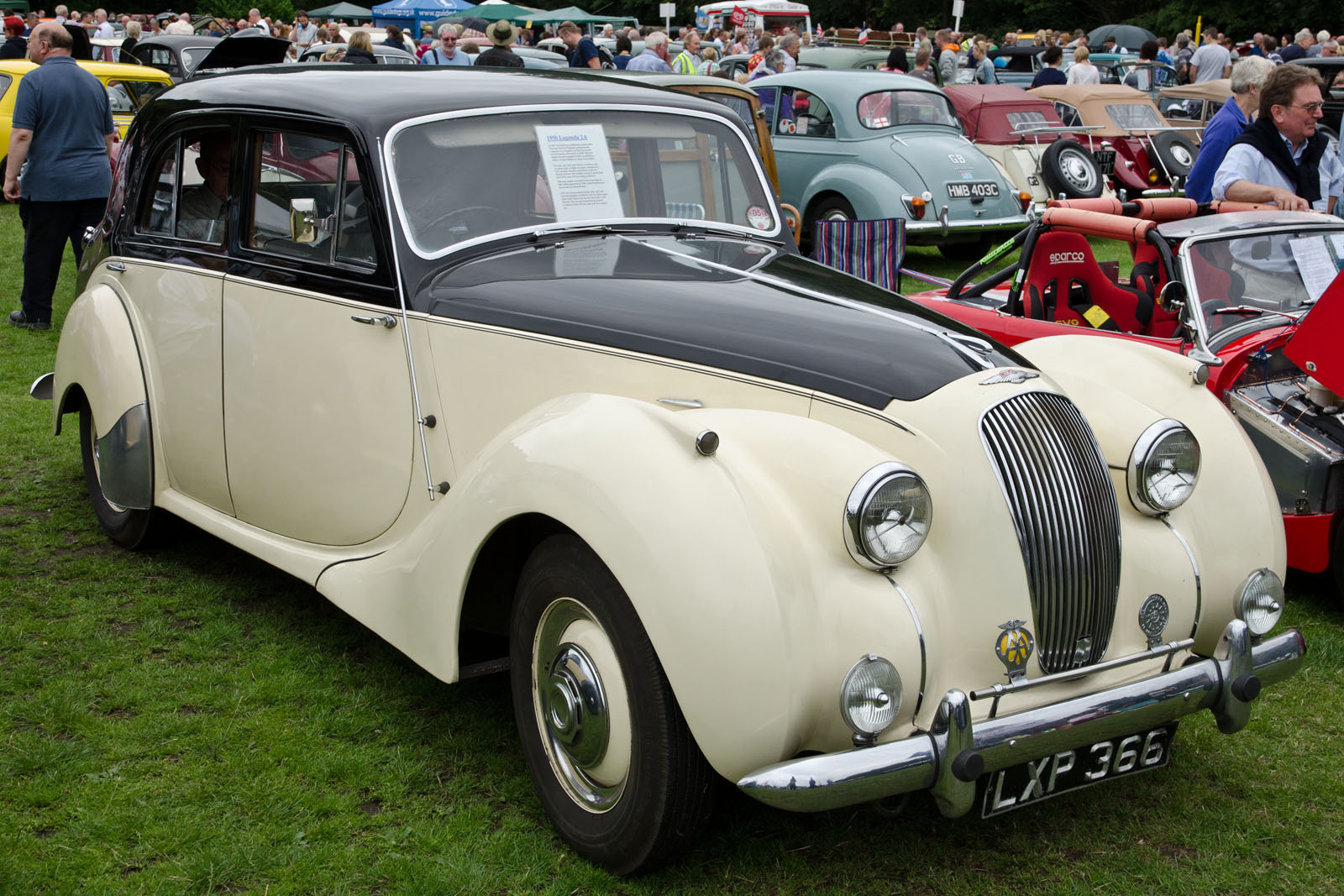
Lagonda 2½-Litre Saloon

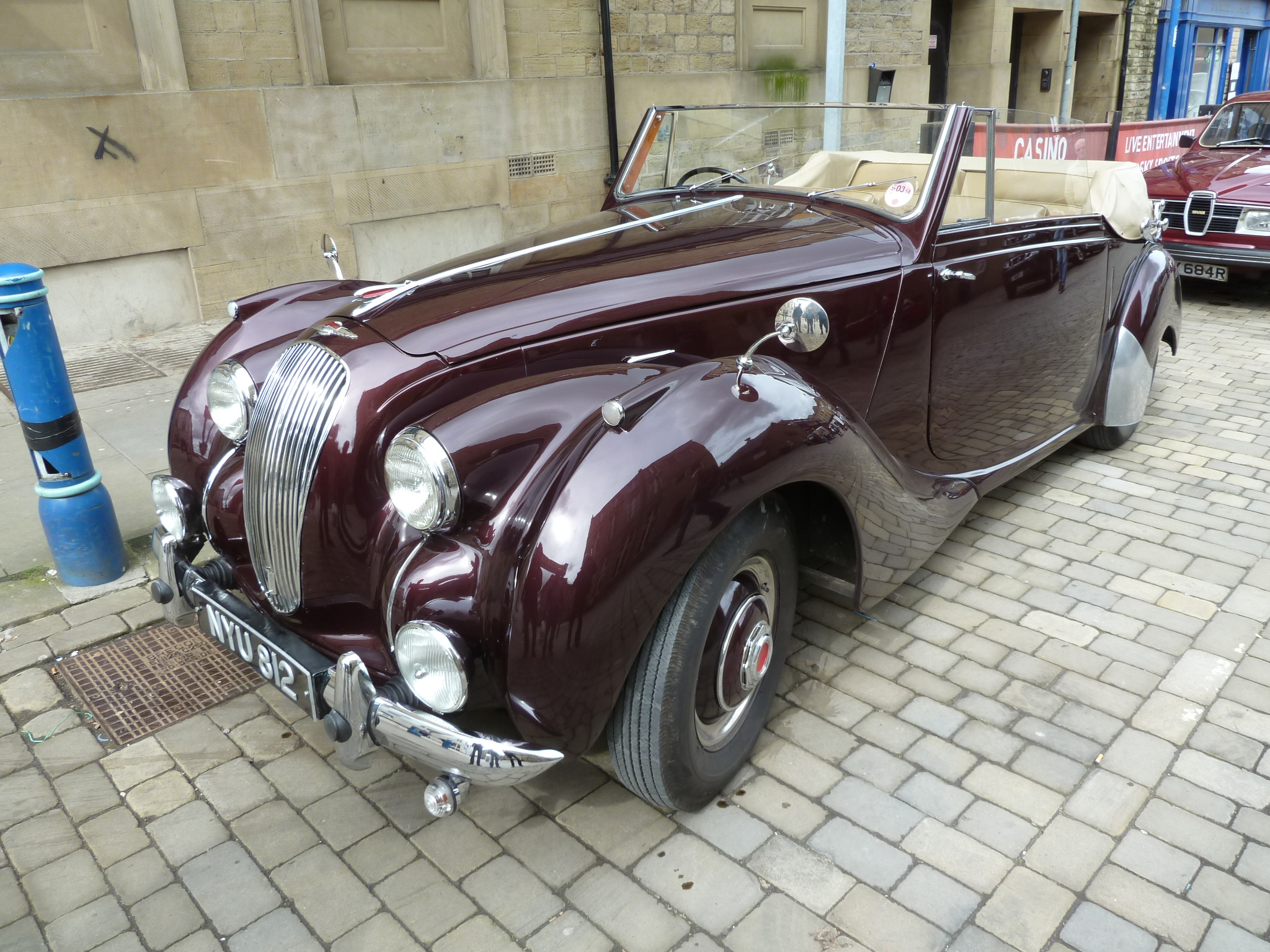
Lagonda 2½-Litre Drophead Coupe by Tickford

Із вливанням нового капіталу в підприємство відновилося більш масове виробництво автомобілів марки Lagonda, а розроблений нею мотор 2.6 л, потужністю 106 к.с., прописався і під капотами продукції марки Aston Martin (зокрема на DB2 і DB2/4). Причому, випускатися автомобілі обох марок стали на заводі у Фелтемі, а родовий завод Lagonda в Стейнсі був проданий компанії Petters, яка займалася виробництвом дизельних агрегатів. Волтер Оуен Бентлі вирішив не залишатися у фірмі і став пакувати свої речі для переїзду у власну консалтингову фірму, куди перейшло ще кілька його колег, яких він переманив свого часу в Lagonda, коли йшов з фірми Bentley. Lagonda 2½-Litre спочатку пішов в серію з кузовом типу седан, а в 1949 році з'явився і кабріолет, обидва виготовлялися компанією Tickford Motor Bodies, але дизайн їх був спроєктований Френком Філі. Спочатку седани офарблювалися в два контрастних тони, а кабріолети були однотонними. Як контраст у них повинен був служити складний дах з тканини іншого кольору, майже всі збережені до нашого дня кабріолети (Drop Head Coupe) не відповідають первинному задуму Френка Філі. Крім цих двох варіантів, клієнтам було поставлено і вісім шасі без кузова. Відомо, що на одне шасі одягли кузов типу фургон, цей автомобіль служив потім технічним авто фірми Lagonda, а фірма втомлювалася оплачувати квитанції за порушення швидкості її механіків. Фургон зі старомодною фронтовою частиною не раз залишав в подиві панів на спортивних автомобілях, яким тільки і залишалося робити, що ковтати вихлопні гази фургона.
Серед конструктивних особливостей машини були: незалежна підвіска всіх коліс — спереду на поперечних важелях з пружинами, ззаду — на торсіонах; чотириступінчаста коробка передач з синхронізаторами всіх швидкостей виробництва фірми David Brown, а преселективна коробка передач французької фірми Cotal тепер ставилася тільки на замовлення (але скоро вона пропала і з листа опцій, оскільки Браун не хотів платити фірмі Cotal відсоток з продажів); задній гальмівний механізм «Локхід» був винесений до редуктора заднього моста.
У 1950 році, бачачи помилку колишнього керівництва перейти з класу розкішних автомобілів в середній клас, Девід Браун вирішує повернутися у вищий світ, де домінували лише Rolls-Royce і Bentley, які на ділі були однією і тією ж продукцією, але з різними лейблами і ґратами радіатора. На його замовлення будується прототип Lagonda DP117, який прозвали Brown Bomber. Трубчасту раму для майбутнього флагмана розробив професор Роберт Ебераном фон Еберхост, що був тоді головним інженером Aston Martin. Цей геній був знаменитий, перш за все, створенням Auto Union Type D; після війни він разом з Феррі Порше побудував перший Porsche 356, а в 1950 році переїхав до Англії. Шасі отримали незалежну підвіску всіх коліс, спереду вона була пружинною, ззаду — торсіонною з гідравлічним регулюванням просвіту; циліндри, що відповідають за регулювання, живилися окремим масляним насосом, який приводився в дію за допомогою двигуна, задіювалося регулювання з водійського місця. Цей же насос повинен був живити привід склопідйомників і вбудовані в пороги домкрати.
На шасі, створене австрійцем, встановили новий 4.5-літровий двигун формули V12. Це не був клон довоєнного мотора, новий двигун був спроєктований учнем Волтера Бентлі — Віллі Уатсоном, виготовлений повністю з алюмінієвих сплавів. Не дивлячись на те, що мотор був досить сучасним (у нього було чотири верхніх розподілвала, 24 свічки запалювання і три карбюратора «Вебер» з чотирма камерами живлення кожен, всі ці нововведення дозволили зняти з мотора 280 к.с.), він виявився дуже ненадійним. Варто було двигуну нагрітися, як метал, що розширився, давав течі з усіх щілин, і масляний насос не встигав подавати мастило до механізмів двигуна, що закінчувалося їх заклинюванням. Тому в 1953 році на шасі встановили сильно модернізований 3-літровий двигун. Кузов типу седан був спроєктований Френком Філі, він виявився дуже широким, так що попереду спокійно могли розміститися три людини. Лобове скло автомобіля було панорамним, спеціально створене для Lagonda фірмою Triplex Safety Glass Co. Але 3-літровий мотор був відверто слабким і малим для авто представницького класу, а V12 виявився ненадійним, тому проєкт закрили, а на початку 60-х єдиний прототип знищили.
У листопаді 1952 року Lagonda 2½-Litre з кузовом седан оновили, омолодження торкнулося зовнішнього вигляду. Кузов став ширшим, що дозволило з більшим комфортом розмістити задніх пасажирів (тепер назад поміщалося три дорослих людини, а не дві), для їх же зручності задні двері тепер заходили на задні крила. Водій отримав нову панель приладів, була переглянута система опалення та вентиляції. Під капотом для полегшення обслуговування по іншому розташували сервісні ємності, плюс потужність двигуна виросла до 125 к.с., оновлена машина стала носити назву Lagonda 2½-Litre MkII.

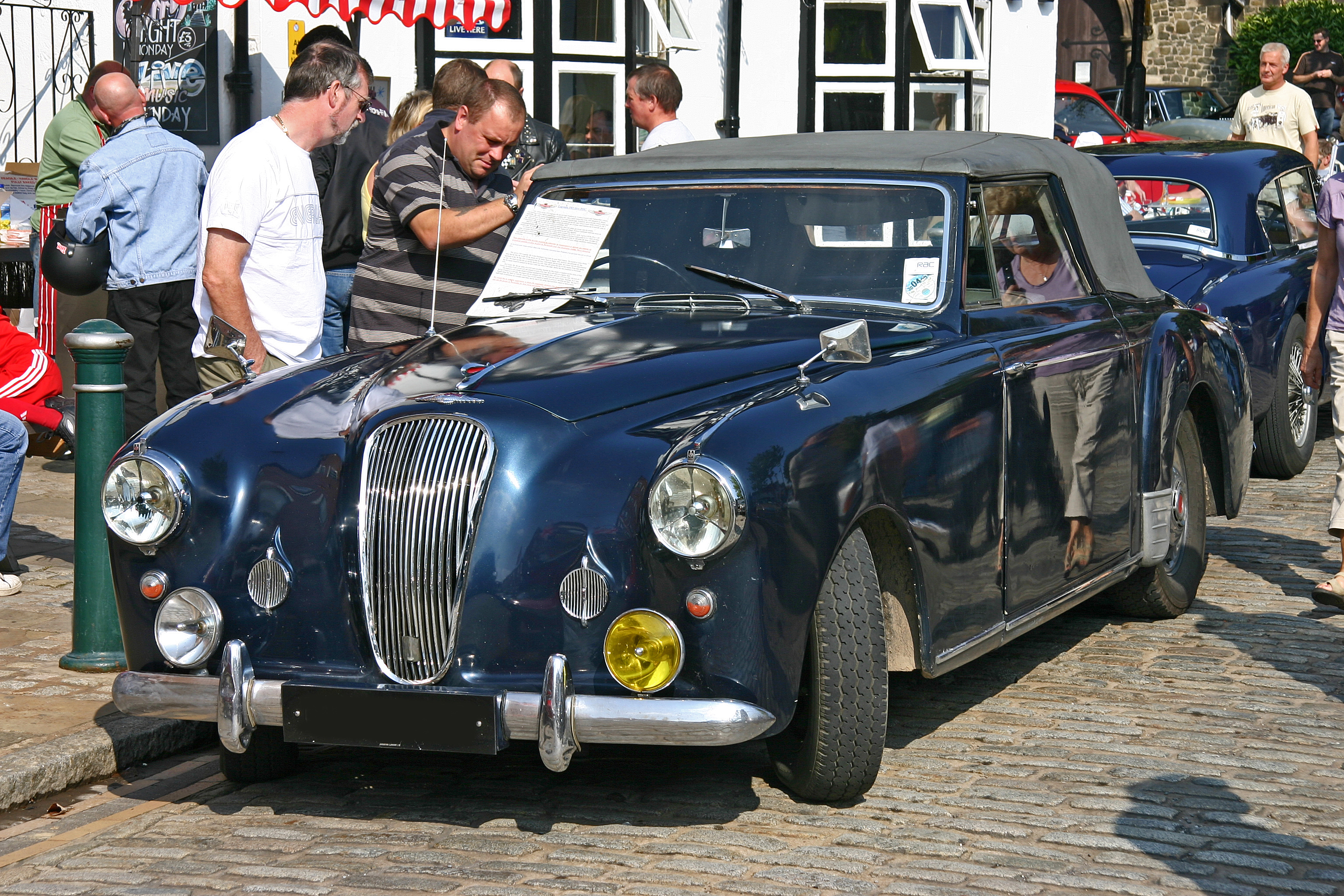
Lagonda 2½-Litre MkII Drophead Coupe by Brooklands of Bond Street

У червні 1953 року припиняється виробництво 2.6-літрової моделі з кузовом седан (всього було виготовлено десять екземплярів, що робить цю машину дуже рідкісним експонатом сьогодні), кабріолет першої серії протримався до серпня, ще в архівах є згадка про два вироблених універсали (Shooting Brake). Після зняття машини з виробництва, фірмою Brooklands of Bond Street Ltd, яка займалася продажем престижних автомобілів, було викуплено шістнадцять голих шасі моделі 2½-Litre MkII. Лондонська фірма замовляє у фірми Tickford сучасні кузови понтонного типу, одна з таких машин з відкритим кузовом належала Девіду Брауну, а ще один DHC — відомому акторові Пітеру Устінову (кабріолетів було зроблено 10 штук, інші шасі накрили дводверним седаном).

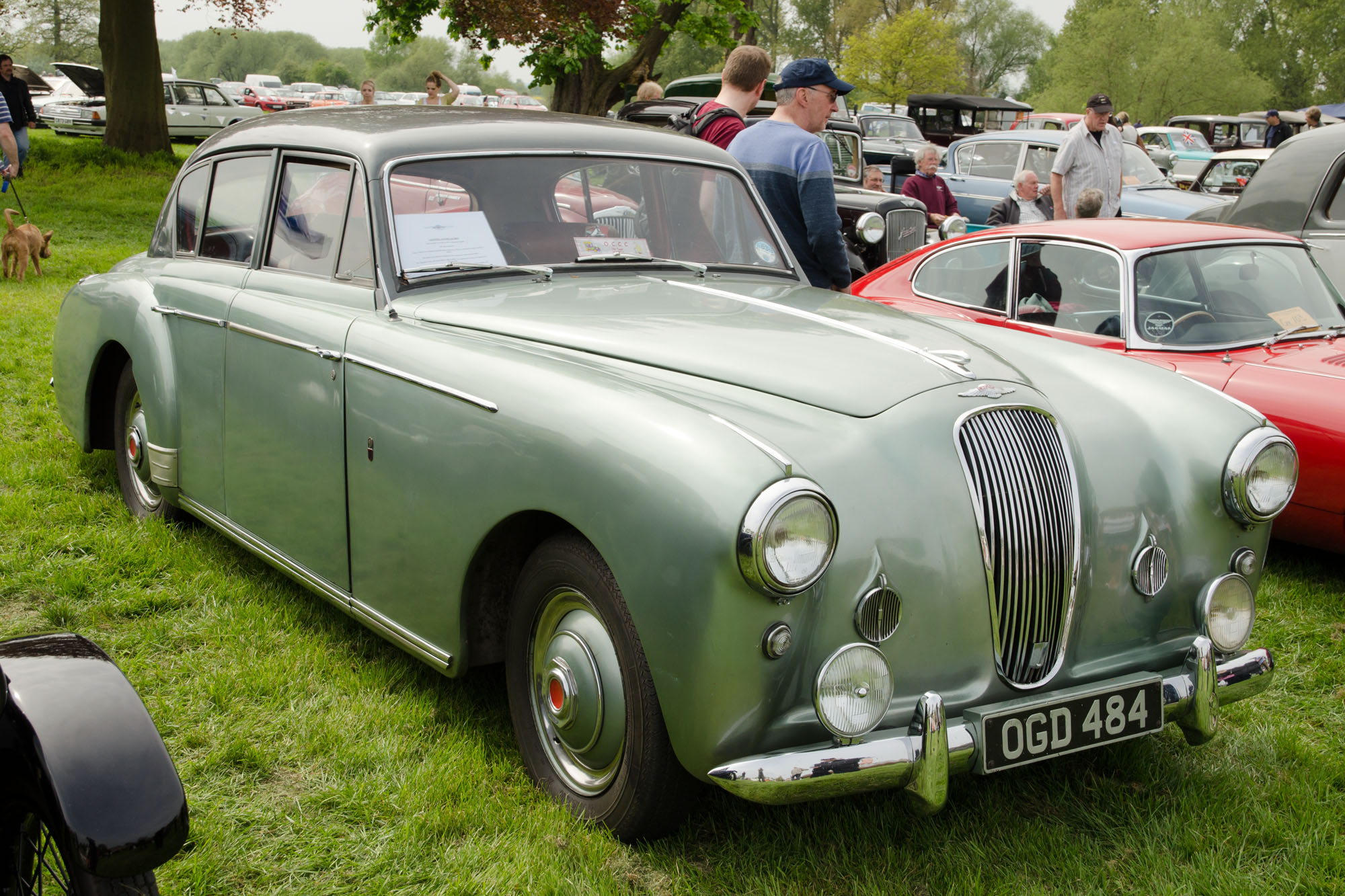
Lagonda 3-Litre Saloon

У жовтні того ж року (1953) Lagonda представляє нову модель — на шасі 2½-Litre встановлюють новий агрегат. Це був старий мотор, який розточили до 2.9 літра. Новий мотор видавав пристойні для того часу 142 к.с., які дозволяли розганяти машину до 167 км/год, а до позначки в 100 км/год на панелі йшло 12,9 секунди. Зовнішність нової моделі 3-Litre повторювала дизайн, створений фірмою Brooklands of Bond Street Ltd, салон також копіював інтер'єр лондонського варіанту. Нова машина пропонувалася у варіантах: з двома дверима седан і з двома дверима кабріолет. У квітні 1954 року з'являється й версія з чотирма дверима, в жовтні припиняється випуск закритого дводверного варіанту, а седан отримує підсилювач приводу гальм.

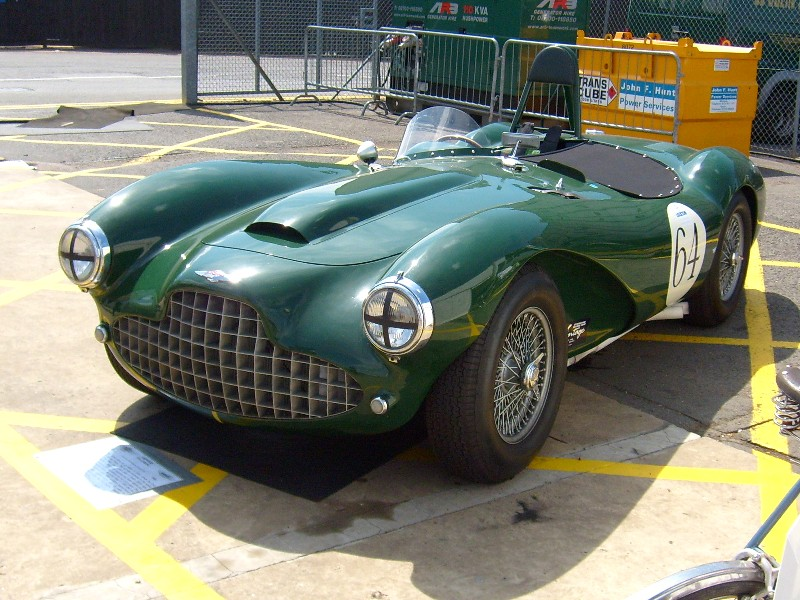
Спорт-прототип Lagonda DP115, який взяв участь в Ле-Мані 1954 року

Один з 12-циліндрових моторів в 1954 році встановили на злегка розширені і подовжені шасі від Aston Martin DB3S. Кузов теж був запозичений у цієї ж моделі, тільки на капоті з'явилося три повітрозабірника. Спочатку машину оснастили чотириступінчастою механікою, під час першого тесту фірма ледь не втратила боса. Машина, яку особисто випробовував Девід Браун, загорілася. На щастя, з людей ніхто не постраждав, а автомобіль вдалося відновити до травня 1954 року. До Сільверстоуну спорт-прототип Lagonda DP115 отримує п'ятиступінчасту коробку передач, а з мотора вдалося зняти 310 к.с.. Реджинальд Парнелл на «сирій» машині, яка так і не пройшла обкатку, викладається на повну силу, до фінішу він приходить п'ятим, відставши від лідера всього на 16 секунд. Але у Ferrari 375 Plus Хосе Фройлана Гонсалеса було 350 к.с.. З іншого боку, у Jaguar XK120-C (відомий як С-Type), що випередив Парнелла, було всього 205 к.с., а британець Джордж Едгар Абекассіс, що прийшов другим, керував 240- сильним HWM. Парнелл скаржився на керованість машини. Не дивлячись на те, що мотор був виготовлений з алюмінієвих сплавів, він був важкуватий для шасі 2.6-літрової машини. Ще однією проблемою мотора було те, що він не хотів стабільно працювати на холодну, тобто, щоб мотор не глух, його доводилося прогрівати, заливаючи в систему охолодження гарячу воду, що вбивало багато часу на підготовку до старту.
Не беручи до уваги зауваження Парнелла (її все одно не встигли б довести до розуму), машину виставляють на гонки в Ле-Мані, які проходили 12-13 червня 1954 року. Девід Браун широко представив свою компанію, до Ле-Ману готується два 12-циліндрових боліда марки Lagonda, один з яких довірили Еріку Томпсону і Деннізу Пуру, а другий вів Реджо Парнелл, що уже мав досвід водіння прототипу, асистував Рой Сальвадорі. Плюс п'ять автомобілів марки Aston Martin DB3S для: принца Сіаму — Бірабонгса Бханубанда і Пітера Коллінза, Жана-Поля Кола і Хермано да Сільва Рамоса, Керрола Шелбі і Поля Фрере, Яна Стюарта і Грема Уайтхеда, Найджелла Мана і Чарльза Брекенбері. Але у Франції машина Парнелла і Сальвадорі не захотіла нормально функціонувати, і цей екіпаж пересів на запасний Aston Martin, тим самим було представлено шість екіпажів на Aston Martin і один на Lagonda. У гонках взяли участь 58 екіпажів, серед яких не було екіпажу Мана-Брекенбері, який не зміг стартувати. Однак, всупереч очікуванням, команду чекав повний провал на цьому змаганні. Почалося з того, що погано керований Lagonda DP115, який йшов третім в загальному заліку на сьомій годині гонок, розвернуло на вологій трасі і Томпсон вилетів в кювет. Гонщику вдалося звідти вибратися і дістатися до піт-стопа своїм ходом, проте машина занадто сильно була пошкоджена і не змогла продовжити гонку. Потім з траси вилетів Стюарт на Aston Martin DB3S, через чотири години після цього зламалася передня вісь машини Шелбі, потім відмовила трансмісія на машині Кола, згодом на 138 колі потрапляє в аварію принц Сіаму, і на 23 годині гонок пробиває прокладку головки циліндрів на компресорному моторі Aston Martin DB3S Парнелл, всі надії звалилися разом.
Але провал 12-циліндрової машини не поставив хрест на кар'єрі мотора, до 1955 року був підготовлений Lagonda DP166 з тим же мотором, але на шасі Aston Martin DBR2. На жаль, на 94 колі у екіпажу Парнелла-Пура почалися проблеми з подачею палива, і машина зійшла з дистанції. Хрест на проєкті був поставлений завдяки перемозі в своєму класі Пітера Колінза і Поля Фрере, що виступали на Aston Martin DB3S, які, до того ж, прийшли другими в загальному заліку, поступившись своїм землякам, що управляли Jaguar D-Type.
У 1955 році Девід Браун купує фірму Tickford Motor Bodies, ця компанія була заснована ще в 1820 році як каретобудівна, і спочатку називалася Salmons and Sons. 1898 року вона однією з перших в Англії взялася за виготовлення автомобільних кузовів. 1942 року підприємство перестало бути сімейним, її викупили інвестори і перейменували в Tickford Motor Bodies, за назвою вулиці в Ньюпорт-Пагнелл, на якій весь цей час розташовувалася фабрика. Туди і було перенесено виробництво автомобілів Aston Martin і Lagonda. З воріт підприємства потім сходили такі машини, як Tickford Capri з турбонаддувом, MG Maestro Turbo, Ford Sierra Cosworth RS500, а також Ford RS200, кабріолети на базі Jaguar XJS спочатку також виготовлялися зусиллями фірми з Ньюппорт-Пагнелл, але, бачачи успіх цієї версії, Jaguar Cars стали самі виготовляти відкриту версію своєї машини.

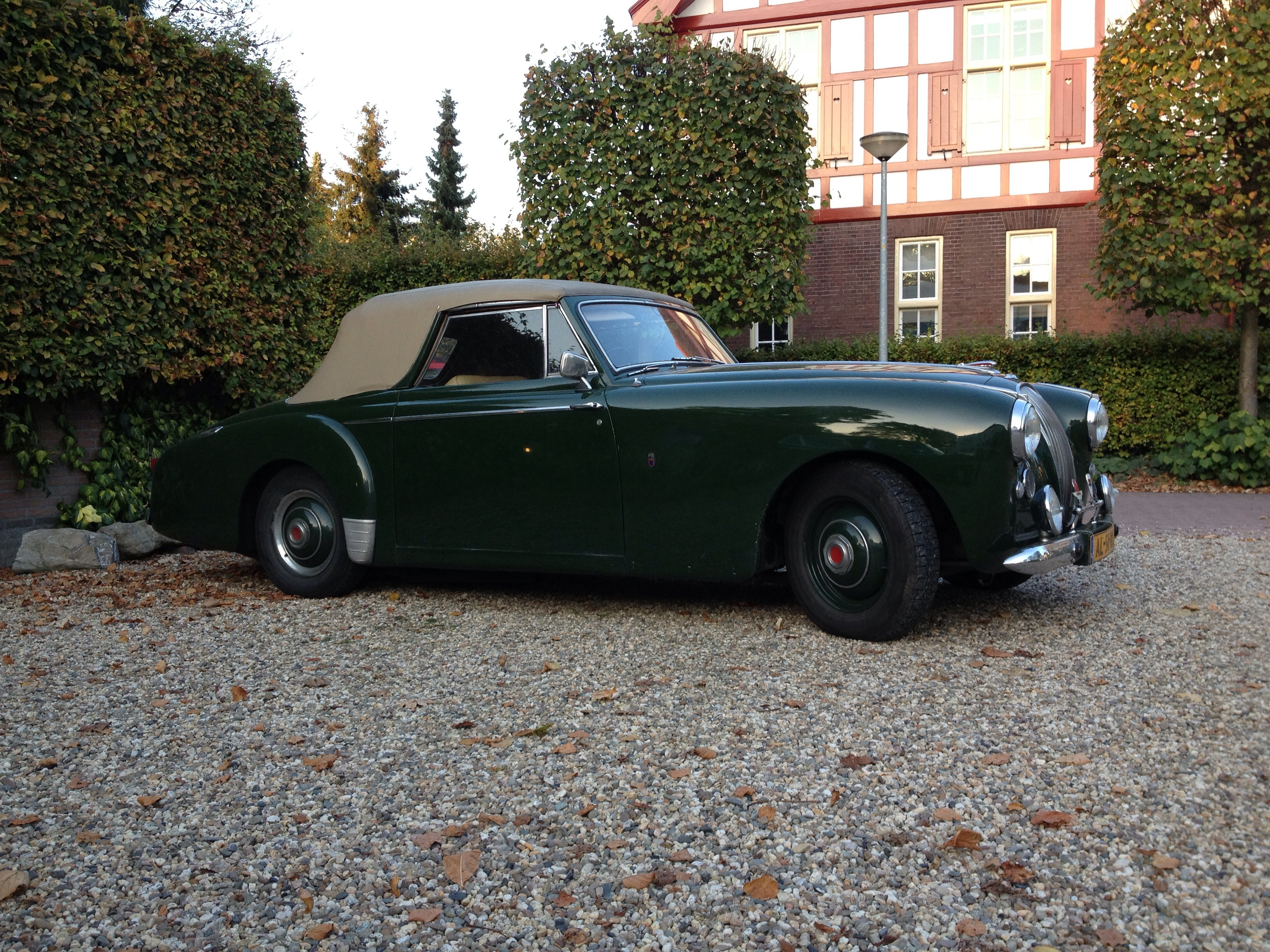
Lagonda 3-Litre MkII Drophead Coupe

З покупкою кузовної компанії в 1956 році все виробництво автомобілів переноситься в Ньюпорт-Пагнелл в Бакінгемширі, а завод в Фелтемі закривається. Багато співробітників відмовилися покидати своє місто, перейшовши в інші компанії, що знаходилися поблизу. 3-Litre, який випускався тепер в Бакінгемширі, одержав індекс MkII і обзавівся деякими оновленнями: важіль КПП переїхав з рульової колонки на підлогу, салон седана отримує подвійне опалення, окремий обігрівач для передніх пасажирів і окремий заднім, як опція з'явився зсувний люк у даху. У кабріолета з'являється нова задня оптика, новий хромований декор боковини кузова, нове лобове скло та інші малопомітні на перший погляд дрібниці, але машин таких було виготовлено зовсім мало. Виробництво 3-Litre MkII тривало до лютого 1958 року, після чого продажі машин марки Lagonda припинилися.

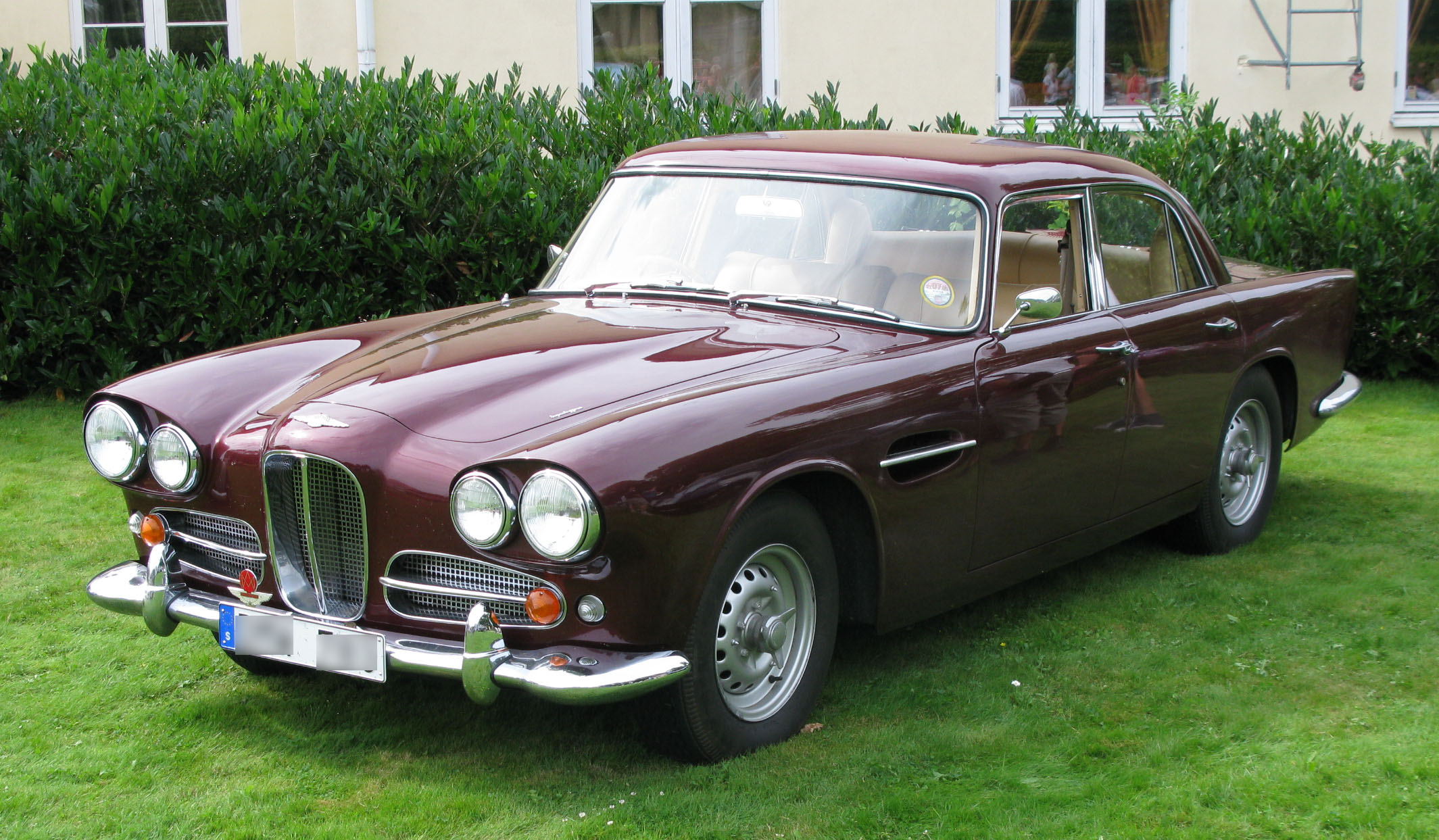
Lagonda Rapide

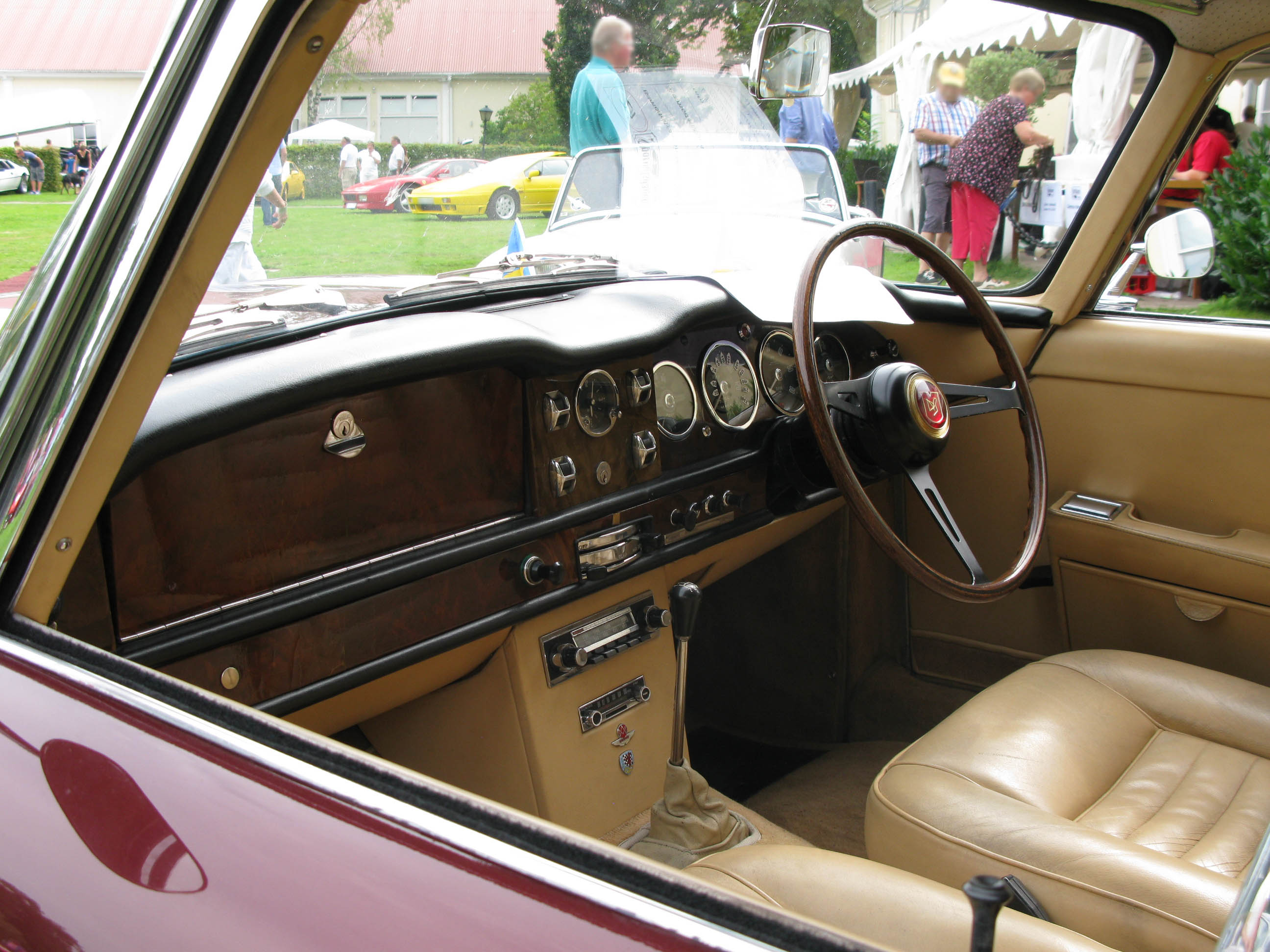
Салон Lagonda Rapide

Про новинки від фірми не було чутно до того часу, поки Юрій Гагарін не полетів в космос. Показаний влітку 1961 року на автосалоні в Парижі Rapide сильно відрізнявся від попередніх моделей. По-перше, пропала рамна конструкція, несучий кузов типу седан був виготовлений з алюмінію в Італії фірмою Carrozzeria Touring; по-друге, під капотом був тепер 4-літровий мотор, потужністю 236 к.с., який розганяв седан до 200 км/год. Рядна шістка була просто розточеним мотором Aston Martin DB4, об'ємом 3.7 л. Нову шістку, об'ємом 3.7 л, створив поляк Тадеуш Марек (він був автором наступних двигунів для Aston Martin, які використовувалися фірмою до моделі DB7 включно). Тадек Марек, як його називали в Англії, до війни працював у польському відділенні фірми FIAT, в 1940 році він покинув Польщу і вступив у визвольну польську армію, яка базувалася у Великій Британії. Там польський інженер і гонщик взяв участь в будівництві танка Centurion, після війни він встиг попрацювати в Німеччині, розподіляючи допомогу союзників, а в 1949 році повернувся до Англії, де спочатку працював на Austin Motor Company, а потім через п'ять років перейшов в Aston Martin Lagonda, де його першою розробкою став спортивний мотор для Aston Martin DBR2. Ця машина була якоюсь мірою чотиридверним варіантом Aston Martin DB4, від спортивного побратима седан відрізняли: наявність задньої підвіски типу «Де Діон» з тягою Уатта, система живлення (два двокамерних карбюратори Solex, у купе було три двокамерних SU) і автоматична коробка передач «Борг Уорнер» з трьома діапазонами швидкості (на замовлення можна було встановити 4-ступінчасту механіку David Brown). Машини, які виготовлялися суто на замовлення, оснащувалися дисковими гальмами по колу, які, до того ж, мали підсилювач, гідропідсилювачем керма і шкіряним салоном від Connolly, обробленим коренем горіха. Крім цього, седан, що продавався за ціною Rolls-Royce, мав відмінну систему опалення, регулювання швидкості обігрівача салону мали водій, передній пасажир, а також задні пасажири (сучасний роздільний клімат-контроль). У салоні був радіоприймач Motorola з можливістю налаштування звуку (вперед-назад-вліво-вправо).

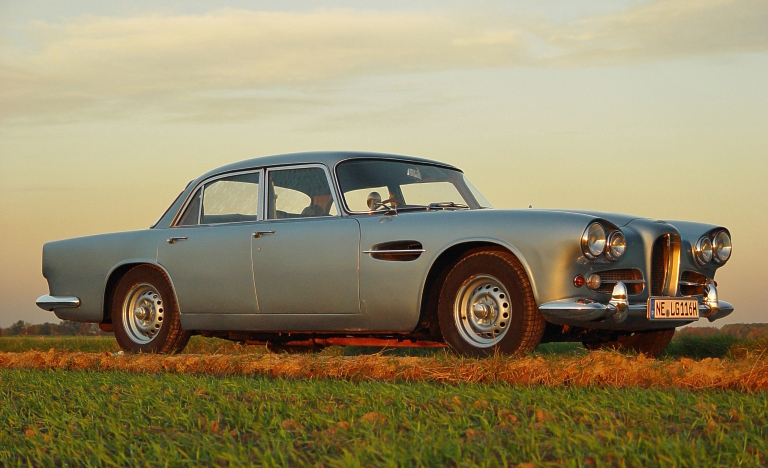
Lagonda Rapide

Однак дилери з 1962 року змогли реалізувати всього 55 автомобілів (з них п'ять з лівим кермом), і в 1964 році керуючий директор Aston Martin Джон Вайєр вирішив припинити виробництво Lagonda Rapide, звільнивши виробничі потужності під випуск Aston Martin DB5, що користувався шаленим попитом (фільм про Джеймса Бонда), хоча в портфелі замовлень було ще 25 заявок на шикарний і швидкісний седан Lagonda. Один з цих рідкісних седанів був перероблений в 2005 році фірмою The Carrosserie Company Ltd в універсал «shooting brake».

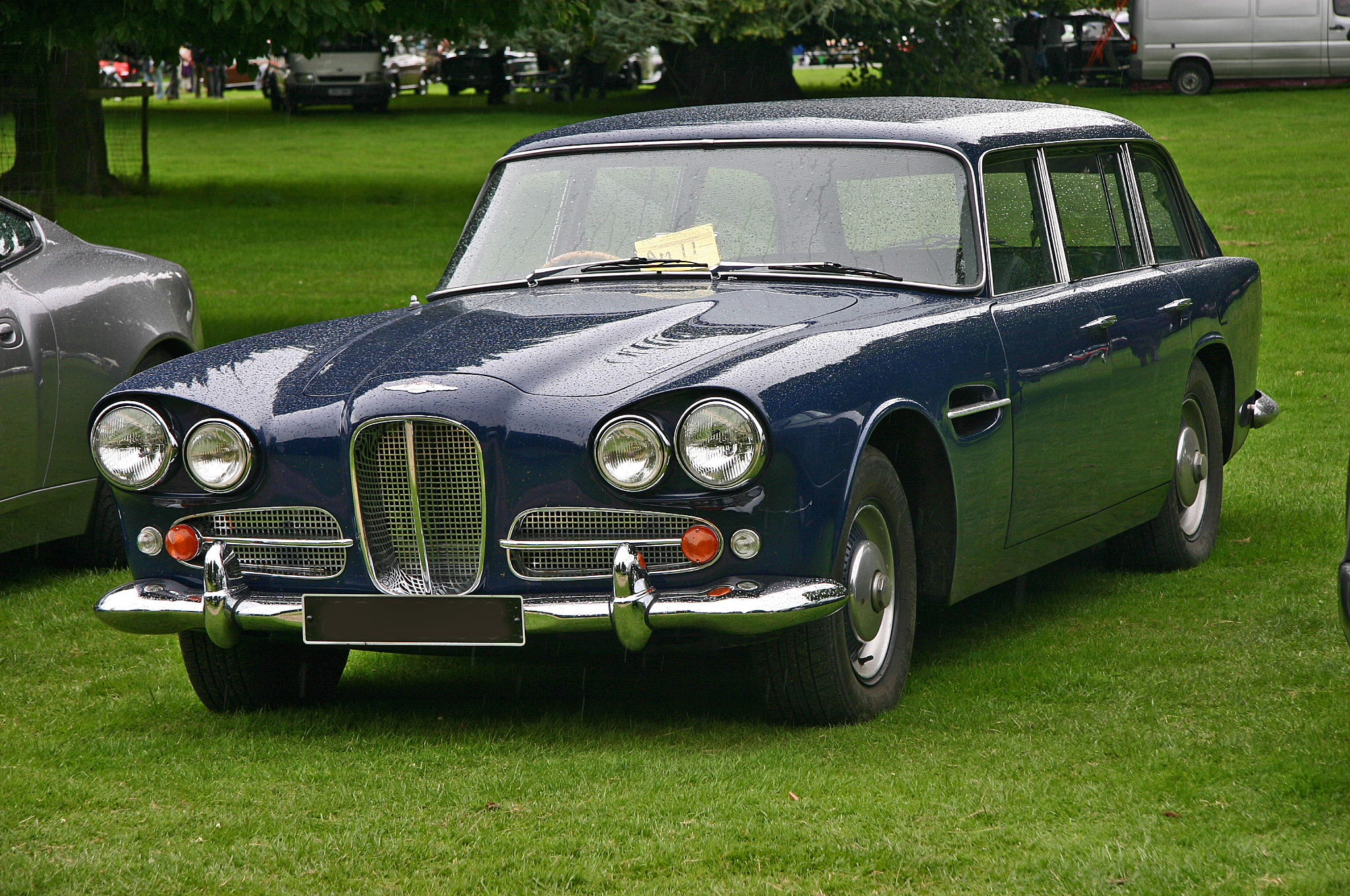
Lagonda Rapide Shooting Brake

Не дивлячись на те, що фірма Брауна випускала ексклюзивні спортивні автомобілі, сам він волів пересуватися на продукції сера Лайонса, тобто автомобілях марки Jaguar. Тому в 1969 році спеціально для сера Девіда Брауна будується чотиридверний Aston Martin DBS V8, на який встановили логотипи марки Lagonda, рішення повісити емблему цієї марки було прийнято за тридцять хвилин до її прем'єрного показу журналістам. Lagonda DBS V8 мав кузов типу фастбек, спроєктований Вільямом Таунсом, шасі машини було подовжене на 30 см в порівнянні з донором, це було зроблено для простору на задніх сидіннях. Алюмінієві панелі кузова кріпилися до металевої просторової рами, під капотом прописався потужний 375-сильний двигун, об'ємом 5.3 літра, що тільки дебютував на Aston Martin. Розганявся до 100 км/год фастбек за 6.2 секунди, а стрілка спідометра завмирала на позначці в 240 км/год. Передня підвіска повторювала собою підвіску Aston Martin V8, задня ж була типу «Де Діон», тобто аналогічна тій, що застосовувалася на автомобілях марки Lagonda на початку 60-х років. Спочатку машина була оснащена дослідним п'ятилітровим двигуном з уприскуванням палива, але оскільки мотор виявився недоведеним до розуму, то для потреб боса встановили вже перевірений 5.3-літровий мотор. Тоді машина з червоної перетворилася на синю.

## Lagonda у власності компанії Company Developments
На початок 1970 року компанія була далеко не в найкращій своїй формі, гроші Девіда Брауна витрачалися на утримання автомобільної компанії швидше, ніж він міг заробляти (збиток від Aston Martin Lagonda ltd тільки в 1971 році склав більше 3 млн доларів). 1971 року Брауна усунули від посади голови ради директорів в David Brown & Sons, а в 1972 році фірма позбувається обох автомобільних марок, продавши їх компанії Company Developments Ltd, біля керма якої були: канадський мільйонер Джордж Міндон, американець Пітер Спрег і британець Вільям Вілсон. За рішенням нового керівництва припиняється виробництво всіх шестициліндрових автомобілів марки Aston Martin, залишивши в серії тільки восьмициліндрові моделі. Попутно решта моделей були перейменовані, оскільки нові власники захотіли скоріше позбутися ініціалів попереднього боса. В кінцевому підсумку назви моделей з буквами «DB» пропали на довгі 20 років з каталогів фірми Aston Martin.
У листопаді 1974 року назва Lagonda знову замигтіла в пресі, але цього разу назва ця була використана як назва однієї з моделей, що випускалася фірмою Aston Martin. Aston Martin Lagonda V8 Series 1, яка була по суті Aston Martin V8 з алюмінієвим кузовом типу фастбек, виглядала як машина Брауна, тільки мала ця машина одинарну передню оптику. Техніка також була запозичена від Aston Martin V8, тобто під капотом був 5.3 л мотор з чотирма двокамерними карбюраторами «Вебер», трансмісію можна було замовити як п'ятиступінчасту механіку, так і триступеневий автомат Chrysler Torqueflite. Гальмівна система мала два контури: на кожну пару коліс свій, плюс кожен контур мав свій вакуумний підсилювач. Свій седан фірма Aston Martin Lagonda вирішила добре обробити: електропривод стекол на чотирьох дверях і зовнішніх дзеркал, електрика також замикала і відкривала замки в дверях і люк бензобака (тоді така опція була рідкістю). Система опалення та кондиціонування мала два моторчики, які, маючи кожен по 4 швидкості, могли швидко нагрівати салон або, навпаки, охолоджувати його за допомогою кондиціонера, заднє скло мало обігрівальні нитки. Нечисленне виробництво цих седанів (було виготовлено всього сім машин) тривало до червня 1976 року.

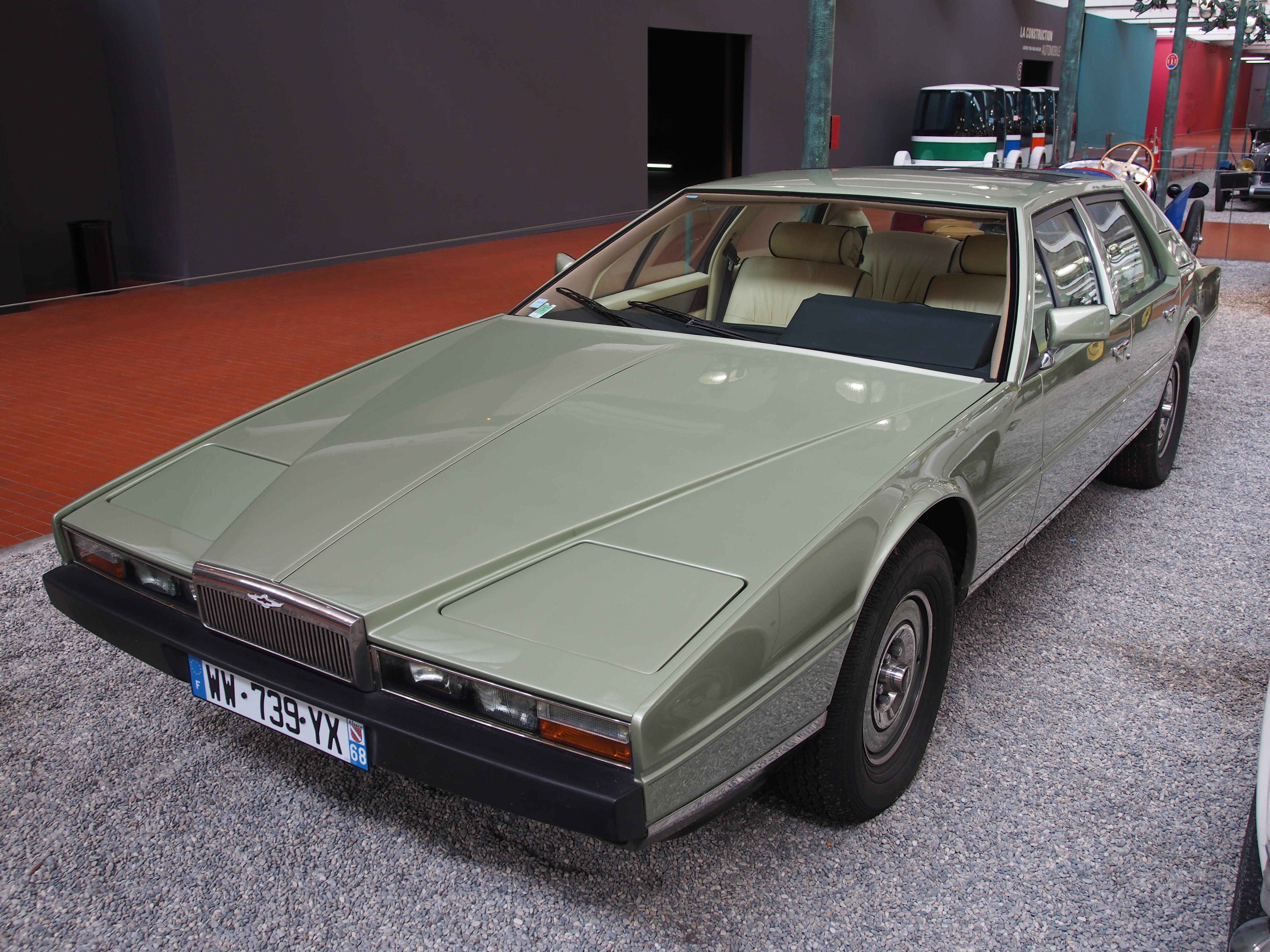
Aston Martin Lagonda V8 Series II

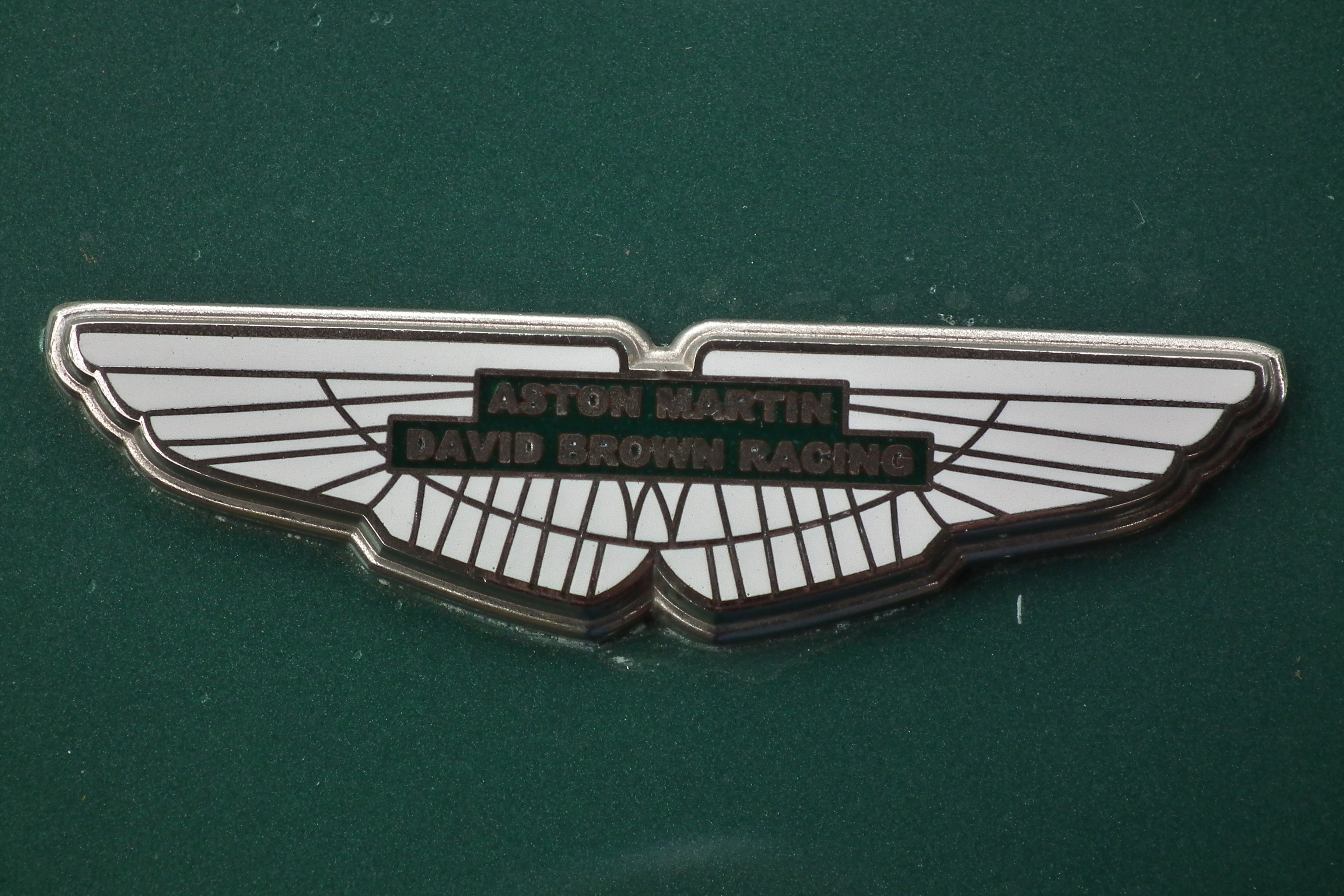
Логотип Aston Martin після того, як фірма відійшла від впливу фірми David Brown & Sons. З 1948 по 1972 роки в крила обох марок були вписані слова David Brown, які розмістили зверху по різні боки розмаху

 А 12 жовтня 1976 року фірма шокує в Астон Клінтоні пресу досить футуристичним для того часу автомобілем під назвою Aston Martin Lagonda Series II. Це була абсолютно нова машина, яка була побудована з нуля без використання шасі інших моделей фірми. Прототип був побудований командою Майкла Лоасбі всього за дев'ять місяців, але мотор (5.3 л, оснащений чотирма двокамерними карбюраторами «Вебер», що видавав 280 к.с.) і коробку (3-ступінчастий автомат від Chrysler) не довелося створювати з нуля, а скористалися тим, що було в наявності. Автором клиноподібного витягнутого силуету був Вільям Таунс. Ця людина створила такі гармонійні автомобілі, як Aston Martin DBS, седан Lagonda на його базі, а також Jensen-Healey. Це був лімузин, завдовжки 5.28 м, завширшки 1.81 м і висотою всього 1.3 м (купе Jaguar XJ-S, що тільки з'явилося, було всього на 4 см нижчим). Крім цього, у низького седана з алюмінієвим кузовом були фари, що піднімалися, на зразок спорткарів того часу. «Сліпі фари» не були рідкістю на седанах в той час, зокрема на американських, але розташовувалися вони у них на рівні решітки радіатора, а не виїжджали з рівня капота.

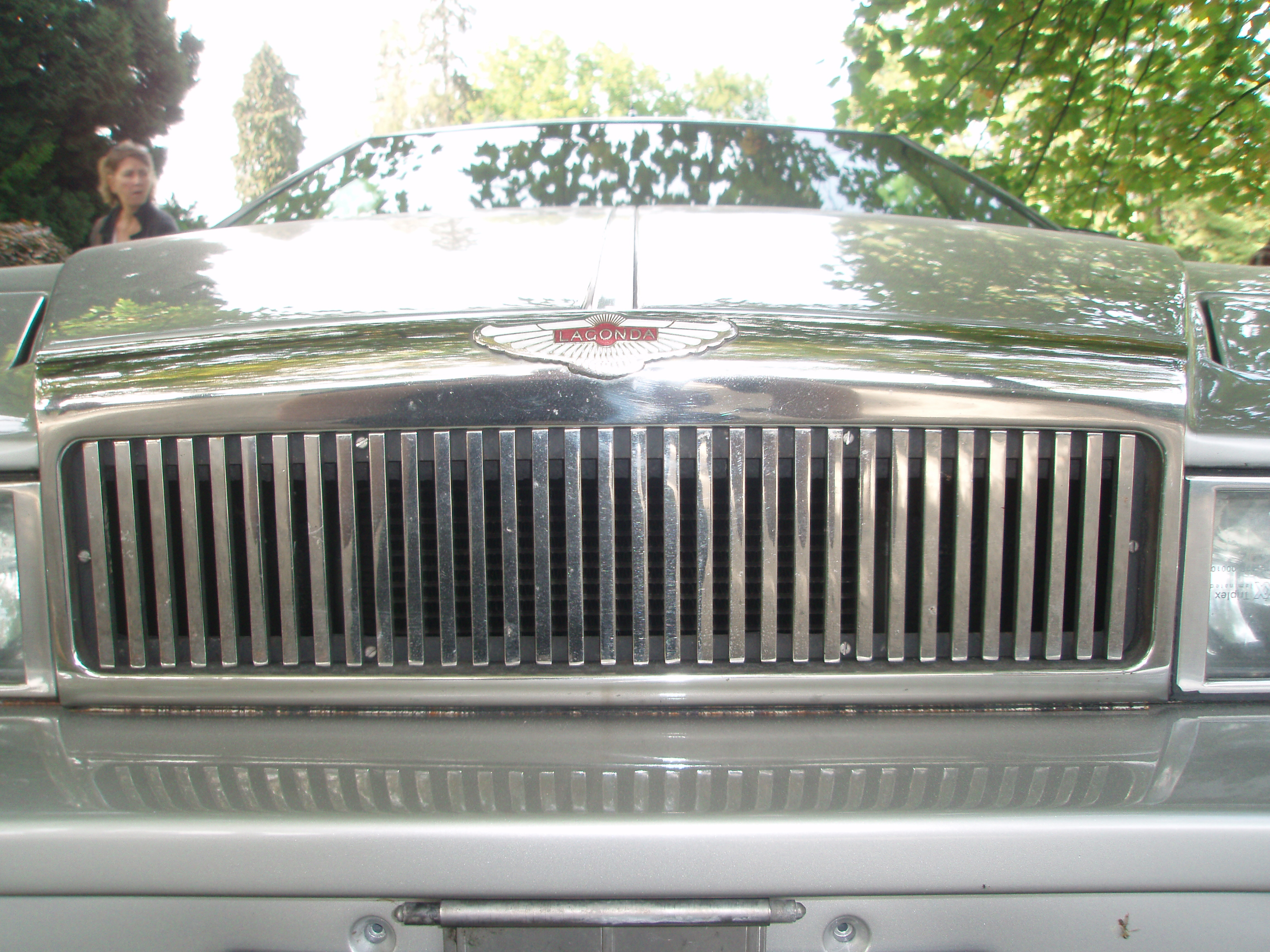
Логотип Aston Martin Lagonda

Новою стала і емблема автомобіля, за основу логотипу лягла емблема марки Lagonda, в крила якої було вписано назву Aston Martin. Не дивлячись на те, що у обох марок логотипи були «окрилені», дизайн у них відрізнявся.

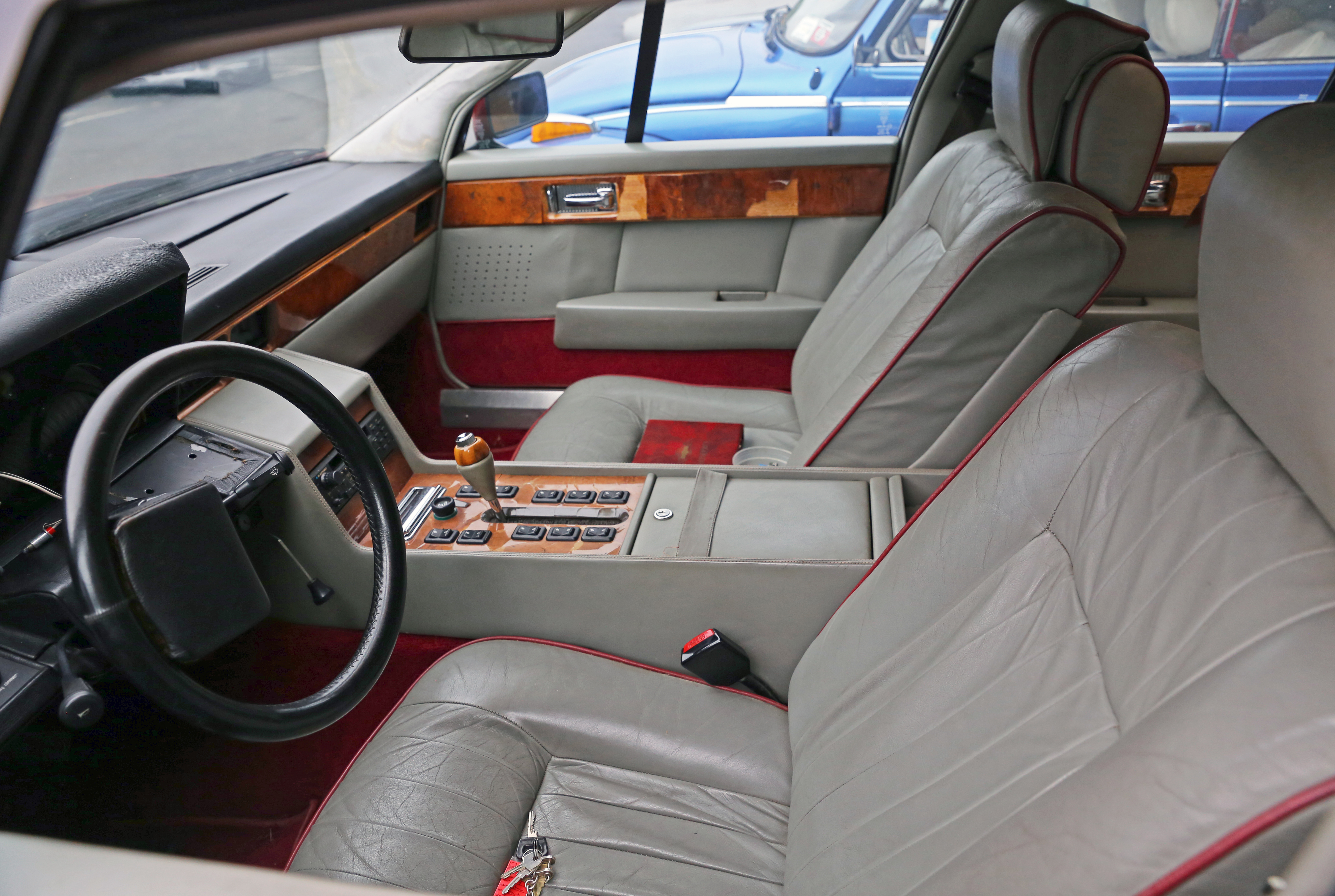
Салон Aston Martin Lagonda V8 Series II

Серед інших особливостей автомобіля була наявність світлодіодного дигітальної панелі приладів, на той момент світлодіод був досить дорогим задоволенням. Історія появи його на автомобілі досить цікава. Майк Лоасбі прилетів в США, в містечко Сант-Клер, що в Каліфорнії, там фірмою National Semiconductor володів один з директорів Aston Martin Lagonda Ltd — Пітер Спраг. Лоасбі викликав ліфт, в якому він побачив сенсорну панель управління, він був настільки вражений, що захотів побачити таку ж панель на майбутньому автомобілі, над яким він саме працював. Розробку першої діодної панелі приладів для автомобіля взяв на себе Університет Кренфілда, в якому була кафедра аерокосмічних технологій. Але випускати ці апарати довірили утвореній всього рік тому американській компанії Javelina Corporation, яка стала спеціалізуватися на панелях приладів для літаків.
Однак прототип виявився «сирим» і в жовтні 1976 року він ще не міг пересуватися самостійно, репортери BBC зробили фотосесію рухомої машини, на ділі вона рухалася з гірки вниз під силою тяжіння. Широкій публіці машину показали на Лондонському автосалоні того ж року, проте в серію машина пішла тільки в квітні 1978 року, на рік пізніше запланованого (фірму до цього часу покинув Вільям Таунс), перша машина була продана у Великій Британії лорду Тевістоку. До 1979 року було побудовано шістнадцять примірників серійної машини, більш масовому  виробництву заважала горезвісна панель приладів, яку ніяк не могли налаштувати на правильну роботу, адже панель, крім звичайних показників, виводила дані на бортовий комп'ютер. Сенсорна панель приладів показувала водієві: швидкість (можна було вибирати між км/год і м/год), обороти мотора, вольтметр, амперметр, рівень температури охолоджуючої рідини, рівень палива, температуру і рівень мастила двигуна, а на бортовий комп'ютер можна було вивести: температуру в салоні і на вулиці, час з датою, середню витрату палива і середню швидкість. Седан, вагою більше двох тон, з триступінчастим автоматом розганявся до 100 км/год за 7.8 секунди, а максимальна швидкість застигала на позначці в 233 км/год. Поліпшити динамічні характеристики мала турбоверсія, таку експериментальну машину побудували в 1980 році, однак у фірми просто не вистачило коштів на її впровадження, примха Лоасбі (дигітальна панель приладів) потягла з казни компанії вчетверо більше грошей, ніж пішло на розробку шасі з підвіскою і будівництво кузова.

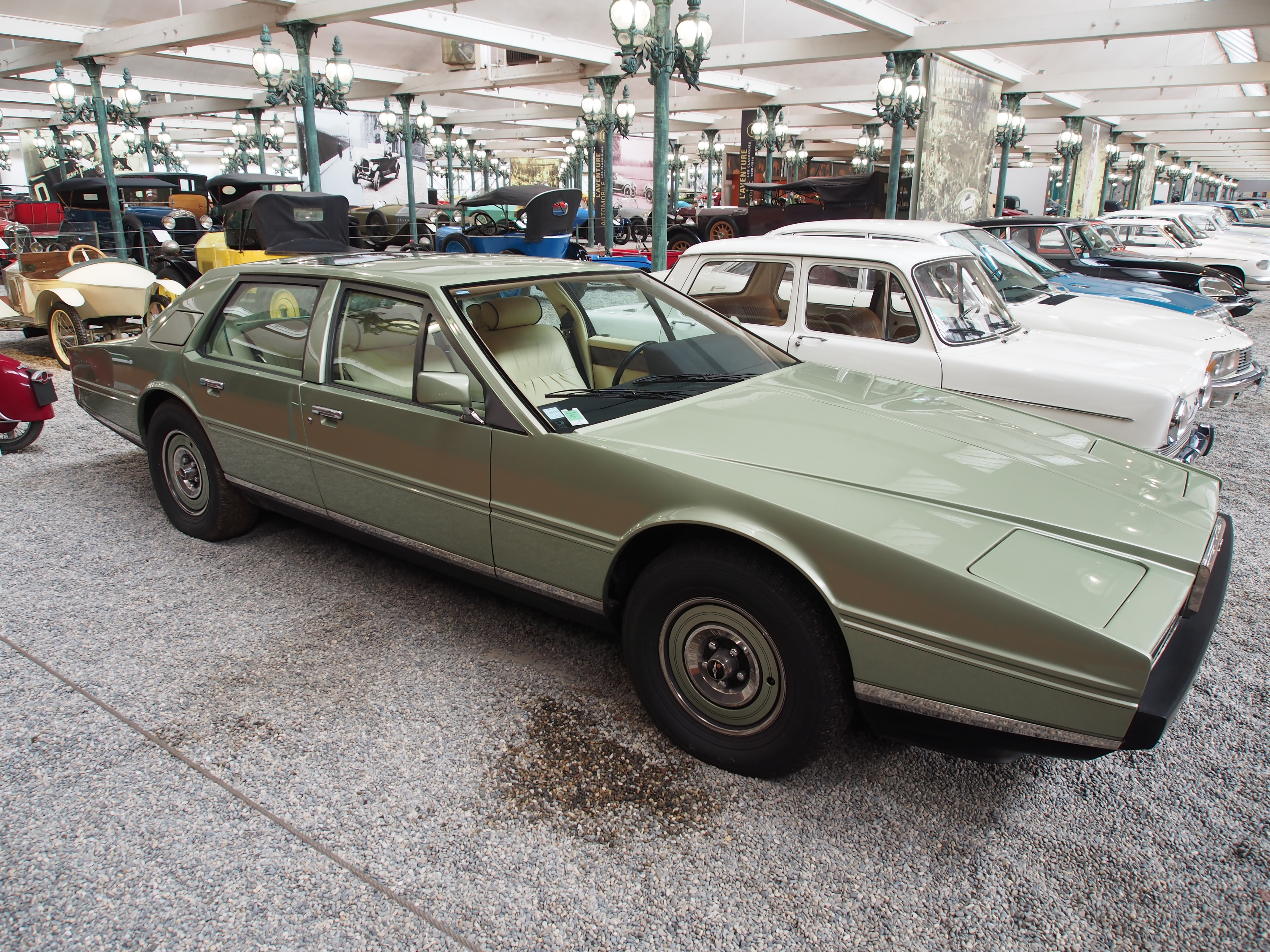
Lagonda V8 Series II MkII

У вересні 1983 року Aston Martin Lagonda V8 Series II отримує нові, потужніші бампери, з інтегрованим в передній спойлером. Масивні бампери дозволили вийти на американський ринок, де були більш жорсткі норми безпеки. Крім цього, автомобіль отримав новий блок управління панеллю приладів і бортовим комп'ютером, нові сидіння, задні двері отримали склопідйомники, також оновлену версію можна було відрізнити за литими дисками, до цього автомобіль оснащувався сталевими колесами з хромованими ковпаками, на машину стали встановлювати так звані «перечниці» (Pepperpot), модні тоді в Англії. Тепер машина рекламувалася і продавалася просто як Lagonda V8 Series II.
Рівно через місяць клієнтам була запропонована шикарна версія, яка була доопрацьована дочірнім підприємством фірми — компанією Tickford. Автомобілі були багато оброблені, а в салоні з'явилися кольорові телевізори як спереду, так і ззаду, на які можна було виводити картинку з висококласного Hi-Fi відеомагнітофона. Також до послуг пасажирів був доступний радіотелефон, ця опція коштувала близько 4000 фунтів. Для задніх пасажирів встановили столики для пікніку, які традиційно були фішкою британських люксових автомобілів, тільки на звичайних седанах Lagonda V8 Series II їх не встановлювали штатно. Столики доповнювалися баром, в якому були кришталеві келихи з логотипом Tickford. Зовні ці дуже дорогі машини можна було відрізнити за алюмінієвим обвісом кузова за ескізом Саймона Сондерса, який був автором дизайну Ford Tickford Capri. Також знайшли собі місце литі диски BBS з покришками Pirelli Р7, розмірністю 225/60 R15, серійні машини одягалися в Avon GR70 VR15 (215/70 R15, в 60-70 роки часто ширину вказували в буквеному вираженні, одна і та ж буква для різного діаметра показувала різну метричну ширину). Ціна на машину була оголошена фантастична — £85,000, що в нинішній сумі склало б £250,000. Всього було побудовано п'ять автомобілів, але ще рідкіснішою версією став подовжений варіант машини, що з'явився роком пізніше.
Лімузин також був перероблений на потужностях компанії Tickford, подовження в 28 сантиметрів прийшло на задні двері, а реалізувати таких «стретчів» із завищеним в задній частині кузовом вдалося не більше чотирьох штук (три з них було випущено з лівим кермом). Ця машина стала найдорожчою в виробничої програми, затьмарюючи за ціною конкурентів з компанії Rolls-Royce.
У 1984 році V8 Series II MkIII отримує нову електронно-променеву панель приладів від фірми Clinton Electronics (яка виготовляла панелі приладів для F-15 Eagle), колишня була занадто дорогою у виготовленні і при цьому не дуже надійною. Тепер на панелі було три п'ятидюймових монітори, на які і виводилася інформація. Крім цього Javelina Co спеціально для Lagonda V8 Series II MkIII розробила синтезатор мови для бортової системи автомобіля, інформацію можна було прослухати на чотирьох мовах: англійській, німецькій, французькій і арабській (арабські країни були основним ринком збуту машини, яка вважалася одним з найдорожчих седанів в світі). Одношпицеве кермо при цьому замінили на нове двошпицеве. Якщо до цього емблема марки розміщувалася тільки на решітці радіатора і ковпаках/дисках, то тепер її розмістили всюди, куди тільки можна було. Тоді ж «перечниці» були замінені на нові 15" диски від фірми BBS.
У січні 1986 року на Нью-Йоркському автосалоні була анонсована модель V8 Series III, головною її відмінністю від другої серії стала наявність уприскування палива Weber-Marelli, завдяки чому в європейському варіанті вдалося зняти 300 к.с. з 5.3 л мотора, але 240 к.с. з американською прошивкою мізків через більш жорсткі норми викидів СО2. Зовні цю серію можна відрізнити за невеликими повторювачами поворотів, які встановлювали на крилі за переднім колесом. На початку 1987 року машину Lagonda V8 Series III MkII оснащують новою панеллю приладів — катодолюмінесцентною, схожа панель вже встановлювалася на автомобілі Opel/Vauxhall. Але життя Series III було швидкоплинним (встигли випустити тільки 75 екземплярів), оскільки в березні того ж року в Женеві був показаний седан четвертої серії.

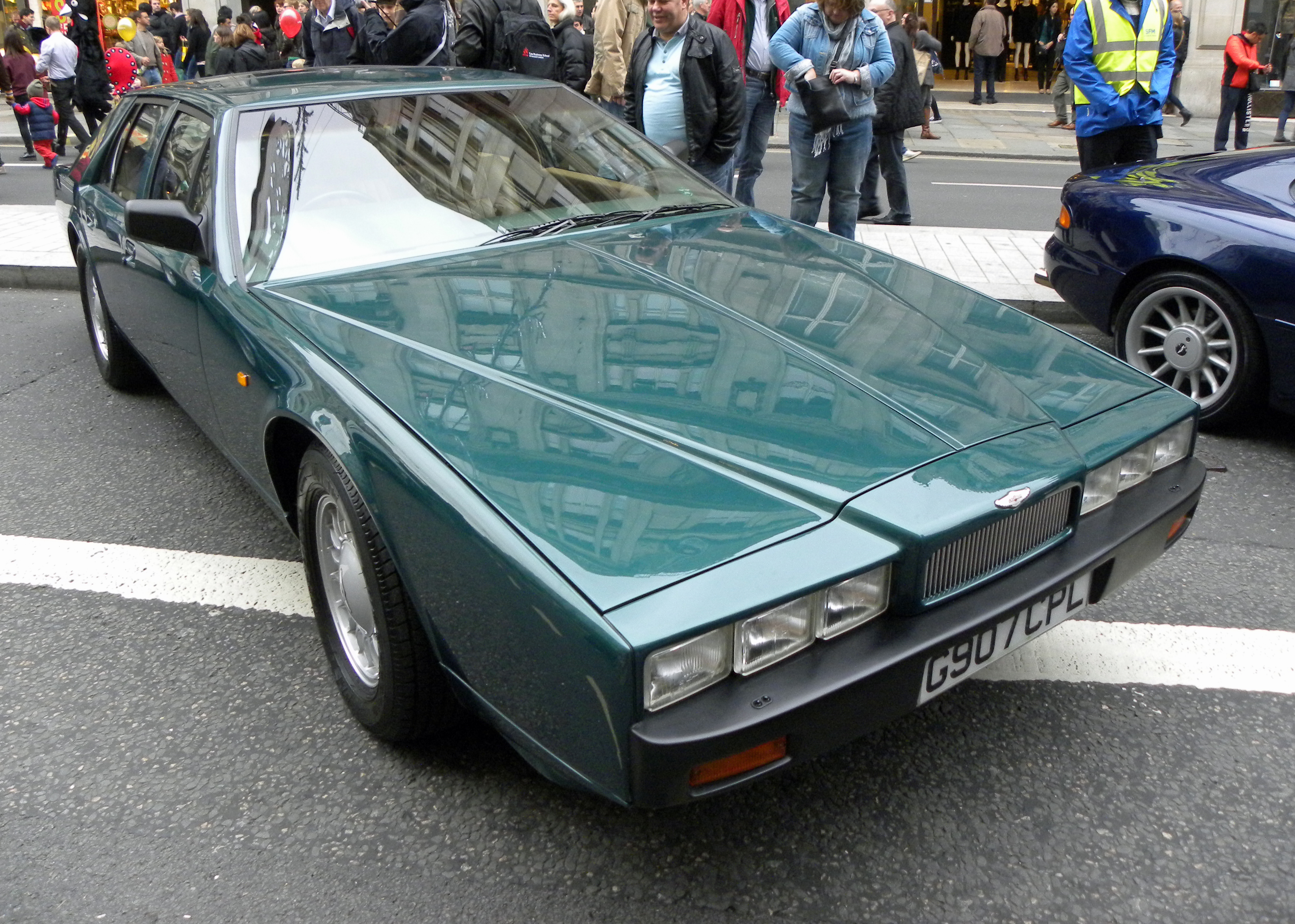
Aston Martin Lagonda V8 Series IV

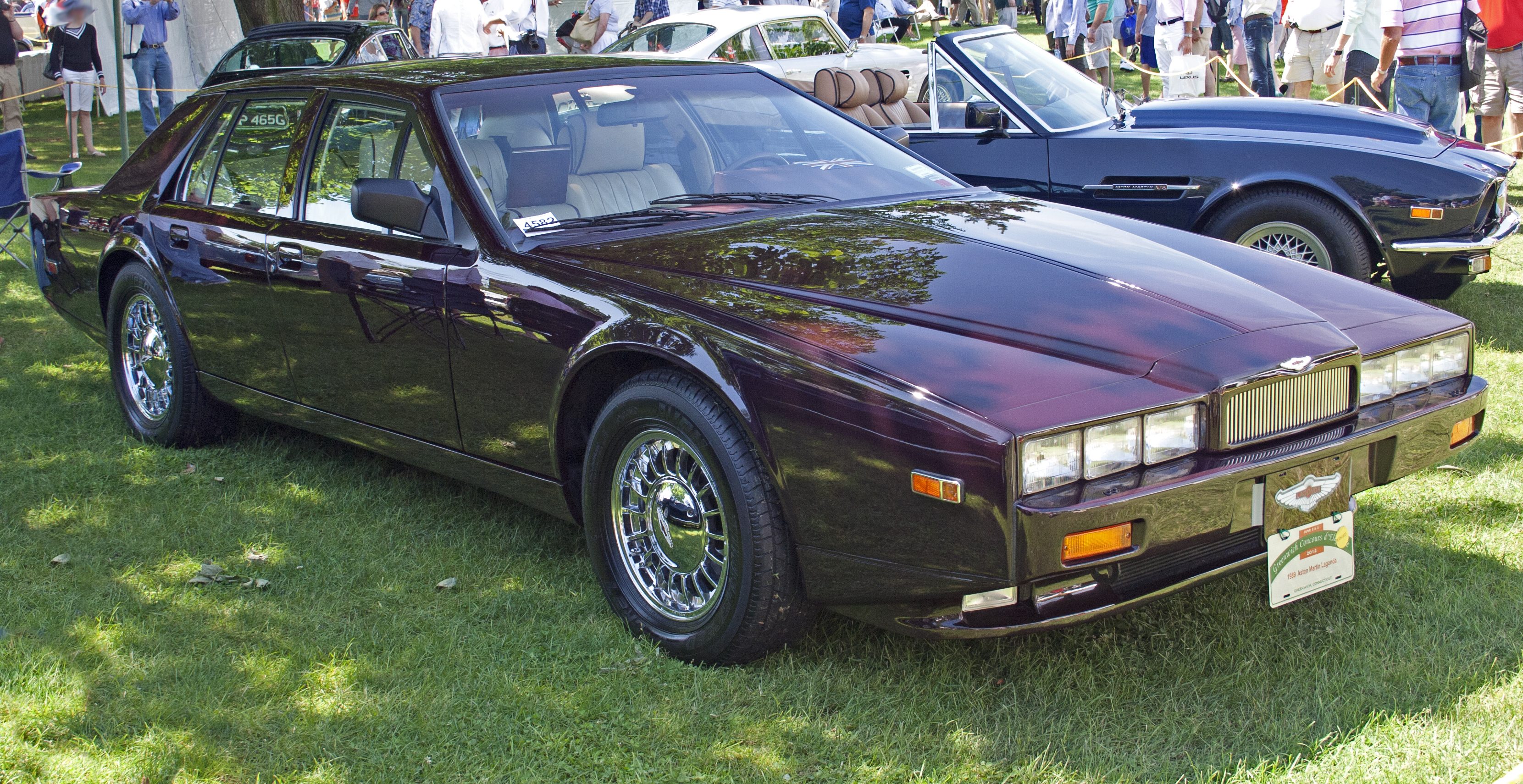
Aston Martin Lagonda Seris IV

З моменту анонсу першого прототипу минуло 11 років і машина вже виглядала старомодно, тому на допомогу знову закликали Вільяма Таунса, який повинен був оновити своє творіння. Машина, яка тепер знову продавалася як Aston Martin Lagonda, отримує нові панелі кузова, з яких найбільш кидалися в очі: високі передні крила, масивна лицьова частина, в якій Таунс розмістив три пари фар; а протитуманки, які раніше розташовувалися біля решітки радіатора над поворотами, він переніс в новий спойлер. Фари, що виїжджали, залишилися тепер в історії, задня оптика також змінилася, ставши вужчою. Задня стійка кузова теж впадала в око, вона тепер видавалася за ширину кузова, а вініловий дах Everflex, що раніше пропонувався за доплату, випав зі списку додаткового устаткування. Також на зміну колишнім 15" дисками прийшли нові 16" колеса фірми Ronal. Також не залишилася непоміченою техніка: переробили мотор, який тепер для всіх ринків розвивав однакову потужність — 289 к.с., коробка передач також зазнала ревізії, отримавши нові передавальні числа, але машина поважчала і стала ще більш ледачою, до сотні вона розганялась за 8,4 секунди.

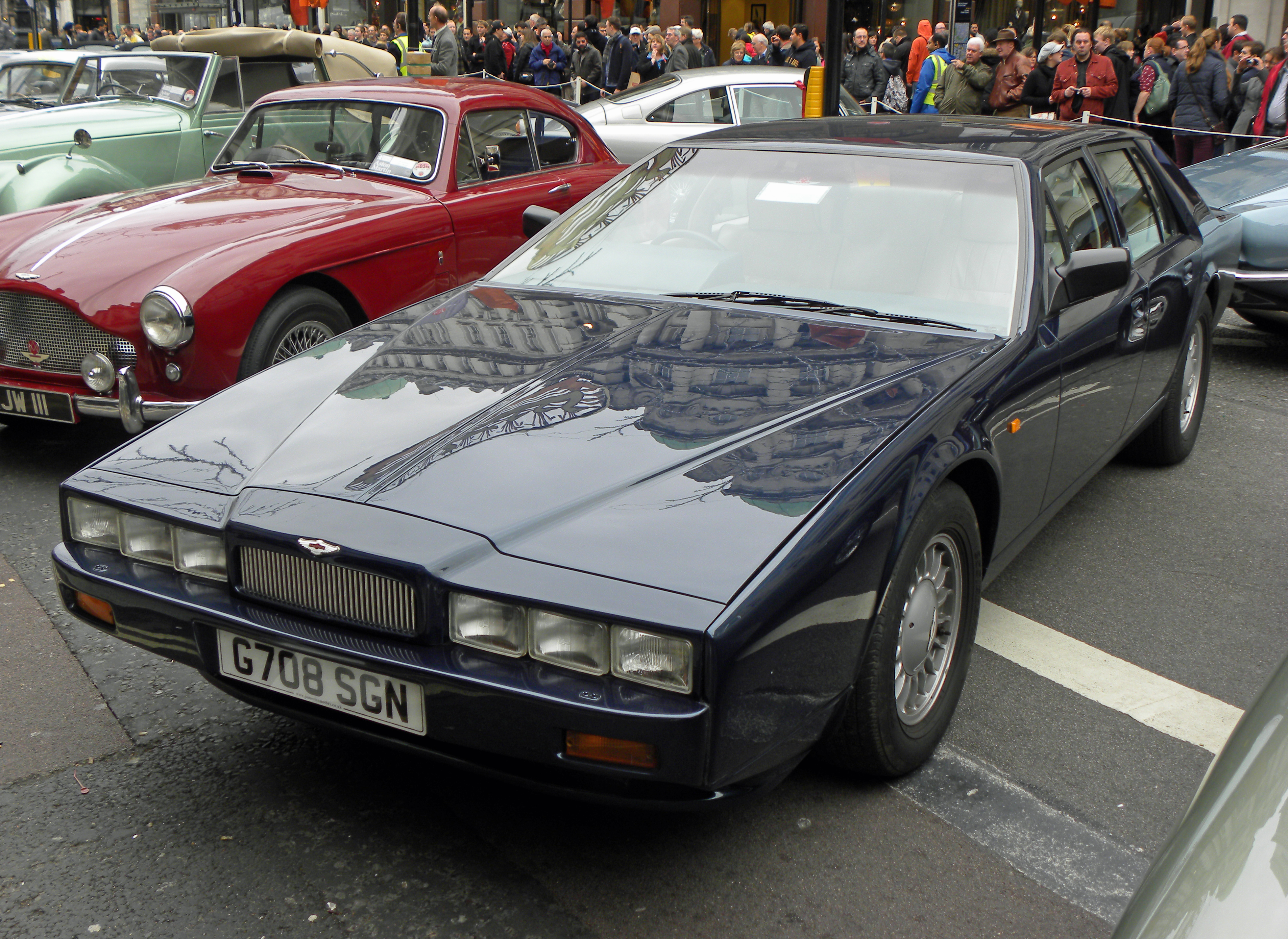
Aston Martin Lagonda V8 Series IV

У 1988 році з'явився один дводверний варіант Aston Martin Lagonda V8 Series IV, на ділі цей автомобіль став основою для майбутнього Aston Martin Virage, який пішов в серію в 1989 році. Кузов з двома дверима до виставки був замінений кузовом, який з'явився на серійному Aston Martin Virage. В середині 90-х оригінальний дводверний кузов від Lagonda V8 Series IV повернули на вкорочене шасі, і машина зараз перебуває в чийсь колекції.
У 1989 році кузовобудівна компанія Carrozzeria Zagato показує на своєму стенді під час автосалону в Женеві прототип автомобіля, який вони назвали Lagonda Rapide Zagato. Автомобіль був побудований на голих шасі седана Lagonda V8 Series IV, які вкоротили на 20 см (спочатку база становила 2.92 м). Оскільки в завдання входили стилістичні напрацювання, то з Англії до Італії доставили шасі без мотора, підвіски і електроніки. Марко Педраччіні, який працював у фірмі Джанні Цагато, намагався знайти нове обличчя для автомобілів моделі Lagonda, однак цей концепт більше нагадував купе концерну General Motors. Коли директори фірми Aston Martin Lagonda Ltd Віктор Гонлетт і Волтер Хейс прибули до Італії і побачили, що зробили у фірмі Zagato, то були сильно розчаровані, вони ставлять жирний хрест на проєкті і на кілька років припинили будь-яке спілкування з цією італійською компанією, хоча вони ще побудували і версію типу кабріолет.

## Lagonda у власності компанії Ford
У січні 1990 року за ворота заводу виходить останній автомобіль Aston Martin Lagonda V8 Series IV, їх виробили 105 примірників, а всього седанів з серії два по серію чотири було випущено 638 автомобілів плюс сім прототипів, деякі з них були знищені під час краш-тестів. Ще було два універсала на шасі Aston Martin Lagonda V8 Series IV, але конверсія їх була проведена тоді, коли ця модель вже не випускалася. 1993 року, через 29 років після того, як був випущений останній справжній автомобіль марки Lagonda, і через три роки після припинення виробництва самого незвичайного седана сучасності — Aston Martin Lagonda Series IV на автосалоні в Женеві був показаний концепт-кар Lagonda Vignale. Автомобіль був побудований силами італійської студії Ghia (бренд Vignale належав фірмі Ghia після покупки нею однойменного ательє в 1969 році). Автором дизайну був Морей Коллум, молодший брат Яна Коллума — автора всіх останніх Jaguar, а також Aston Martin DB7. Великий седан (ширший і довший від Rolls-Royce Silver Spirit) був побудований на подовженій на 12.5 см базі американського Lincoln Town Car (у вересні 1987 року компанія Aston Martin Lagonda продала частину акцій концерну Ford, а через чотири роки і повністю була поглинена американцями). Технічно ця машина також не мала нічого спільного із серійною продукцією британської фірми, підвіска і агрегатна база прямо перекочувала з того ж «Лінкольна». Однак у проєкті хотіли встановити незалежну підвіску всіх коліс (на прототипі була регульована підвіска від Town Car), під капотом творці хотіли побачити шестилітровий V12. Фірмі було замовлено два прототипи, один був представлений публіці, а другий — знищений на половині стадії проєкту.

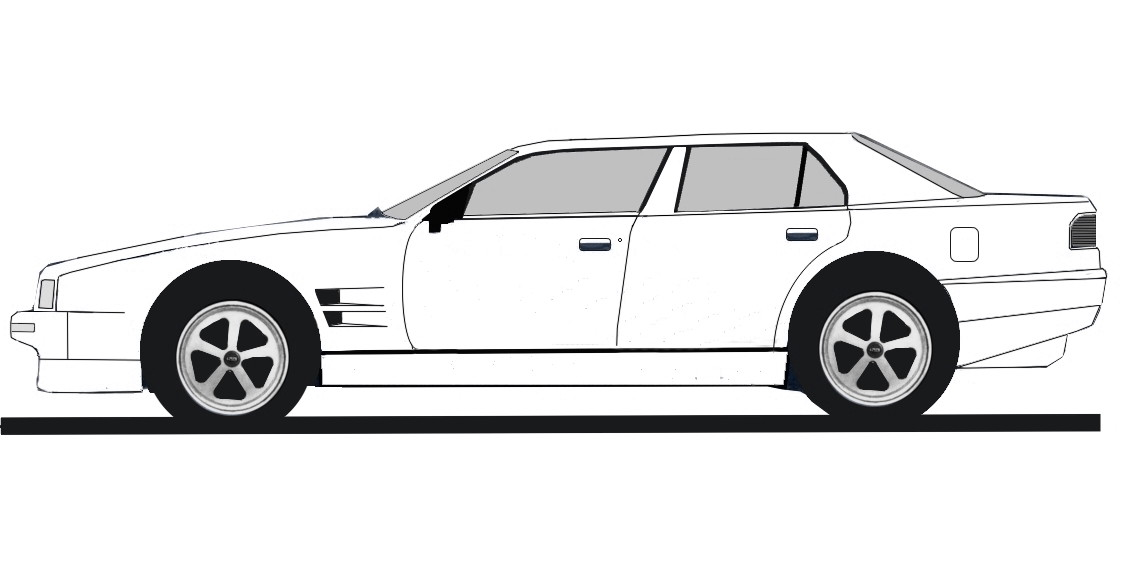
Lagonda Virage Saloon

Не дивлячись на те, що Lagonda Vignale не знайшла свого втілення в життя, через рік з'явилося кілька автомобілів марки Lagonda з кузовами седан і універсал, які були просто переробленими Aston Martin Virage. З листопада 1993 по середину 1994 року Works Service побудувало сім седанів Lagonda Virage, подовжених в базі на 30 см (12"). Машини були оснащені 6.3 л мотором, потужністю 500 к.с., і автоматичною коробкою передач, всі вони мали праве рульове управління, але один з автомобілів пізніше переробили під ліве розташування керма. Тоді ж були побудовані і п'ять універсалів Lagonda Virage Shooting Brake, приготовлені вони були по тій же рецептурі, тільки один з автомобілів був оснащений механічною коробкою передач. Всі п'ять універсалів було продано одному клієнту, ним виявився султан Брунею. Він замовив і два подовжених седани, які були розтягнуті в базі в порівнянні з купе, який послужив донором вже на 18", ці подовжені авто також мали тільки праве розташування керма. На початку 90-х років попит на продукцію Aston Martin різко впав, щоб повернути інтерес до марки, в 1992 році було створено відділення Customer Service Division (згодом перейменоване на Works Service). Це відділення стало пропонувати для клієнтів ексклюзивні варіанти і без того рідкісних автомобілів, так з'явилися, наприклад, семимісні універсали Aston Martin або кабріолети штучної роботи.
У 1995 році султан Брунею замовив в Works Service автомобіль, схожий на прототип дворічної давності. Lagonda Vignale DP2138 був виготовлений внутрішніми зусиллями, як шасі послужив той же Lincoln Town Car (який не стали розтягувати), тільки під капотом у цієї машини насправді вже був V12, об'ємом шість літрів, а не слабенький 190-сильний 4.6 л американський двигун від Lincoln. V12 в той час у Aston Martin ще не було, він дістався від побратимів по концерну Ford — британської фірми Jaguar Cars Ltd. Разом з мотором від XJ12 переїхала під нову оболонку і автоматична коробка передач GM 4L80-E. Машина 1995 року відрізнялася від прототипу 1993 року салоном, автором якого спочатку був Девід Уілкі. Не дивлячись на те, що дизайн був схожий, в проєкті з Ньюпорт-Пагнелл було тільки чотири місця, в той час як в прототипі Ghia було п'ять посадочних місць. Відмінності були і зовні: передня і задня оптика була скопійована 1:1, що полегшувало ідентифікацію двох автомобілів.

## Воскресіння марки. Автомобіль Lagonda Taraf

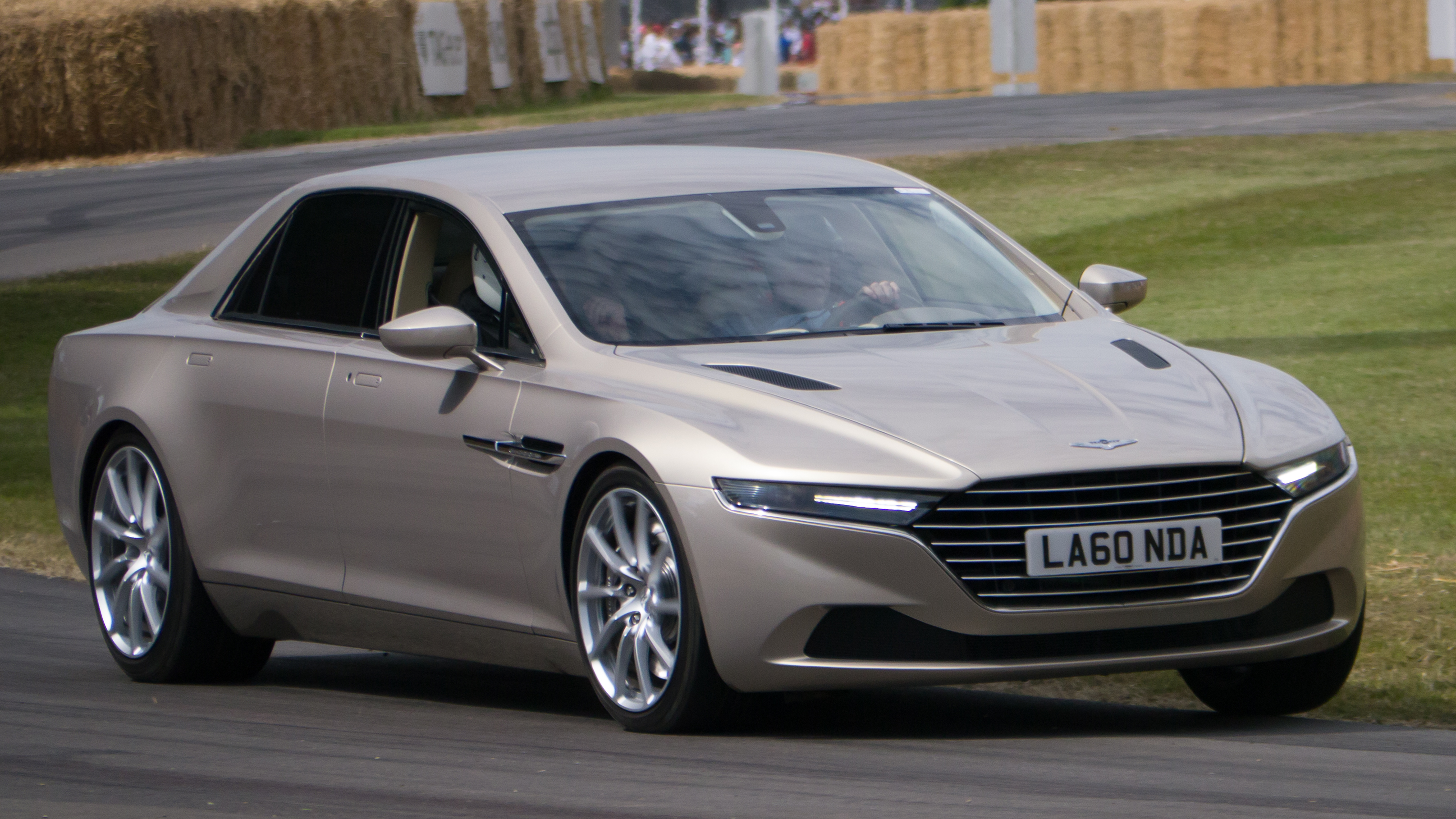
Lagonda Taraf

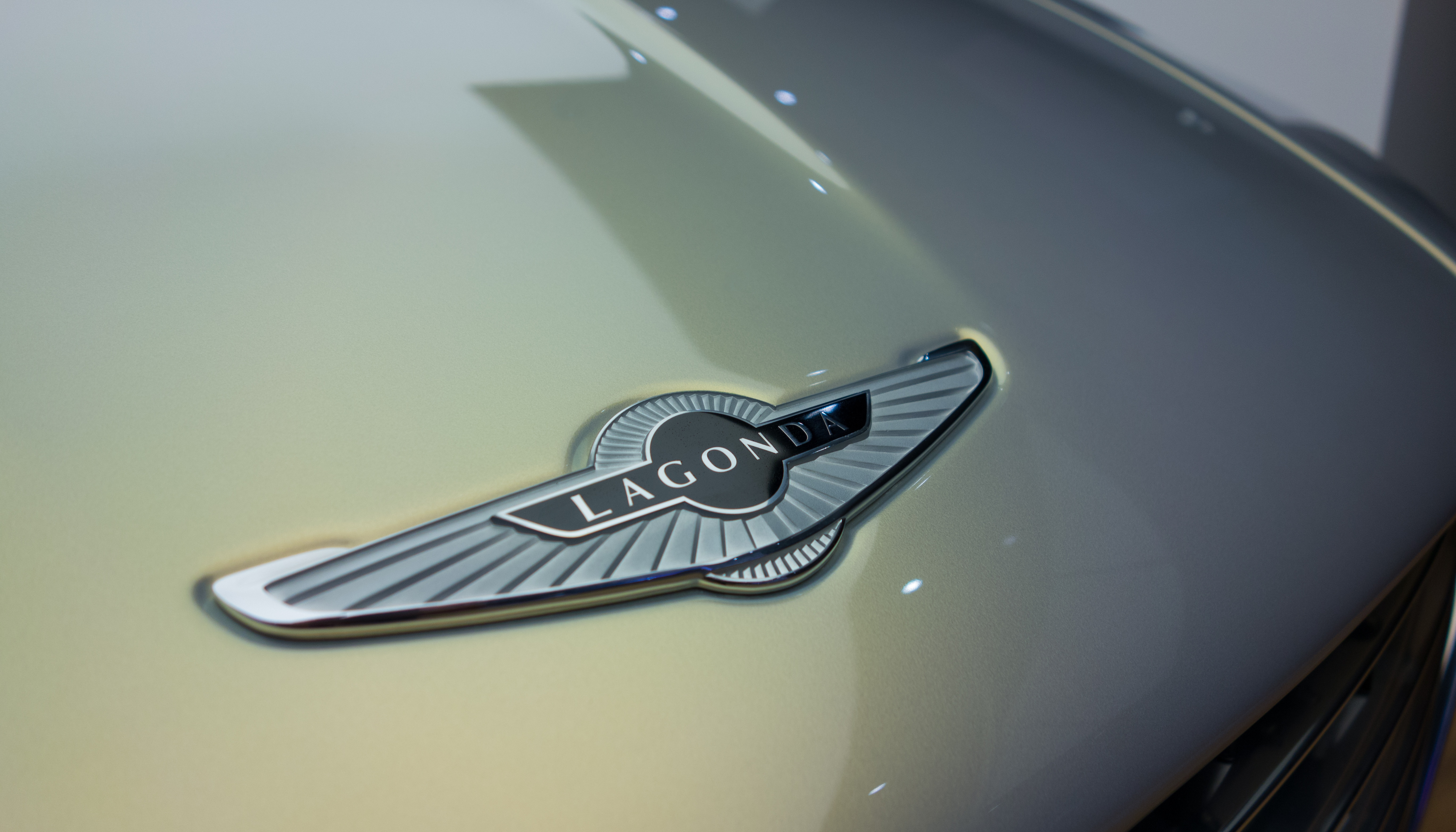
Логотип Lagonda Taraf

Минуло 13 років, і назва Lagonda замигтіла в пресі. 2008 року був показаний позашляховик від Aston Martin, тоді було обіцяно, що в 2012 році почнеться виробництво позашляховиків марки Lagonda, але цього не сталося. 2014 року був показаний прототип седана Lagonda Project Comet. 2015 року британська фірма повернула на ринок ексклюзивних седанів наступника Aston Martin Lagonda — Lagonda Taraf. Цей автомобіль має такі ж незграбні і витягнуті форми, як і автомобіль, колись створений Таунсом.

## Список автомобілів Lagonda
- 1904 — Lagonda Tri-Car 10/12HP
- 1907 — Lagonda 12HP
- 1908 — Lagonda 14/16HP
- 1909 — Lagonda 16/18HP
- 1910 — Lagonda 30HP
  - Lagonda 20HP
- 1913 — Lagonda 11.1
- 1920 — Lagonda 11.9
- 1923 — Lagonda 12HP
- 1924 — Lagonda 12/24HP
- 1925 — Lagonda 14/60HP
- 1926 — Lagonda 16/65HP
- 1927 — Lagonda 2-Litre
- 1928 — Lagonda 3-Litre
- 1933 — Lagonda 16/80HP
  - Lagonda 10НР Rapier
- 1935 — Lagonda M45
  - Lagonda 3.5-Litre
  - Lagonda LG45
- 1937 — Lagonda V12
  - Lagonda LG6
- 1948 — Lagonda 2.5-Litre
- 1953 — Lagonda 3-Litre
- 1961 — Lagonda Rapide
- 1983 — Lagonda V8
- 1993 — Lagonda Virage
- 2015 — Lagonda Taraf